# Історія Чехії

Малий герб Чехії («Чеський лев»)

Історія Чехії (чеськ. Dějiny Česka) — історія території сучасної Чехії з давніх часів до наших днів. Поділяється на п'ять періодів: давня історія (до V ст.); доба середньовіччя (VI—XVI ст.); епоха австрійського правління (1620—1918); чехословацький період (1918—1992) і період незалежної Чехії (з 1 січня 1993 року).

## Давня історія

### Палеоліт
Найдавніші знахідки виду Гомо на території Чехії походять з доби раннього палеоліту (2 500 000 до н. е. — 750 000 до н. е.), докази про наявність людини умілої в подобі кам'яної індустрії (напр., зубила і т. ін.) знайдено на стоянках Бероун — автобан (район Бероун), Суходол або Чаковице (Прага 9). З епохи старого палеоліту (750 000 до н. е. — 250 000 до н. е.), коли в Європі (а також Африці та Азії) жила людина прямоходяча, яка була правдоподібно зачинателем т. зв. ашельської культури і її типовим знаряддям праці став п'ясний клин, походять знахідки Пісечний врх біля Бечова або Пржезлетиць та Странська скеля у Моравії.
У період середнього палеоліту (250 000 до н. е. — 40 000 до н. е.) на території Чехії змінилось кілька палеолітичних культур, яких носієм була насамперед людина прямоходяча, пізніше (у культур «taubachien», мікок та мустьєрської) правдоподібно неандертльці. Найвідоміші знахідки цієї доби представляють печери Шіпка, Кулна, Пржедмості біля Пржерова.
У добу пізнього палеоліту (40 000 до н. е. — 12 000 до н. е.) на території Чехії вперше зафіксована поява людини розумної. Поки у т. зв. перехідних культурах на межі середнього та пізнього палеоліту (селетська культура та «bohunicien») скоріше вважається, що їхніми носіями були ще неандертльці, у наступних культурах (оріньяцька культура, павлов'єн як різновид граветтської культури, епіграветтська та мадленська культури) носієм встановлено розумну людину.
Павлов'єнські знахідки в Моравії (Пржедмості біля Пржерова, Долні Вестонице, Павлов, Петржковице) стали всесвітньовідомими завдяки стоянкам та могилам, які свідчать про незвично розвинене суспільство мисливців, яке вже правдоподібно жило напівосілим способом життя і вміло випалювати кераміку або плести рогожі з трав, далі визначалося розвиненим та різноманітним мистецьким проявом із символічним підтекстом (Венера пластики звірини з паленої глини, коштовні оздоби виготовлені з мушлі, мамонтових кісток та зубів, знаряддя з мамонтових кісток прикрашені різьбленням тощо), який крім доказів по ритуальні похорони свідчить і про розвинену духовну культуру.

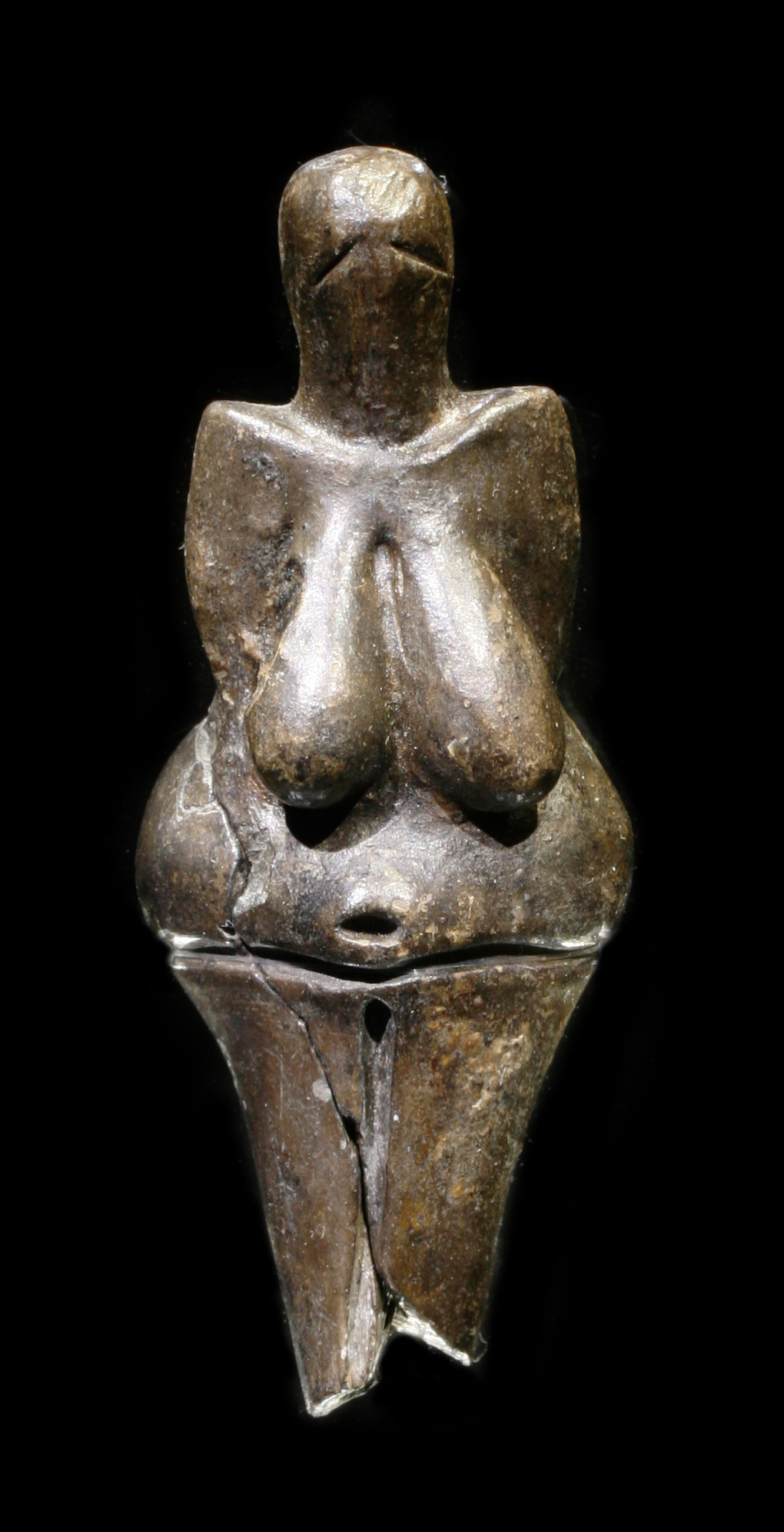
Венера Вестоніцька, найстаріша в світі керамічна фігура

Короткий період на зламі плейстоцену та голоцену в кінці палеоліту (12 000 до н. е. — 10 000 до н. е.) в Чехії була на основі нечисленних знахідок (що правдоподібно зумовлене рідкісним заселенням у цій добі) дефінована
як «epimagdalénien» і далі як «група прикрашеного заокругленого вістря» та «остромержська група».

### Мезоліт (8000 до н.е.— 6000 до н.е.)
Представляє дуже погано досліджений період, не має культурно-хронологічне усталене членування, інколи буває взагалі заперечуваний як самостійний період або замінюваний терміном епіпалеоліт. Знахідок з цього часу дуже мало, переважають мікроліти, під впливом кліматичних змін передбачається, що територія Чехії була рідко заселена малими групами ловців та збирачів. Погано досліджені також стосунки між людиною мезоліту та новоприбулим сільськогосподарським населенням.

### Неоліт
На території Чехії неоліт репрезентує культура лінійно-стрічкової кераміки, на яку посередництвом т. зв. шарецького типу нав'язує культура штрихованої кераміки (чеськ. kultura s vypíchanou keramikou). У кінці неоліту в Моравії з'явилася культура моравської мальованої кераміки на яку вплинув лендельський культурний округ. Населення в цей період годувалося передусім сільським господарством із різною інтенсивністю доповнюваним полюванням, збиральництвом, рибальством. Люди проживали в т. зв. довгих хатах. Уже в кінці культури лінійно-стрічкової кераміки з'являються селища на пагорбах, у кінці неоліту виникають т. зв. ронделі — великі, найчастіше кругові монументальні споруди, про призначення яких ведуться численні дискусії. Добре досліджені стоянки є в Биланах біля Кутної Гори, Мисковицях, Плотишті над Лабем, Бржезні біля Лоун, Тешетицях-Кийовицях та Ведровицях у Моравії.

### Енеоліт (4400 до н.е.— 2000 до н.е.)
Під впливом технологічних змін (винахід колеса, використання плуга, рогатої худоби, іноді міді під час оранки) і з тим пов'язаними правдоподібними змінами у суспільстві (мабуть, патріархат, суспільний поділ праці) профілюється пізня кам'яна доба або енеоліт.
На території Чехії протягом енеоліту змінилась або співіснувала велика кількість культур: лендельська культура, йордановська культура, михельськерська культура, лійчастого посуду культура, баденська культура, рживнацька культура, євишовицька культура, хамська культура, бошацька культура, культура кулястих амфор, культура шнурової кераміки, культура дзвоноподібних келихів.

### Бронзова доба (2000 до н.е.— 800 до н.е.)
В основному зразу після палеоліту починається бронзова доба, коли тільки почалося суспільно важливе застосування обробки металів. З великою ймовірністю це призвело до утворення груп спеціалістів (шахтарів, металургів, але й торговців і т. д.), які вже мали в суспільстві становлений певний статус. З археологічних розкопок можна довести виразніший поділ суспільства (багаті гроби), мабуть, і виникнення панівної верхівки, яка зуміла просаджувати власні інтереси (контролювати визначні родовища корисних копалин, транспортні вузли або торгові осередки). Розвивається торгівля з далекими країнами. Археологічні знахідки передусім порівняно з областю Егейського моря дозволяють спекулювати про конкретні релігійні уявлення тогочасного суспільства (культ сонця). Територія Чехії знов пізнала велику кількість культур: унетицька культура, нітранська культура, культура Хлопице — Веселе (чеськ. Kultura Chłopice-Veselé), ветержовська культура, комплекс могильних культур (чесько-фальцький і середньодунайський), культура лужицьких полів поховальних урн (чеськ. Kultura lužických popelnicových polí), кновизька та штитарська культура, милавецька культура (чеськ. Milavečská kultura), ниницька група, велатицька культура, подольська культура.

### Рання залізна доба (Гальштатська культура) (800 до н.е.— 450 до н.е.)
Як підказує назва, про цей період було характерним широке використання заліза, і у зв'язку з тим центральна Європа налагодила тісніші стосунки із середньоземноморськими краями. Змінилось і суспільство, яке, мабуть, перетворилось і на рівень військового союзу (управління за наявності військової старійшини) або ж інколи гіпотетично міркується про існування племінних князівств. На відміну від епохи бронзи, яка була культурно строкатішою, гальштатська доба була більш цілісною. Культури залізної доби на території Чехії: гальштатська могильна культура, биланська культура в Чехії, платеницька культура в північній Моравії, гораковська культура в південній Моравії. Відомою знахідкою виняткової значимості з цієї доби є Бича скеля — печера в Моравському карсті біля Адамова.

### Пізня залізна доба (Латенська культура) (450 до н.е.— 50 до н.е.)

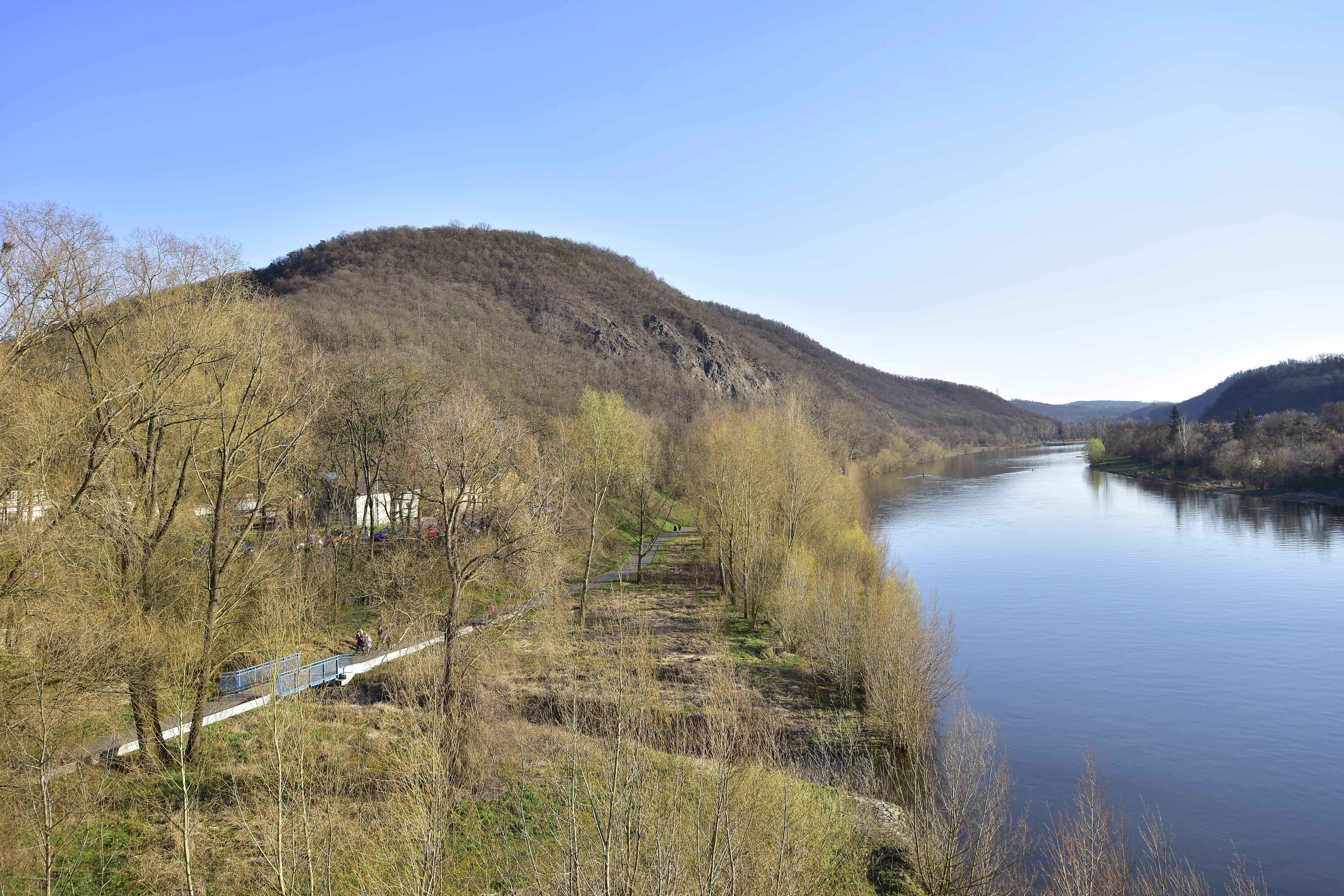
Кельтський оппідум Заздрість

Мабуть, уже у 2-й половині V ст. до н. е. до чеської котловини прийшли кельти, перший етнос, назва якого відома з писемнимих джерел. Аж у IV ст. до н. е. захопили всю територію, яку можна було використати на сільське господарство (це пов'язано з новою хвилею прибульців може з Полаб'я, басейну верхньої течії Рейну або північно-західної Франції). Назва кельтського племені боїв, яке осіло в Чехії, дало країні назву Богемія (від лат. Bohemia, або «Boiohaemum»). У V ст. до н. е. в Моравію в першій хвилі прийшли Волки — Тектосаги (чеськ. Volkové-Tektoságové), які захопили лише її південну частину, у першій половині IV ст. до н. е. передбачається прихід чергової хвилі з басейну Дунаю. Культуру центральноєвропейських кельтів називають латенською. На периферію (східної та північно-східної Моравії) сягала і пуховська культура з ядром на території Словаччини.

### Римська доба (50 до н.е.— 350/380)
Представляє період, коли на території Чехії проживали передусім германські племена, які почали проникати тут у 2-й половині I ст. до н. е. після відходу кельтів, (т. зв. планянський горизонт). У північній Чехії в цей період ще протрималась культурно змішана кобильська група. Коротко перед зламом тисячоліть тут поселилися маркомани на чолі з Марободом (горизонт Маробудової імперії/держави), після його втечі рештки кельтського населення залишилися тут аж до початку V ст. З II ст. з півночі проникала пшеворська культура (на Моравії про це існують докази вже з початку римської доби) а у 1-й половині III ст. прийшло в Чехію нове населення з басейну річки Ельба. Ці нові групи населення вже в 2-й половині III ст. поширились і на територію Моравії (костелецька група). Водночас у південній Моравії довгостроково досліджуються знахідки, які свідчать про присутність підрозділів римлян у період маркоманських війн на чеських землях (Мушов), у 2001 році була доведена їхня присутність аж у Оломоуці — Нержедині.

### Переселення народів (380/400— 568)

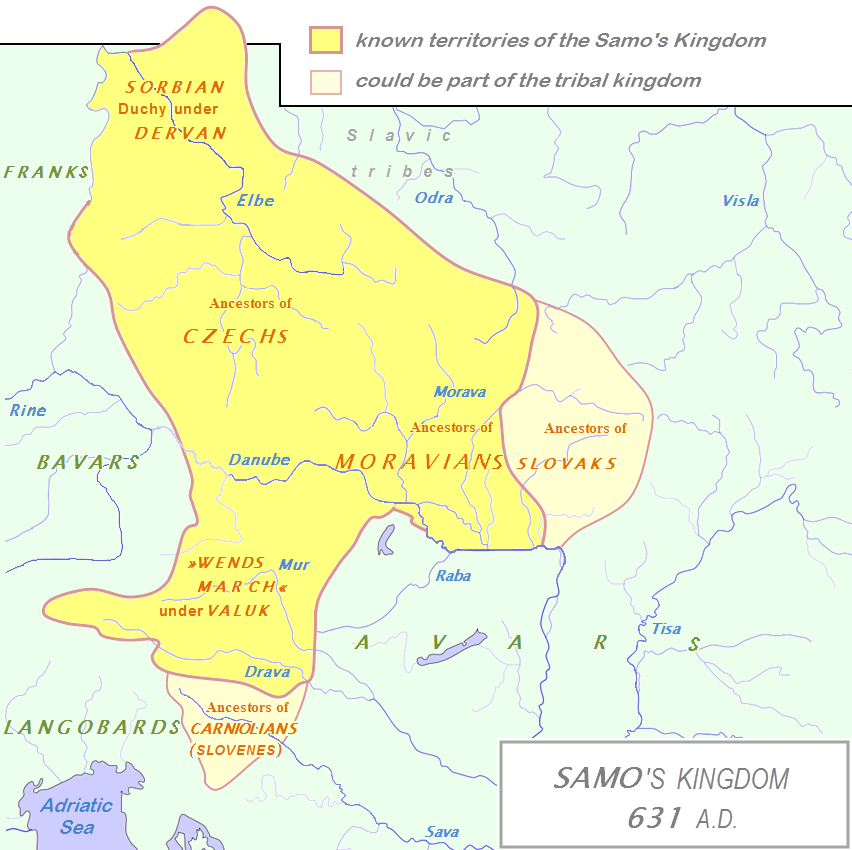
Приблизний розмір імперії Сема

На початку V ст. значно знизилася кількість населення, ймовірно принаймні його частина відійшла з вандалами та аланами у 406 році; щодо маркоманів, міркується, що відійшли в 1-й половині V ст. до провінції Норік. У V ст. принаймні в Моравії відбувся хаос спричинений вторгненням гунів під проводом Аттіли, з басейну Дунаю прийшло нове населення, ймовірно подібні зміни настали і в Чехії, але наразі щодо цього немає достатньо доказів. Згідно з деякими археологами на півдні Моравії, мабуть, осіли герули, які тут протрималися аж до початку VI ст., коли їх перемогли лангобарди. У Чехії в 1-й третині V ст. просунулась вінаржицька група, міркується також і про присутність гунської верхівки (могили з кінською збруєю). Наприкінці V ст. поступаючи проти течії Ельби до Чехії потрапили лангобарди (разом із меншою кількістю тюрингів), на певний час тут осіли, але приблизно в 1-й половині VI ст. пересунулись до басейну Дунаю а у 568 році на територію сучасної Італії.

## Доба середньовіччя (VI—XVIст.)

### Початки поселення слов'ян
Перші слов'яни ймовірно з'явились на території Моравії, Сілезії та Чехії аж у 2-й половині VI ст. Перша хвиля слов'ян (культура з керамікою празького типу) прямувала у Чехію через Малопольщу і далі вздовж т. зв. трстеницької дороги. Друга хвиля могла просуватися з басейну Дунаю у 1-й половині VII ст. У цей період на цій території перебували вже тільки залишки попереднього германського населення (лангобардів та тюрингів). Лангобарди перед приходом слов'ян відійшли до басейну Дунаю і через деякий час у північну Італію, тюринги відійшли на територію Баварії і, мабуть, узяли участь в етногенезі баварців.

### Держава Само
Докладніше: Само(держава)
Згідно з хронікою Фредегара, частина слов'ян, які мешкали на чеській території, передусім у південній Моравії, була низку років піддана грабіжницьким наскокам та насильству аварів, імперія яких простягалася на території сьогоднішньої Угорщини. Вважається, що наступне покоління, яке взійшло з аварських воїнів та слов'янських жінок у 623 році повстало проти аварського гніту. Нібито тоді прийшов на чеські землі франкський купець Само зі своєю дружиною. Приєднались на сторону слов'ян і разом перебили багато аварів. Тому слов'яни прийняли Сама за свого вождя. «Так сталося, що Само заклав першу слов'янську державу. Одружився з дванадцятьма слов'янськими жінками, мав із ними 22 сини та 15 дочок і щасливо правив 35 років. Усі наступні бої, які під його проводом вели слов'яни проти аварів, були переможними». Так писав про державу Само франкський хроніст званий Фредегар. Це найстаріша письмова згадка, яка збереглася про слов'ян на чеських землях.
Пізніше Самові слов'яни потрапили у конфлікт із франкським королівством. Його правитель Дагоберт I прагнув розширити свою владу далі на схід, але зазнав поразки у славній битві біля Вогатисбургу. Досі історики даремно шукають, де, власне, знаходилась ця фортеця. Не знають точно визначити ані те, поки сягала влада Само. Правдоподібно сягала за межі сьогоднішньої Чехії та Моравії. Після смерті Само його держава очевидно припинила своє існування. По суті ще не була дійсним державним утворенням із певною організацією. Виникла з метою об'єднати слов'ян на оборону проти аварів та франків, а також полегшити їхні грабіжницькі напади проти сусідів. Як тільки аварська, а також франкська небезпека минула, держава розпалася.

### Чехія у VIII—IX століттях
З моменту, коли перестала існувати держава Само, тогочасні хроністи дуже мало пишуть про події на території Чехії і тому спираємося на археологічні знахідки. Однак спорадично знаходимо уривчасті повідомлення у франкських хроніках, як хроніка Фредегара, Фульдський літопис або хроніка написана в монастирі в Меці. У 788 році король Карл Великий заснував у північній Баварії чеську (франконську) марку, що значить прикордонну військову провінцію, якусь зону (смугу) франкського королівства проти Чехії. У 805 році Карл Великий спробував включити Чехію до системи країн залежних від франкського королівства і тому направив на територію Чехії військо, яке тримало в облозі фортецю Канбург (чеськ. Canburg), при чому вбили ватажка Леха. Йдеться скоріше про позначення посади, як власне ім'я. У 845 році у баварському Регенсбурзі відбулось хрещення чотирнадцяти чеських вельмож, їхні імена незнайомі, але з повідомлення можна зробити висновок, що в Чехію почало проникати християнство. У зв'язку з 857 роком Фульдські аннали повідомляють про захоплення франкськими військами поселення Вістрахі (поселення Вістраха), яке знаходилось десь на півдні Чехії. Старшиною був воєвода Вістрах, навіть мав сина Славітага. У 871 році дочка незнайомого чеського воєводи вийшла заміж у Великоморавію. Супровід молодої по дорозі напала озброєна дружина франків, яка захопила 644 коней. Зразу в наступному 872 році франки знову з'явилися на території Чехії, коли при набігу при бою десь над Влтавою загнали на втечу п'ятьох чеських воєвод. Одним із них був і Борживой I. Згідно з легендою у 882 році помер чеський пустельник Іван, над могилою якого у 1033 році засновано монастир бенедиктинців — «Святий Ян під Скалою».

### Велика Моравія

Приблизна територія Великої Моравії

На початку IX ст. на території південної Моравії та північно-західної Словаччини сформувалась перша слов'янська держава в центральній Європі. Візантійський імператор Костянтин VII Багрянородний у своїх творах пізніше назвав її Великою Моравією. Однак це означало тільки те, що вона була більш віддаленою від кордону Візантійської імперії порівняно з іншою територією названою Морава, яку було засновано на території сучасної Сербії.

#### Передумови формування моравської держави
Долина річок Морави та Диє належить до найврожайніших областей моравської території. Тому слов'янські племена, які тут поселилися, розвивались швидше ніж, наприклад, населення в Чехії. Важливими для них були стосунки з басейном річки Дунай. Дунай став визначним торговельним шляхом, по якому чужі купці привозили у південну Моравію предмети розкоші, (ювелірні вироби або сировини для їх виготовлення, дорогі тканини, пишну зброю) та сіль. Південними сусідами моравських слов'ян були авари, які після поразки з боку Само перестали бути небезпечними. Під впливом слов'ян, які проживали на аварській території, вони відмовилися від кочового способу життя і перейшли до осілого способу життя та сільського господарства.
На початку IX ст. аварську імперію знищив Карл Великий. Однак франки не мали достаток сил, щоб забрали її територію та приєднали до своєї держави. Цією можливістю поширити свою владу скористалися навколишні слов'янські князі. Моравці захопили південно-західну Словаччину, яка потрапила разом із південною Моравією під владу одного князя. Першим відомим моравським правителем був князь Моймир (правив до 846 року), від імені якого назвали всю династію Моймировичами. Князь (король) Святополк I (правив у 870—894 роках) заснував на основі моравської держави велику та міцну державу, яка простягалась далеко за межі власне Моравії. На дворі Святополка I прийняв хрещення і чеський князь Боривой I і визнав суверенітет моравського правителя над Чехією.
У 863 році в Моравію прийшла з тодішніх візантійських Салонік християнська місія Костянтина—Кирила та Методія, які принесли глаголицю та поширювали християнство староцерковнослов'янською мовою, конкретно на македоському діалекті староцерковнослов'янської мови, який був зрозумілим і для слов'ян з околиці Морави. Методій став пізніше архієпископом у Сірмію (Сірмій був стародавньою резиденцією митрополита, у VII ст. знищене аварами) але служив переважно в Моравії, чим де—факто став першим моравським архієпископом. Значення моравського архієпископства було передусім зовнішньополітичним, тому що Великоморавська держава так стала незалежною від закордонної церковної ієрархії.
Чехи відторглися від Великої Моравії у 895 році, яка у 906—907 рр. була знищена угорцями. Однак розуміється, що життя там продовжувало далі. На деяких фортецях доведено або визнається також продовження великоморавської культури і подальшим функціонуванням світської влади у нових умовах, наприклад у Оломоуці або у Зноймі — Градіштьі. Писемні джерела і пізні традиції також вказують на існування церковного управління (єпархії) і в X ст. після угорських вторгнень, найімовірніше у Оломоуці.

#### Значення Великої Моравії
Значення Великої Моравії полягає у двох рішеннях прийнятих на самому початку великоморавської історії: обрання християнства і рішення заснувати державу. Християнство було прийнято вже на початку IX ст. групою вельмож які володіли землею навколо річки Морави. Завдяки християнській ієрархії та прикладам із навколишніх держав («один Бог, один володар, один правитель»), було засновано єдину державу з єдиною правлячою династією (Моймировичами) та з єдиною державною організацією (система васалів перебрана з Франкської держави). Друге рішення, тобто рішення створити власну державу було ще раз підтверджено у 871 році, коли після короткого безвладдя та розпаду держави вельможі спонтанно вирішили відновити свою державу. Ця модель була прийнята також у народжуваному чеському князівстві.

### Чеське князівство
У часи виникнення могутньої Великоморавії територія Чехії ще не була об'єднана під владою одного володаря. Існувало тут кілька менших племінних утворень, на чолі яких стояли племінні князі. У центральній частині заселеної тоді країни проживало плем'я чехів, яким правили Пржемисловичі. Перший відомий князь династії Боривой I жив наприкінці IX ст. і ймовірно сидів у Лівому Градці. Підкорився великоморавському князю Святополку і прийняв хрещення. Між інші визначні князівські династії належали Славниковці, князі племені хорватів.

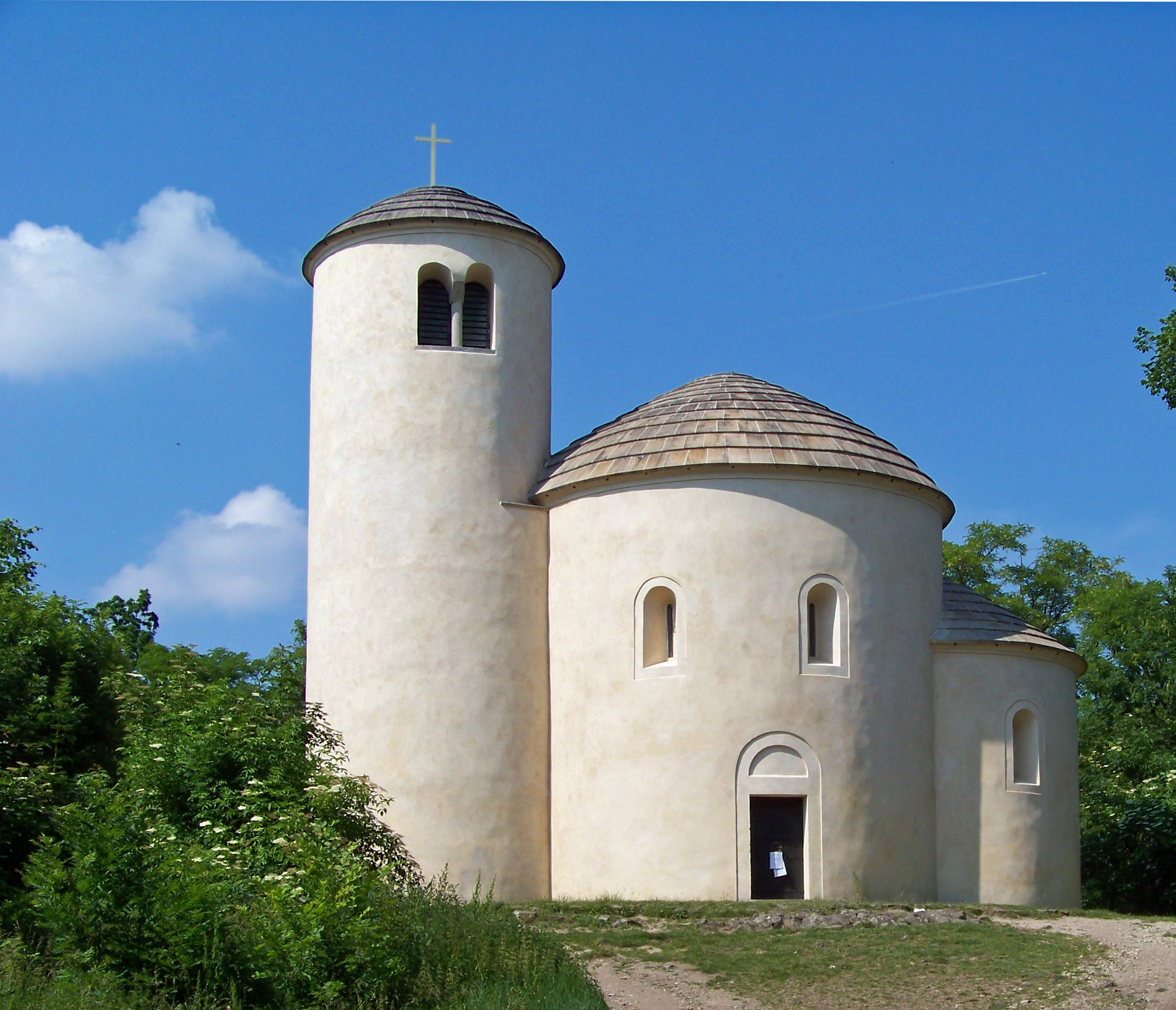
Ротонда св. Георгія на легендарній горі Ріп

Після смерті Святополка влада Моравії над чеськими землями скінчилася і чеські князі потрапили під вплив Східнофранкського королівства. У змаганні між різними племенами та їхніми князівськими династіями показалося найсильнішим плем'я чехів та його князі з династії Пржемисловичів. Згадки про інші чеські князівські династії з винятком Славниковців скоро щезли і далі згадується лише чеський князь Болеслав I, який з допомогою військової дружини заволодів не тільки територію Чехії, але і Моравію та значну частину Сілезії та Малопольщі. У 973 році було засноване празьке єпископство, чим було зроблено черговий крок до зміцнення чеської державності. Однак після посилення влади Польщі за влади короля Болеслава Хороброго межі Чеського князівства було стабілізовано тільки в кордонах сьогоднішньої Чехії та Моравії.
У питанні наслідництва на княжий трон часто сперечалось кілька сил як наслідок права вибору чеських вождів, принципу сеніорату і пізніше примогенитури а також військової сили різних груп. Результатом були помірно часта боротьба за княжий престол у рамках самотнього пржемисловського роду. Римські імператори чи німецькі королі повторно використовували ці суперечки на свою користь і втручалися до справ Чеського князівства. Також підвищення чеських володарів на королів, або введення до прав імперських кюрфірстів було у випадку Вратислава II, Владислава II і Пржемисла Отакара I ведено намаганням тодішніх римських імператорів тісніше прив'язати чеські землі до Імперії. У 1198 році Чеське князівство остаточно стало спадковим Чеським королівством із видатними привілеями країни в рамках Імперії а також компетенціями правлячого володаря. До того часу чеські князі ставали лише спорадично королями, як напр. Вратислав II у 1085 році і Владислав II у 1158—1172 рр.

### XIII століття

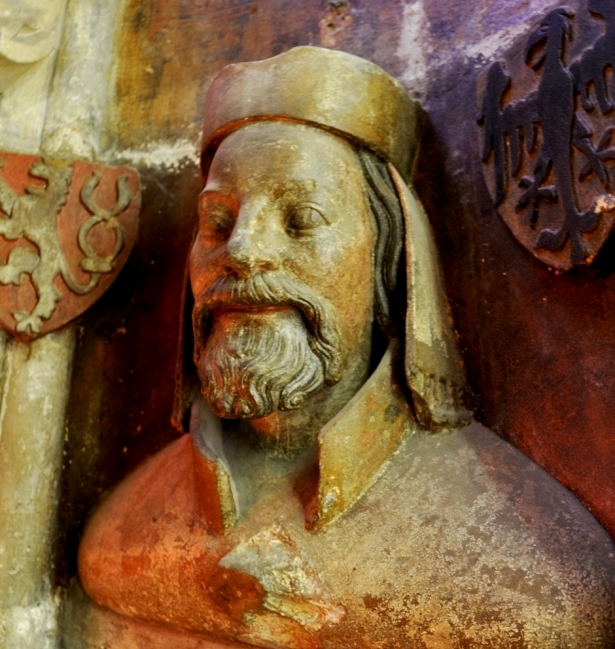
Бюст короля Карла IV.

- Бюст короля Карла IV.1241 р. — у Моравії розбиті татаро-монголи, які вторглися у країну.

### Панування Люксембургів
- 1310 р. — королями Чехії стала династія німецьких Люксембургів.

### Гуситський рух
- 1420—1434 рр. — гуситський рух проти католицької церкви і німецького засилля, який зазнав поразки.

### Чеська держава за панування Ягеллонів
- 1526 р. — розгром турками чесько-угорського війська. Обрання на чеський престол австрійського ерцгерцога.

### Контрреформація
- Чеське повстання 1547 року закінчилося невдало.

## Епоха австрійського правління (1620—1918)

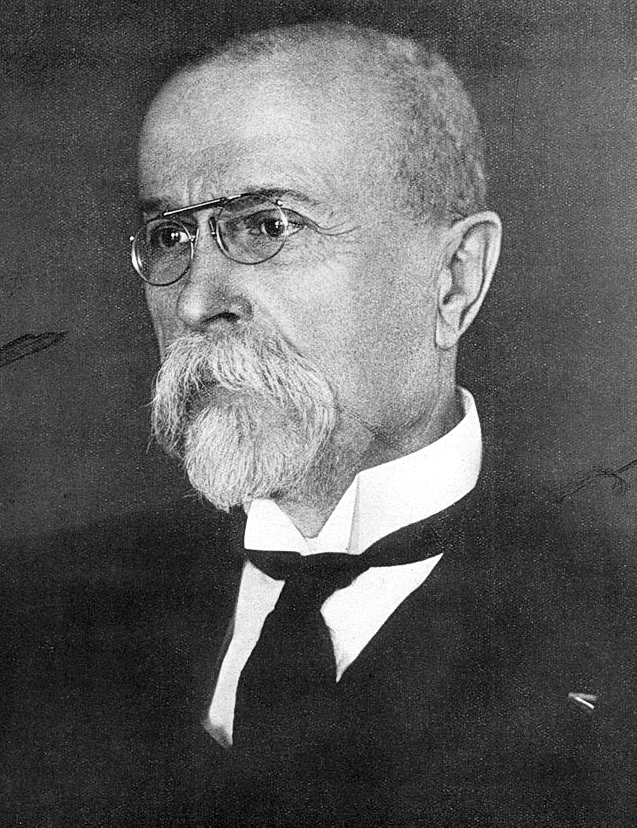
Перший президент Чехословаччини, філософ Томаш Гарріг Масарик

- 1620 р. — після поразки в Битві біля Білої Гори Чехія втратила незалежність і ввійшла до складу Австрії.

## Чехословацький період (1918—1992)
Докладніше:
Чехословаччина
Третя Чехословацька Республіка
Оксамитова революція
- 1918 р. — створення незалежної Чехословаччини, президентом став філософ Томаш Гарріг Масарик, економічний і культурний процвітання
- 1938 р. — передача Німеччині Судетської області (Мюнхенська угода).
- 1939 — 1945 р. — німецька окупація. Створено протекторат «Богемія і Моравія».
- 1945 р. — Вступ на територію країни Червоної Армії.
- 1948 р. — «Лютнева революція» і прихід до влади комуністів у Чехословаччині.
- 1968 р. — «Празька весна» — спроба демократизації політичного життя в країні зупинена окупацією військами СРСР і країн Варшавського договору.
- 1989 p. — Оксамитова революція, кінець комуністичного правління та повернення демократії, президент дисидент і драматург Вацлав Гавел

## Період незалежної Чехії (1993—)
- 1 січня 1993 р. — розпад Чехословаччини й утворення незалежної Чеської Республіки.
- 1999 р. — вступ до НАТО
- 2004 р. — вступ до Європейського Союзу

## Галерея значущих особистостей

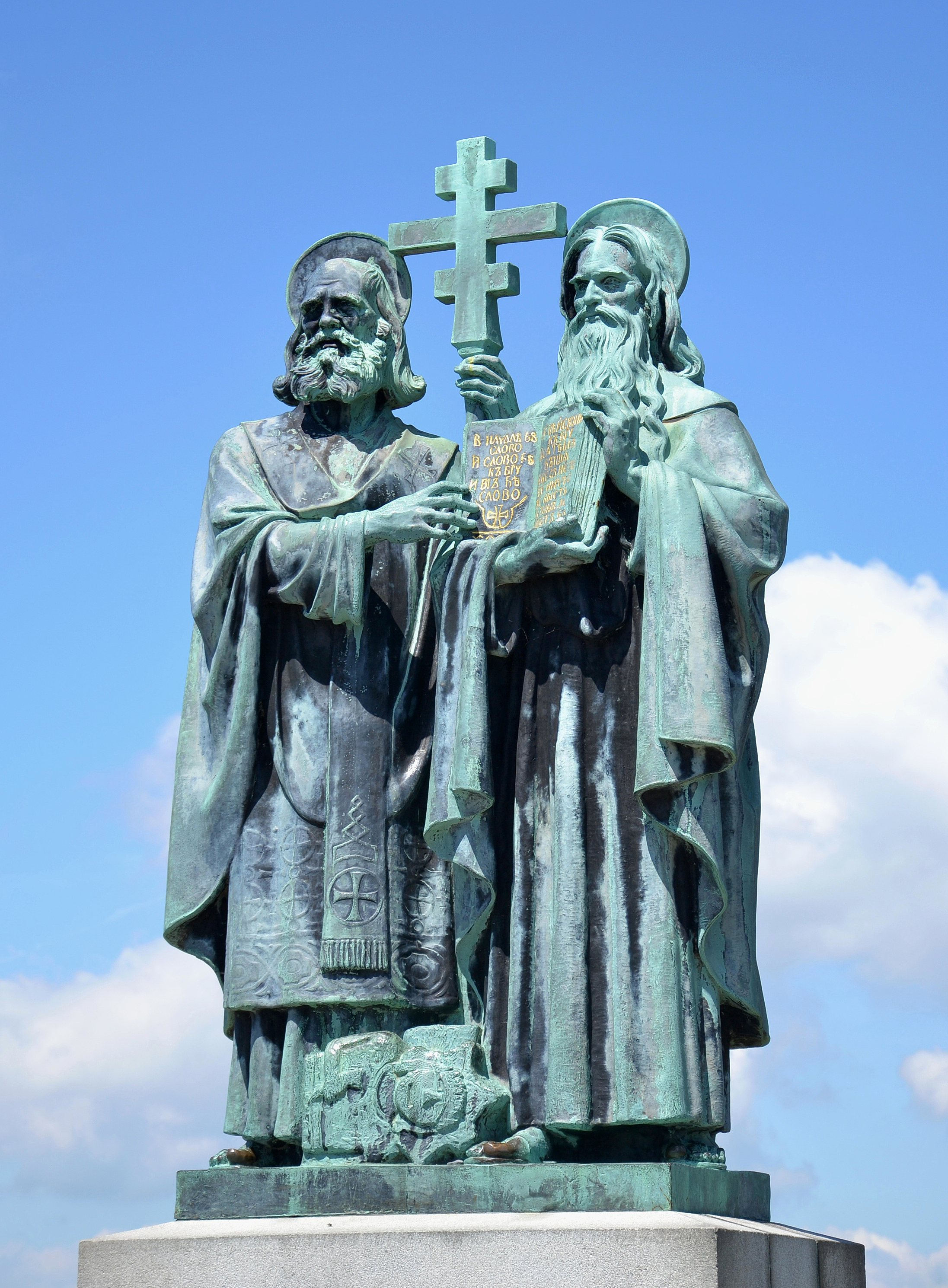
Святі Кирило і Мефодій, глашатаї
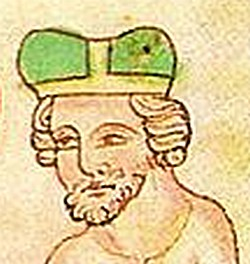
Князь Борівой, перший документально підтверджений чеський князь, приніс християнство до Богемії
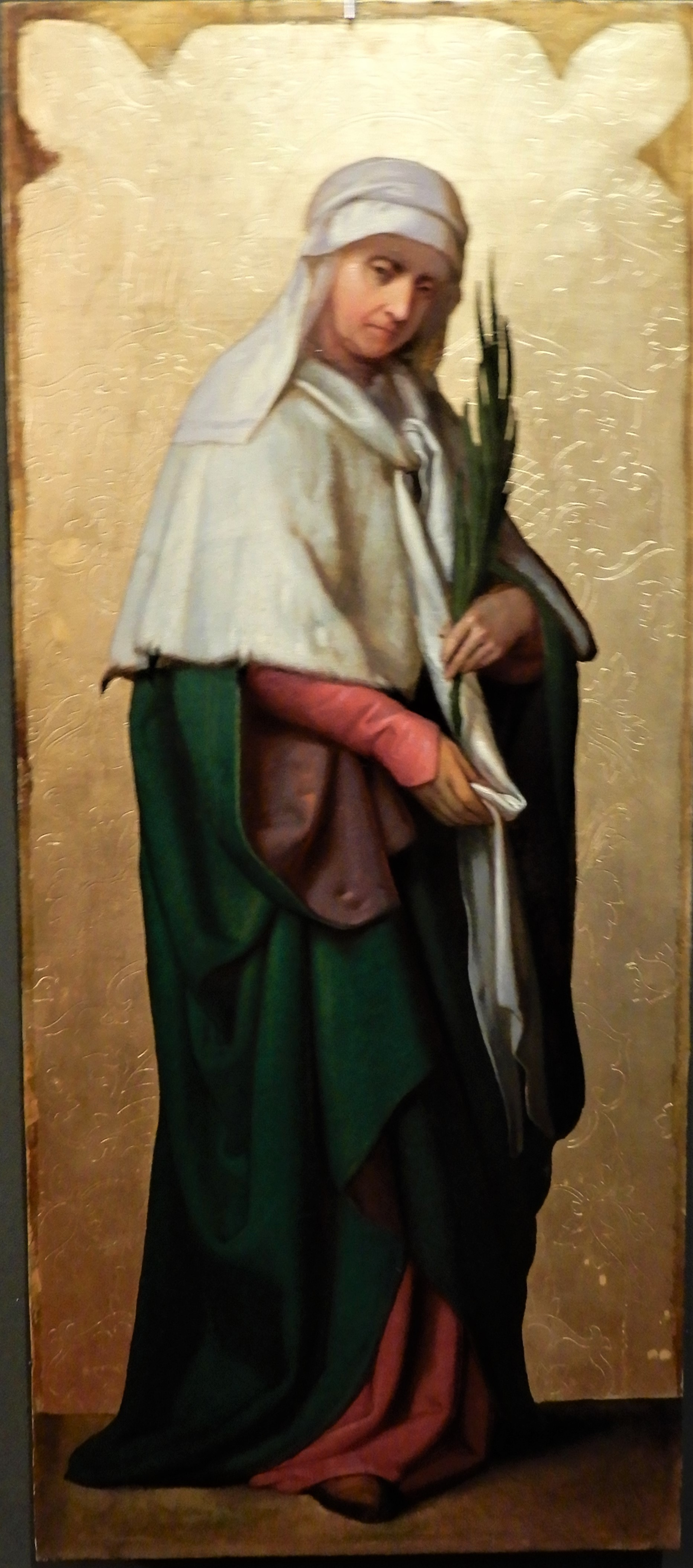
Свята Людмила
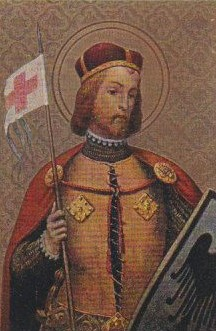
Святий Вацлав, покровитель чеських земель
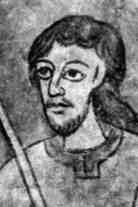
Король Болеслав I.
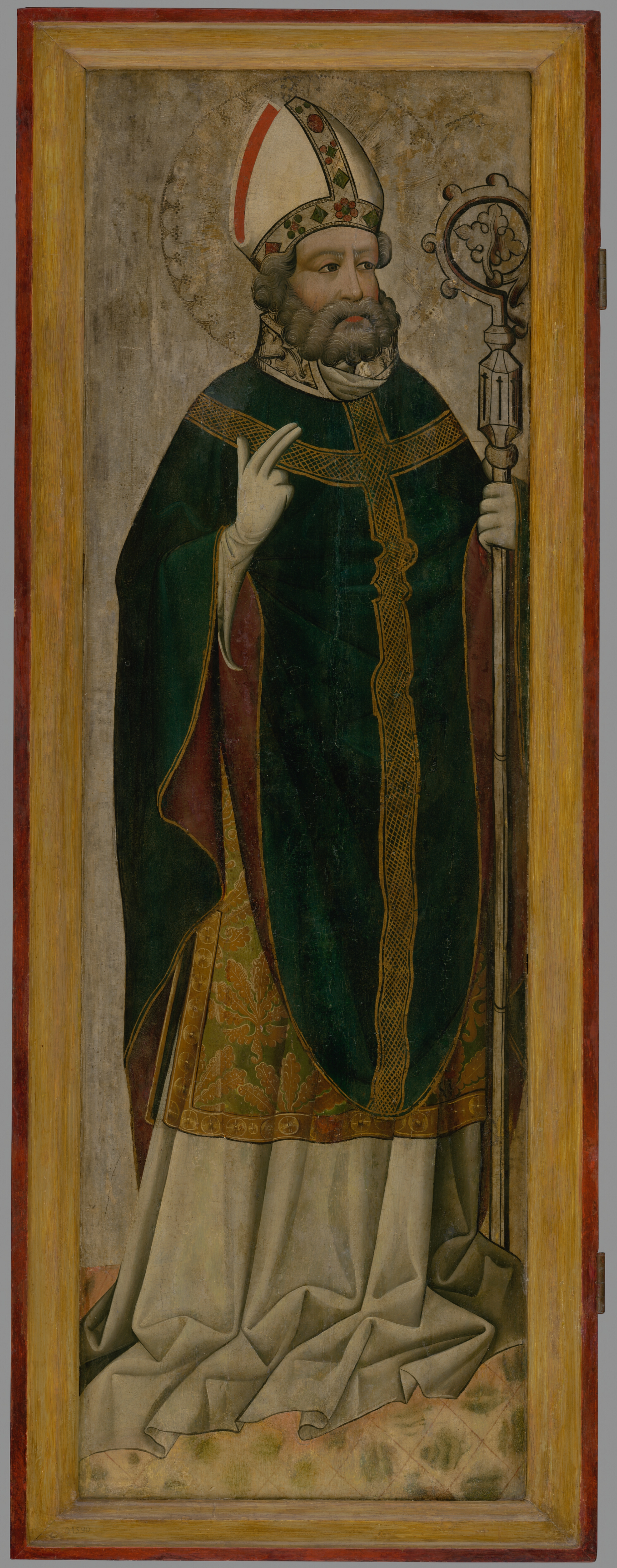
Єпископ празький святий Адальберт
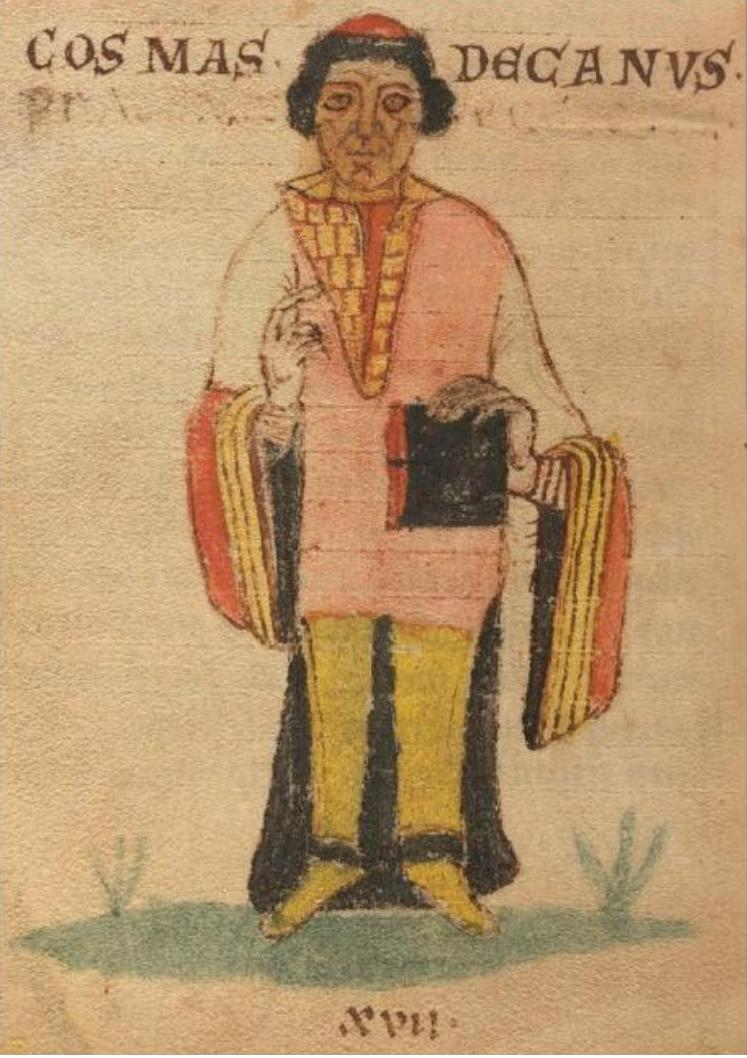
Космічний літописець
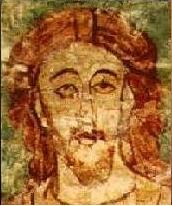
Вроцлав II перший чеський король
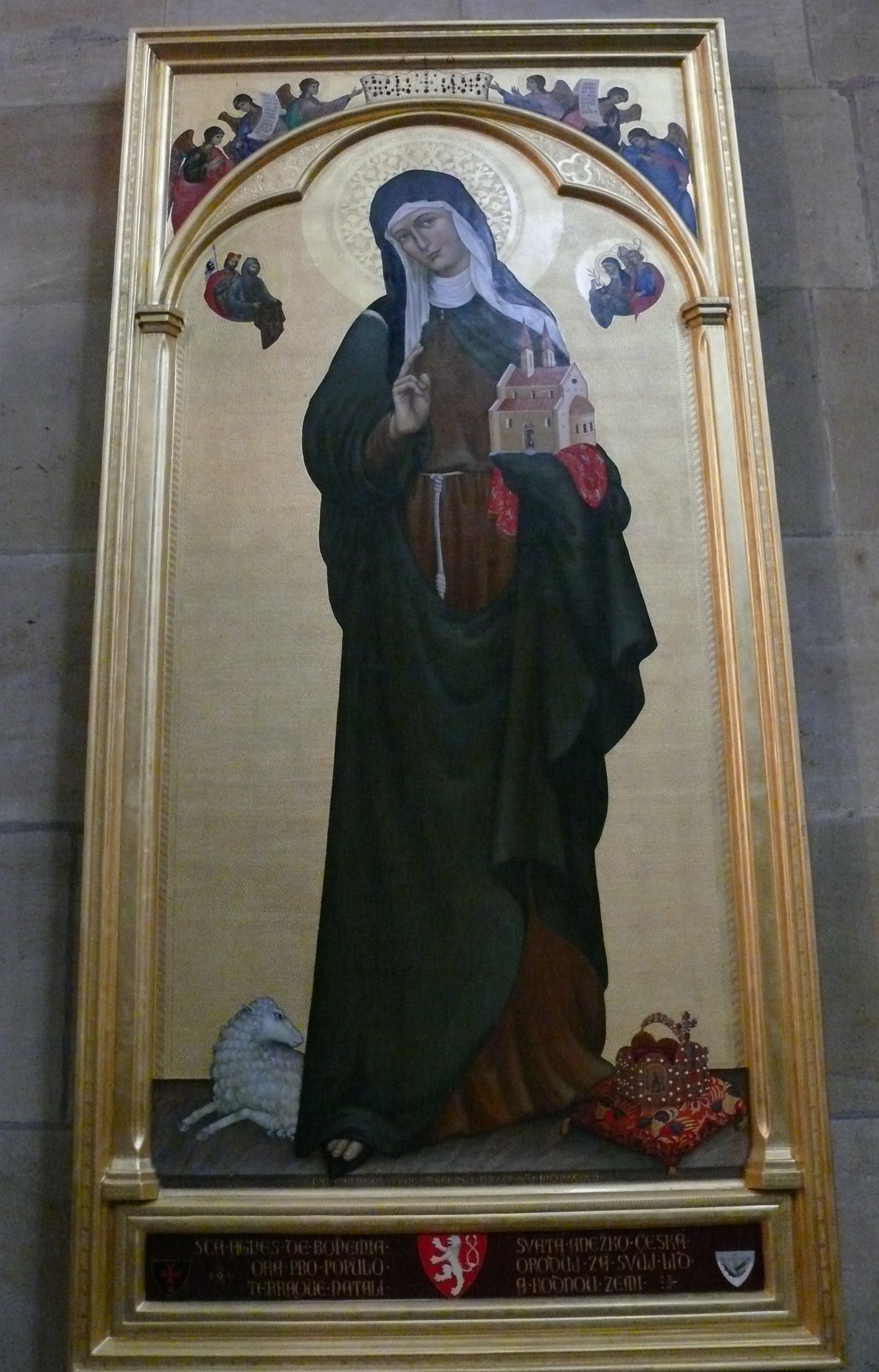
Свята Агнеса Богемська
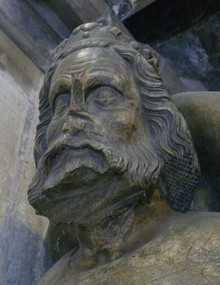
Король Пржемисл Отакар I.
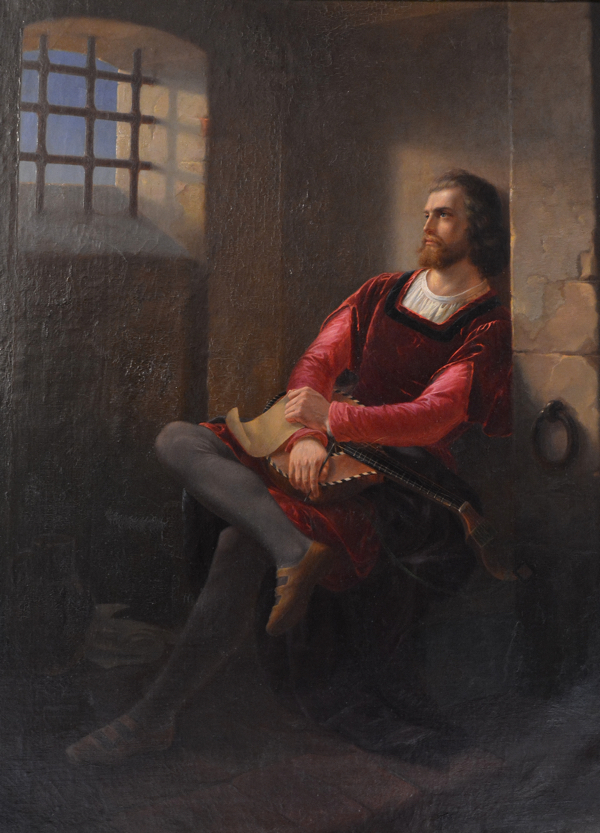
Завіš з Фалкенšтейна, політик
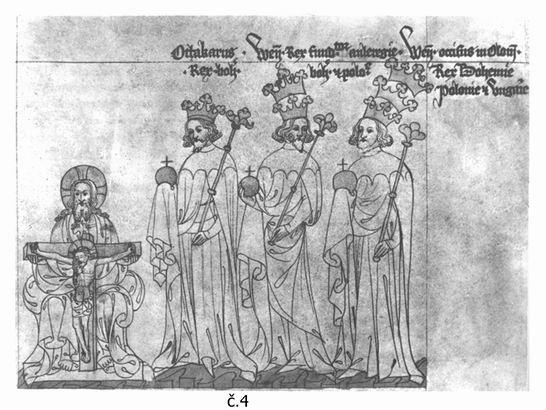
Королі Високого Середньовіччя — Пршемисл Отакар II, Вацлав II. і Пршемисл Отакар III.
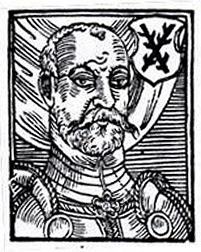
Йіндржіх із Ліпе, політик
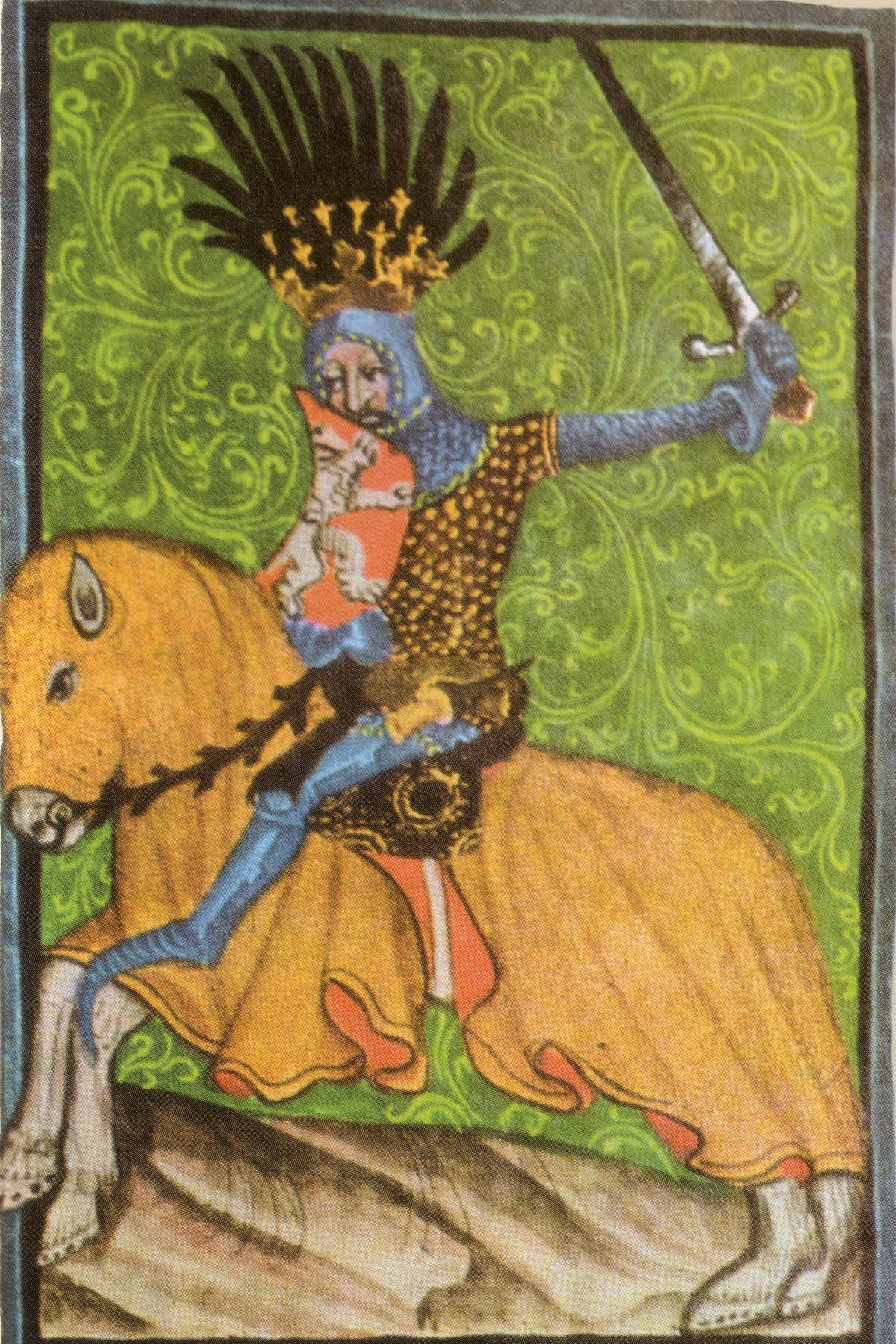
Король Іоанн Люксембург
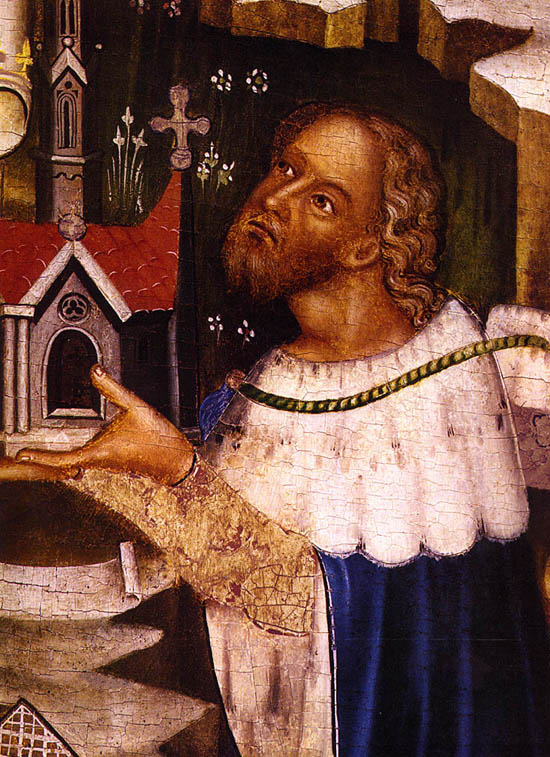
Петро I Розенбергський, політик
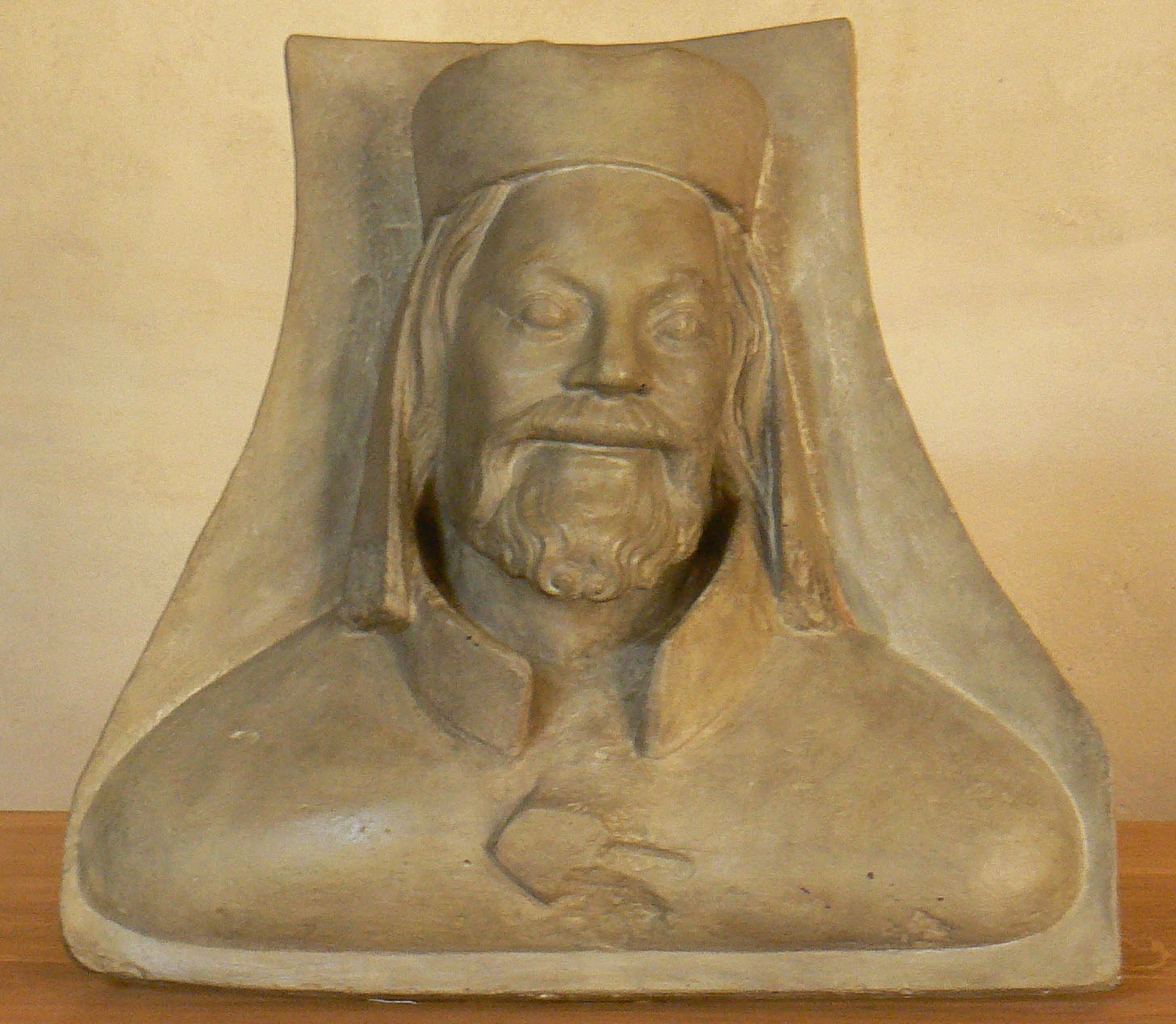
Карл IV, король Богемії, імператор Священної Римської імперії, засновник Карлового університету
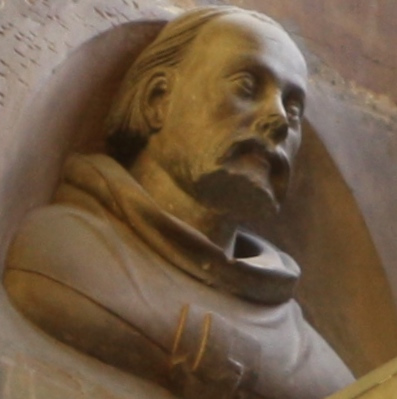
Петр Парлерж, готичний будівельник
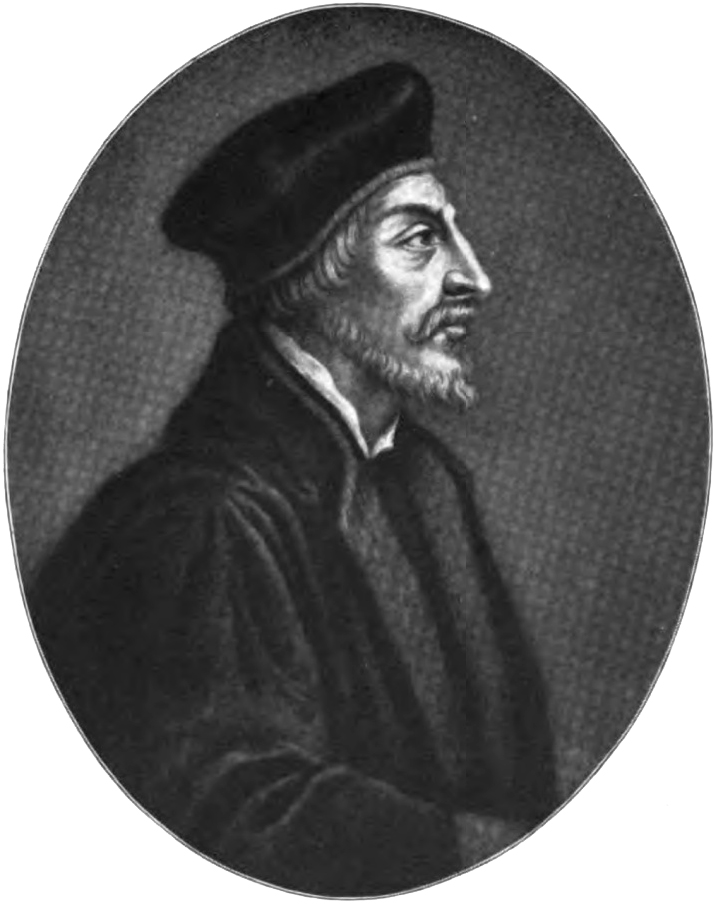
Ян Гус, релігійний реформатор
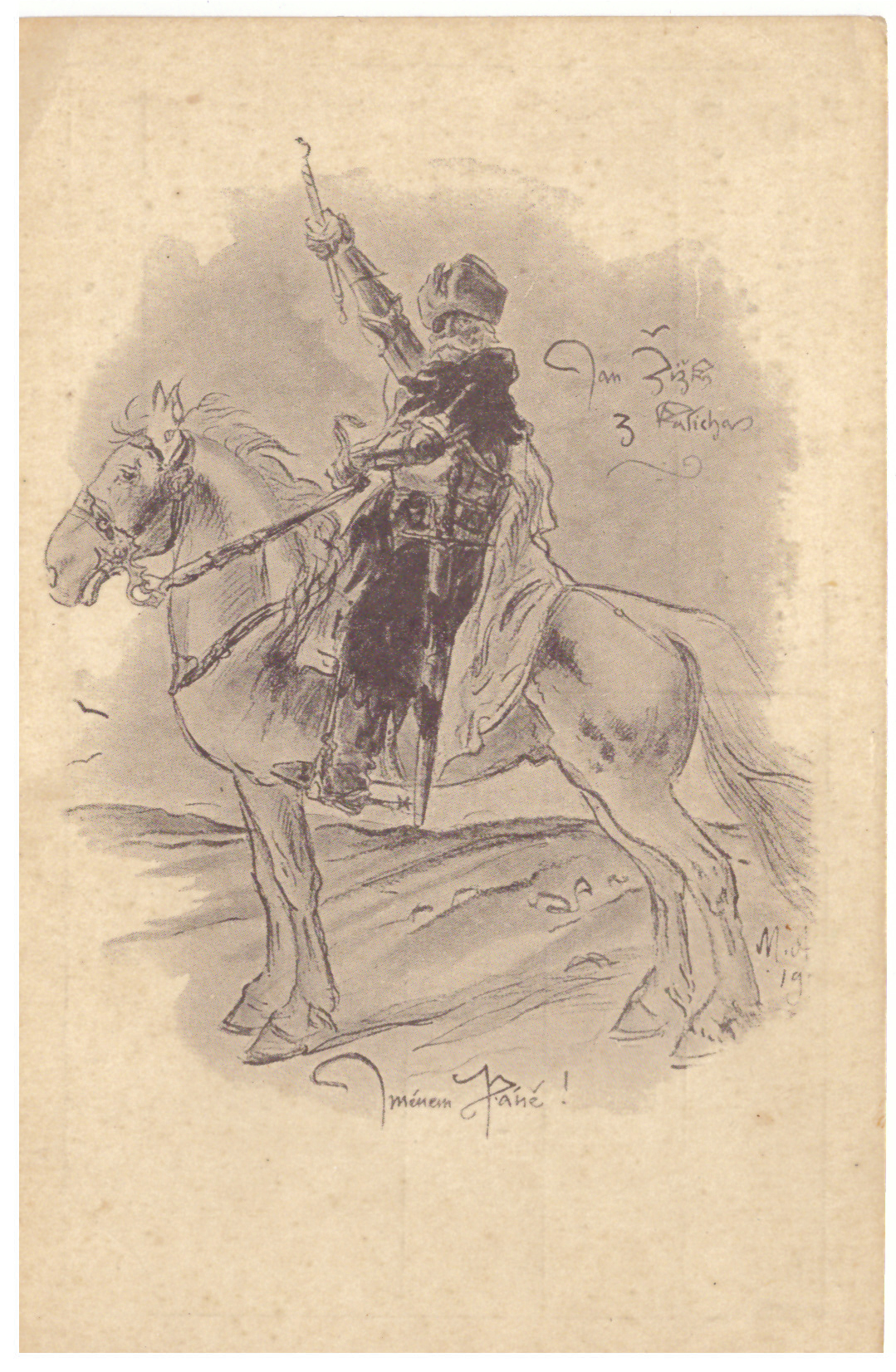
Ян Жижка з Троцнова, полководець
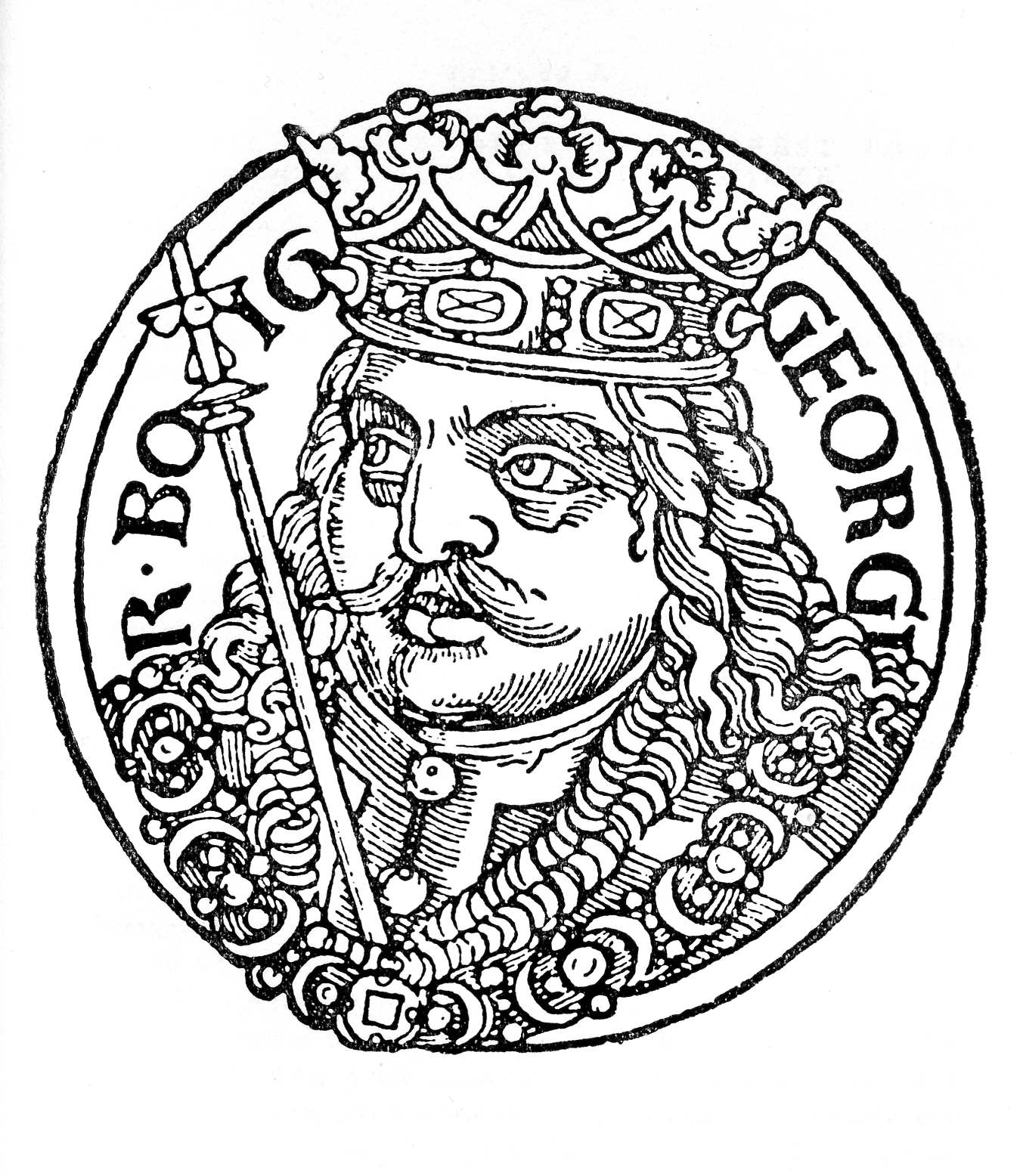
Подебрадський король Георгій, батько ідеї європейської інтеграції
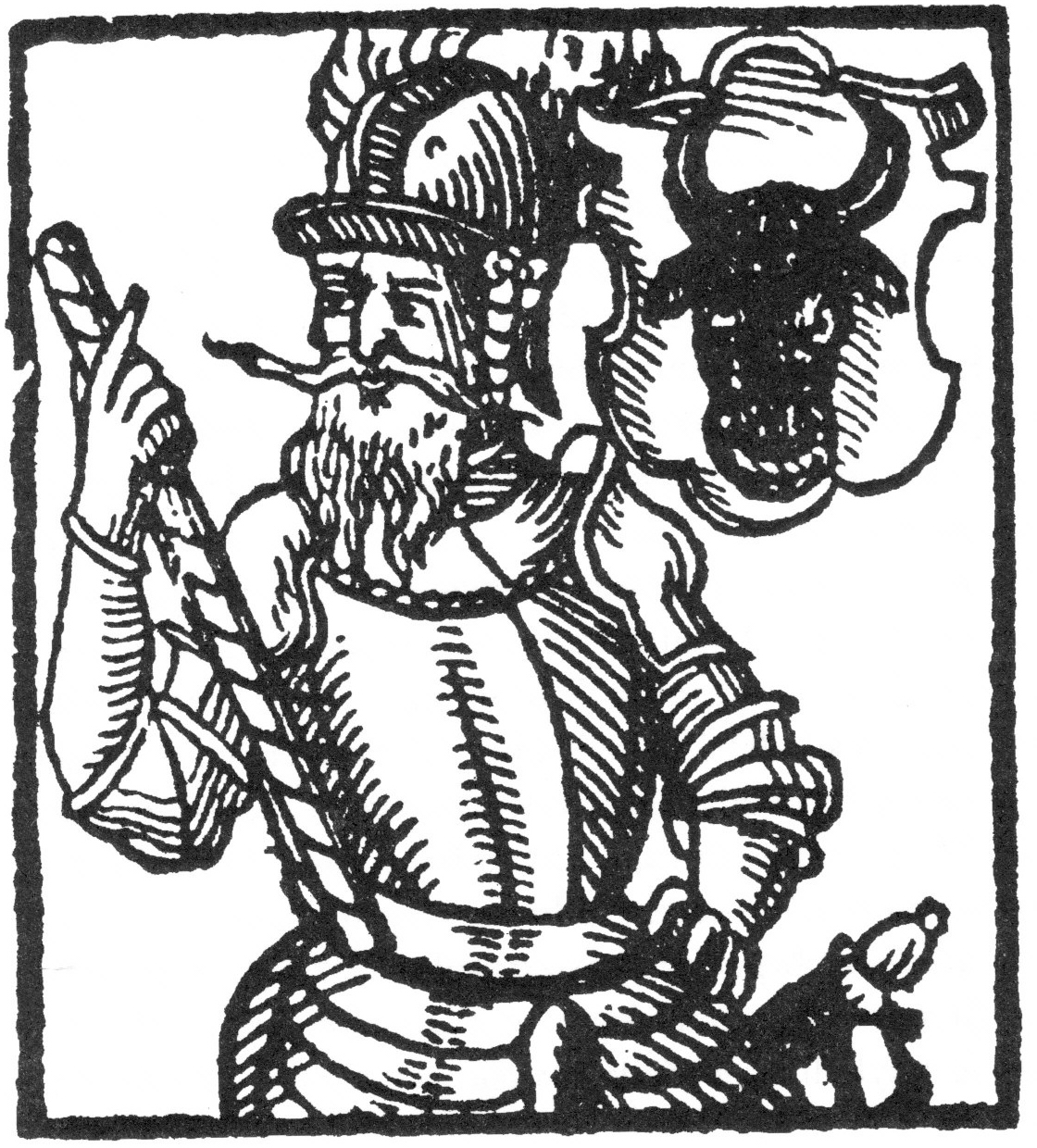
Вільгельм II з Пернштейна, політик
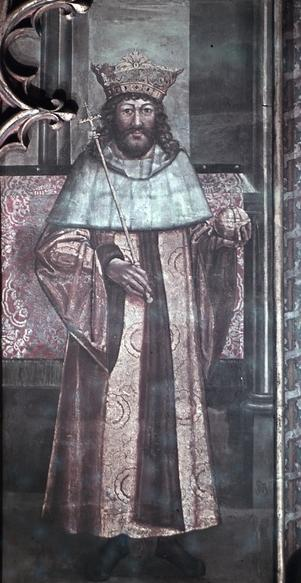
Король Владислав Ягеллонський
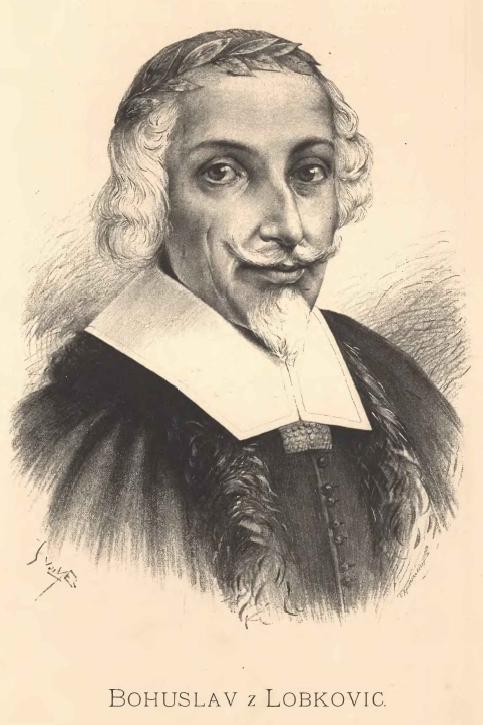
Богуслав Гасіштейнський із Лобковіца, поет, письменник, мандрівник, політик
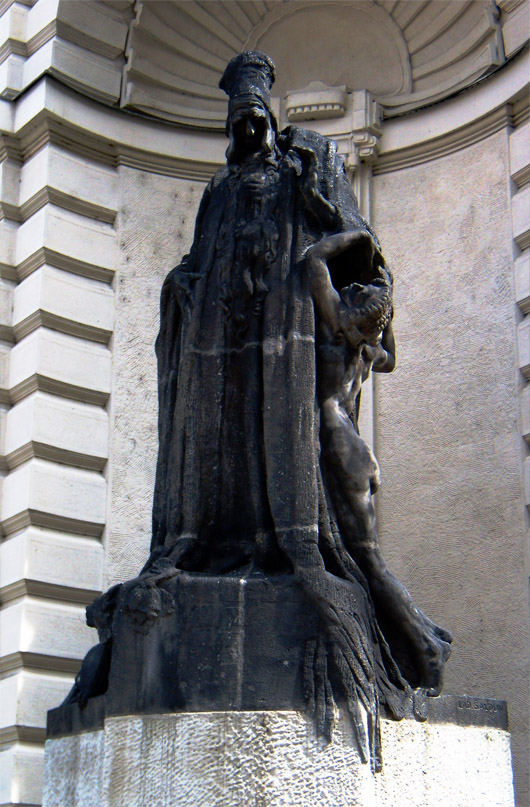
Вчений рабін Льов
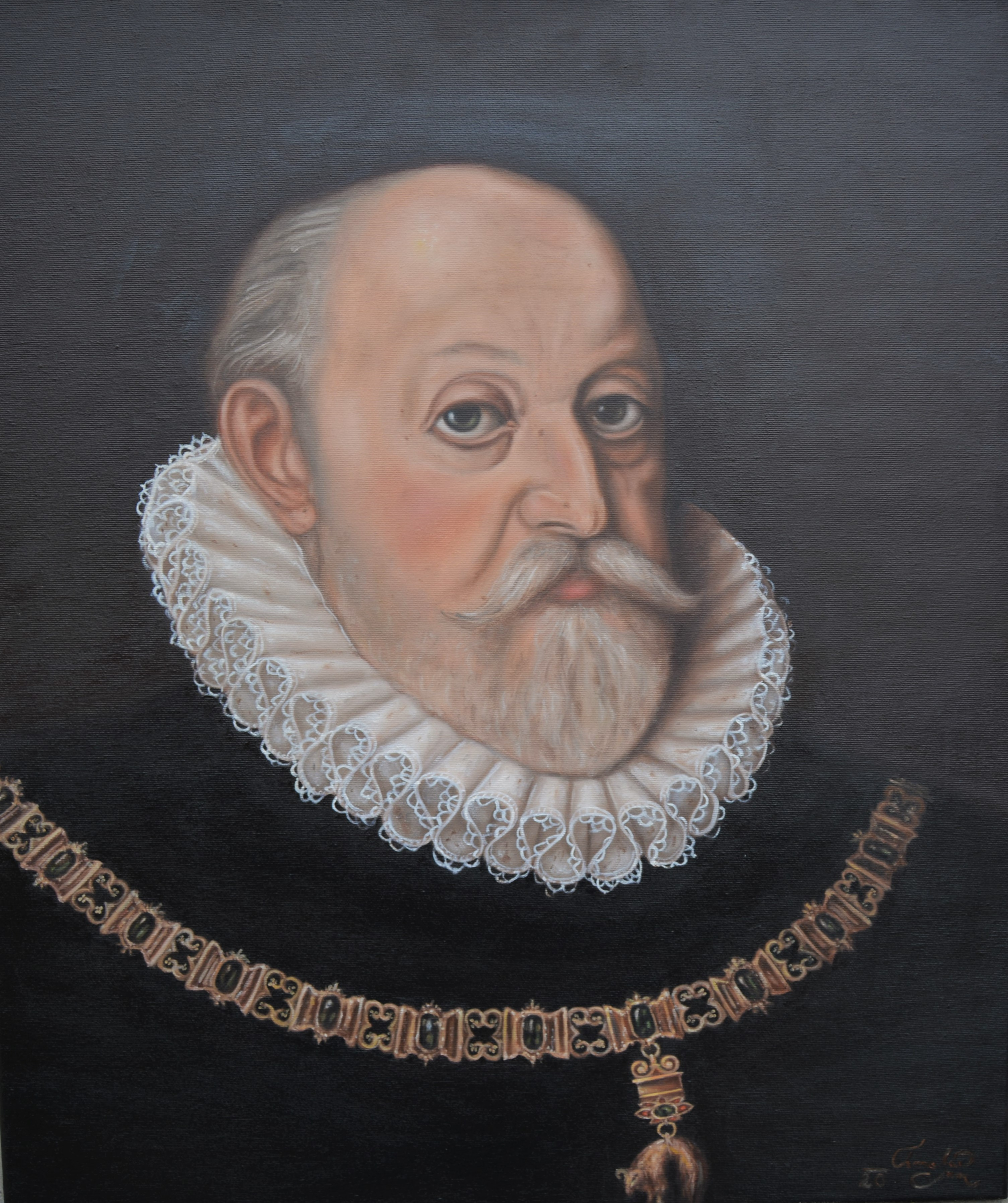
Вільгельм Розенбергський, політик
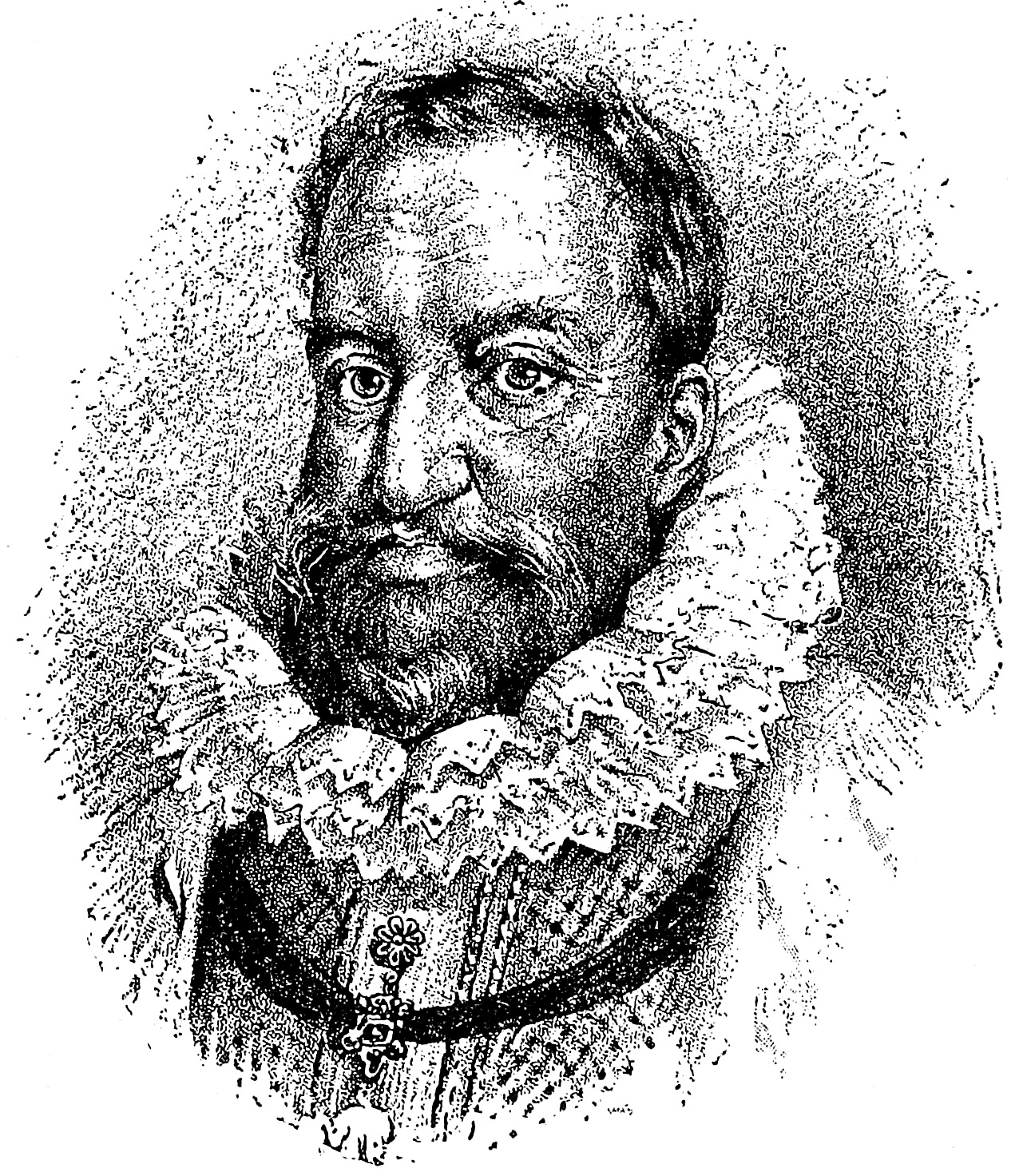
Імператор і король Рудольф II, покровитель науки і мистецтва
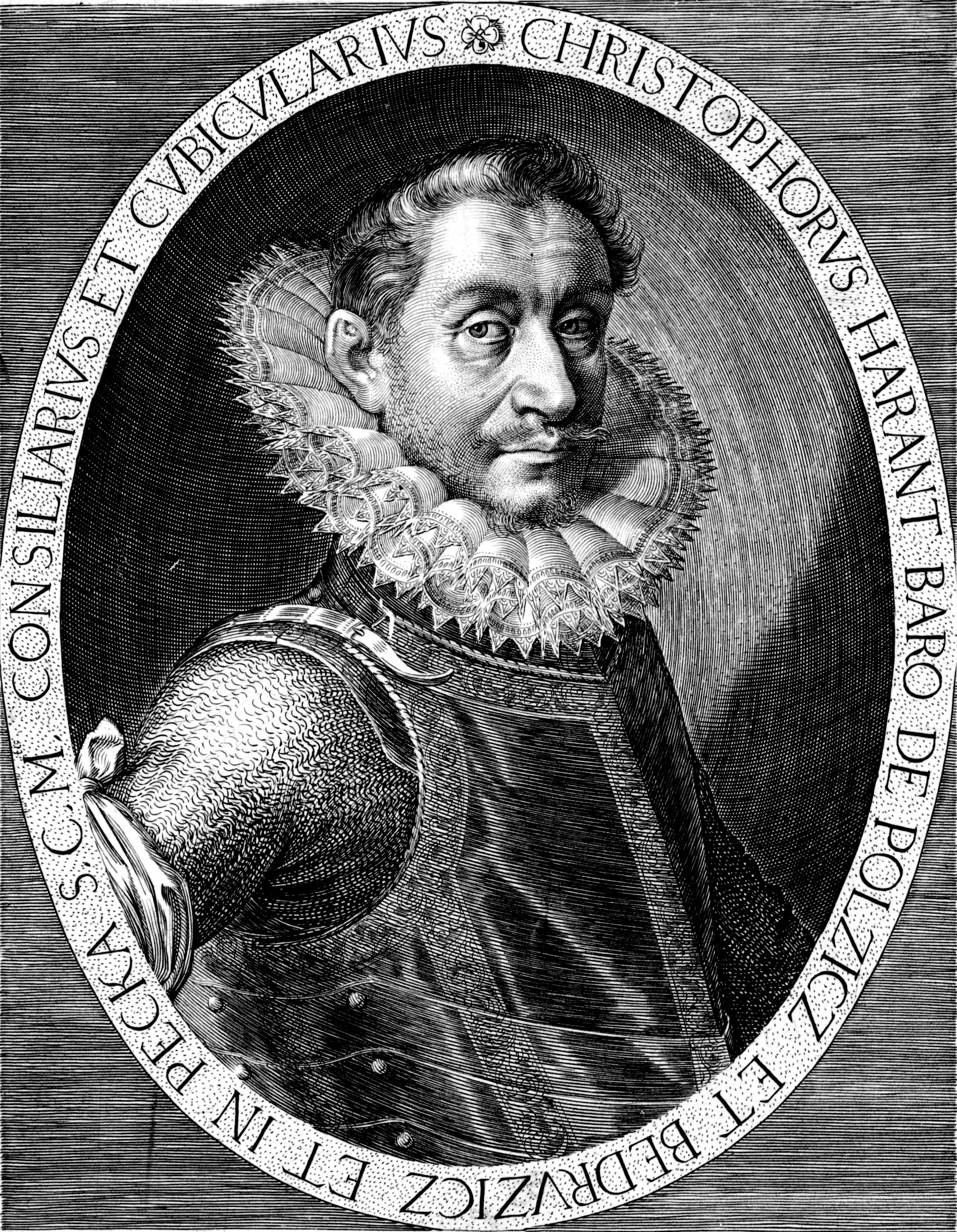
Криштоф Гарант із Польжиць і Бездружиць, мандрівник, письменник і дипломат
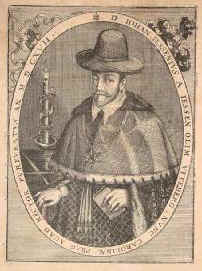
Лікар і філософ Ян Єсенський здійснив перше розтин у Богемії
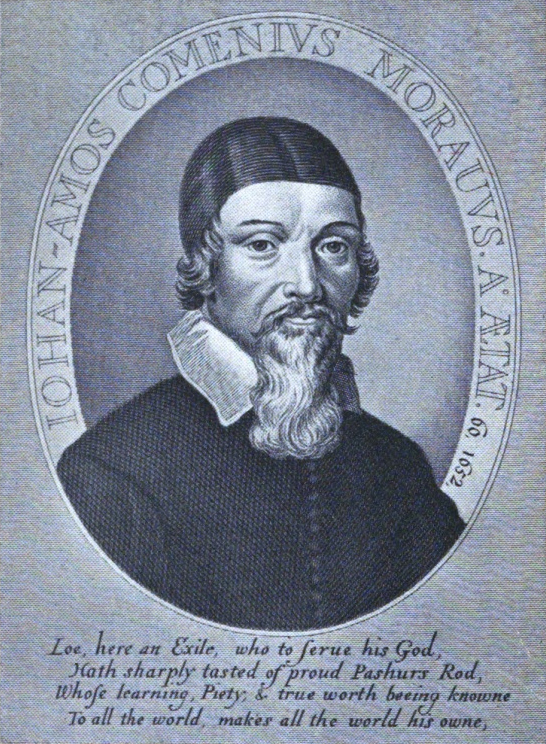
Ян Амос Коменський, філософ, вчитель народів
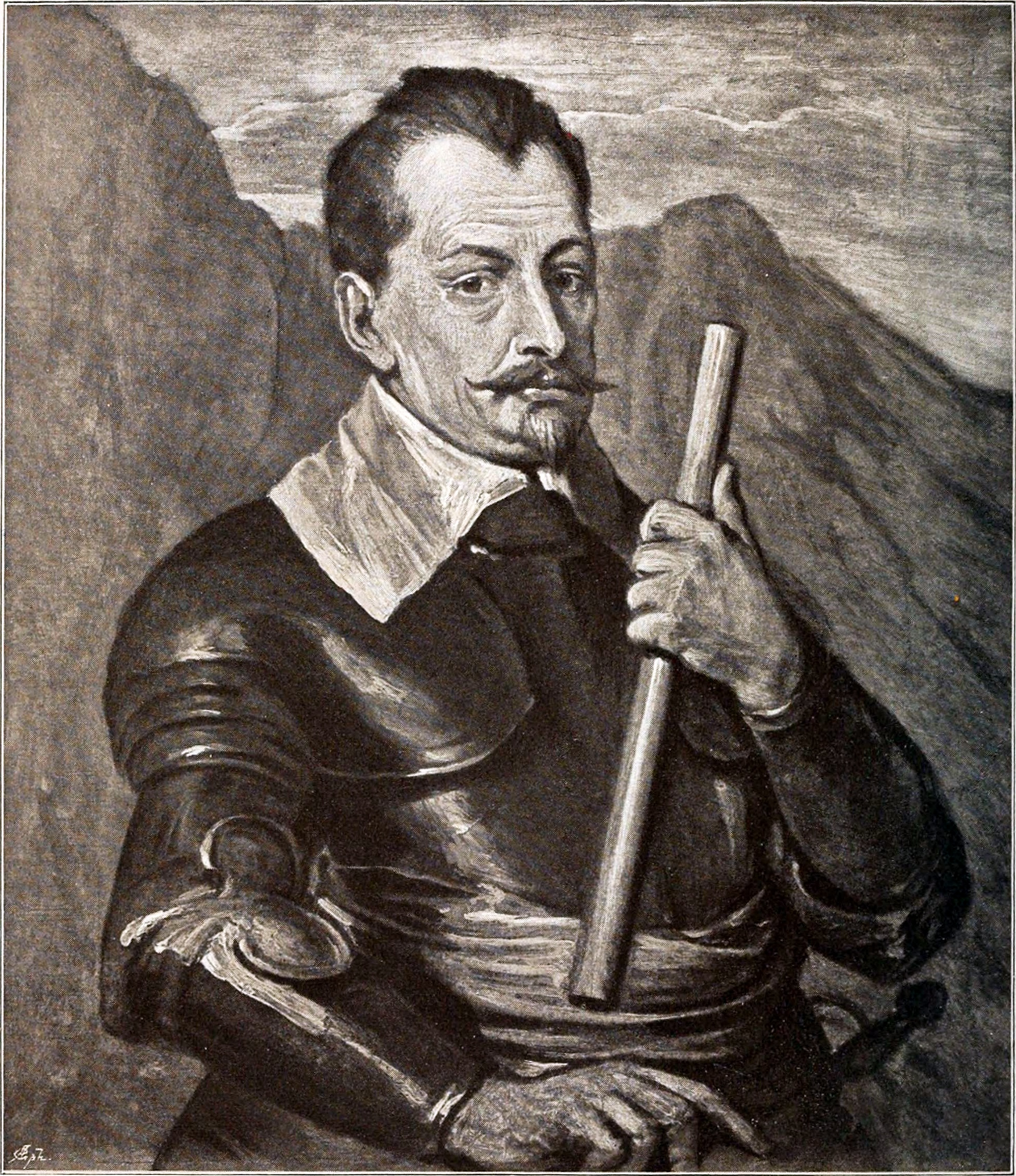
Генерал Альбрехт Валленштейн, важлива фігура Тридцятилітньої війни
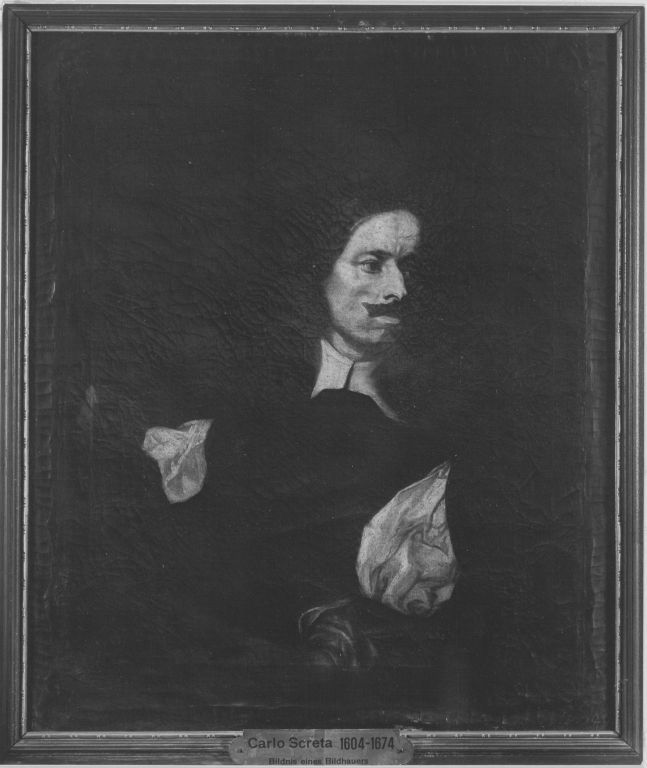
Художник бароко Карел Шкрета
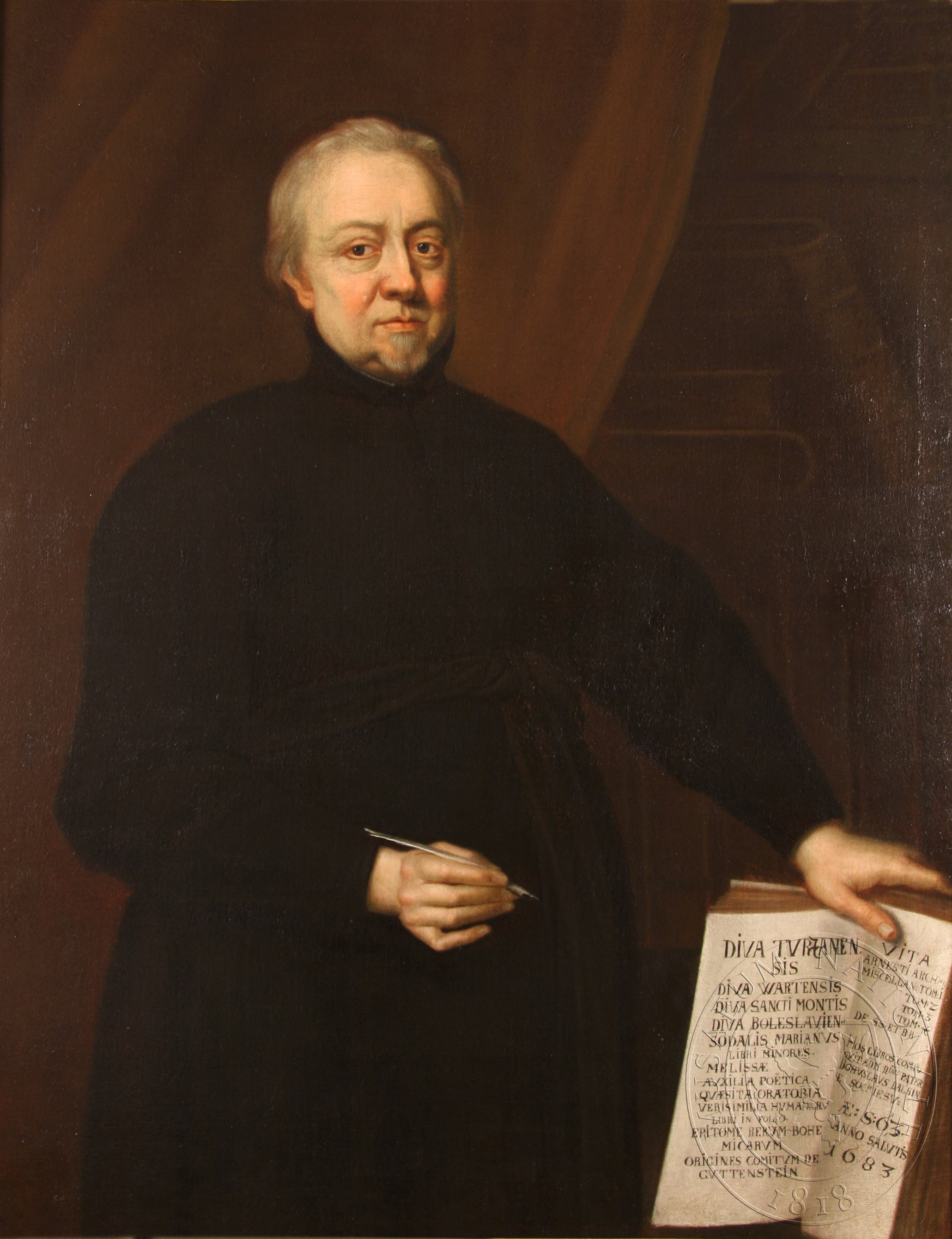
Богуслав Бальбін, історик, педагог
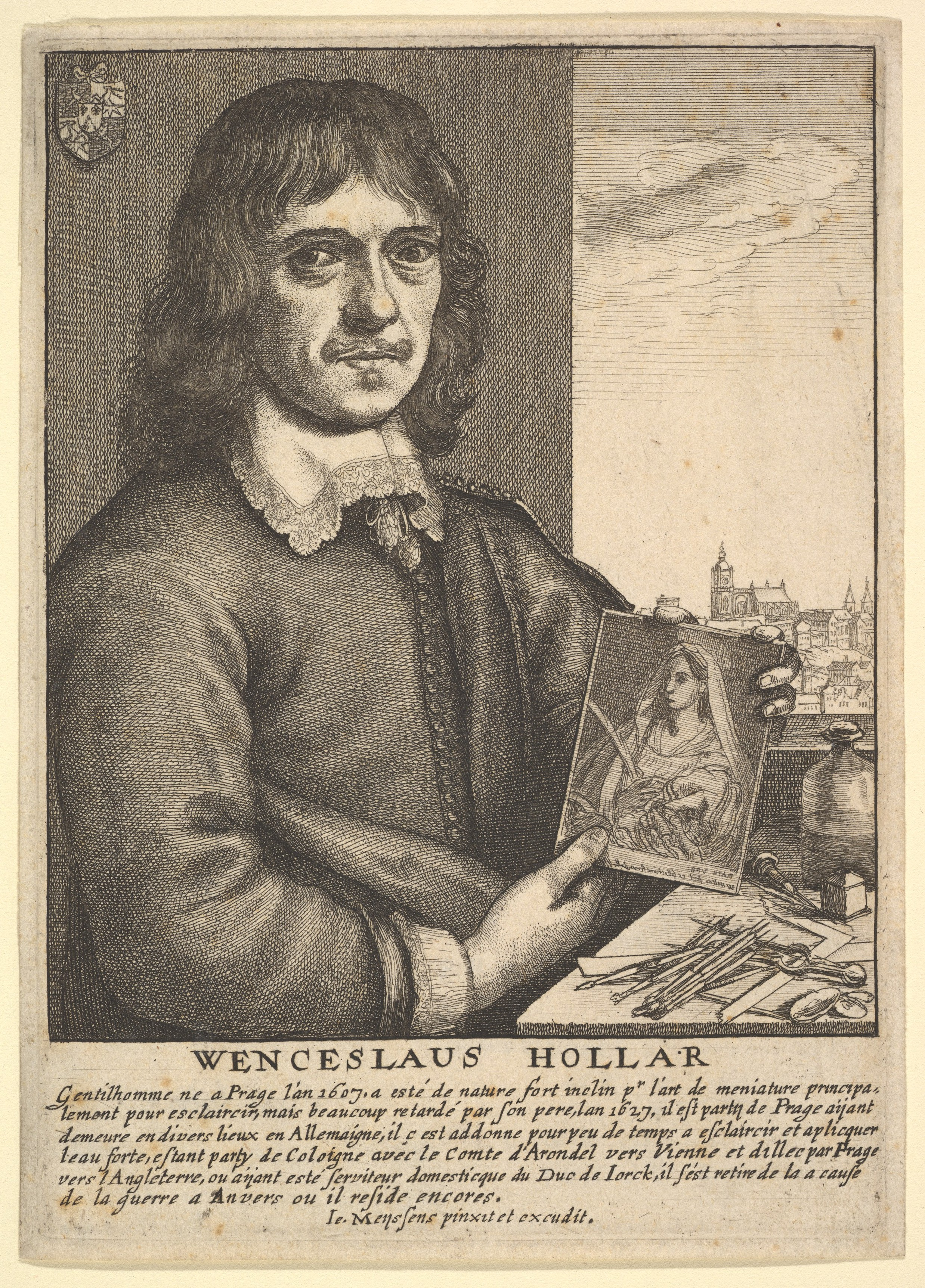
Гравер Вацлав Голлар
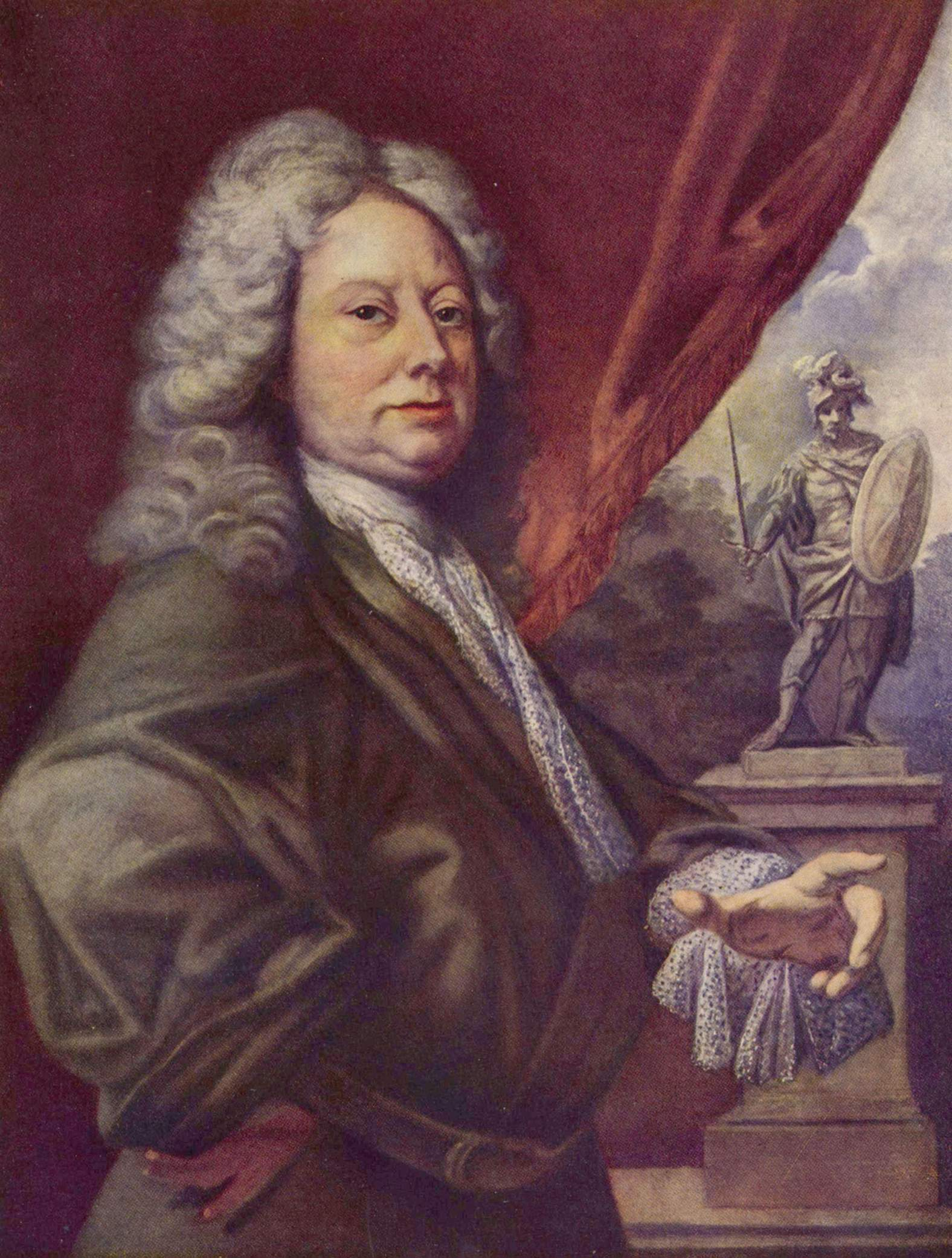
Граф Франтішек Антонін Шпорк, філантроп і меценат
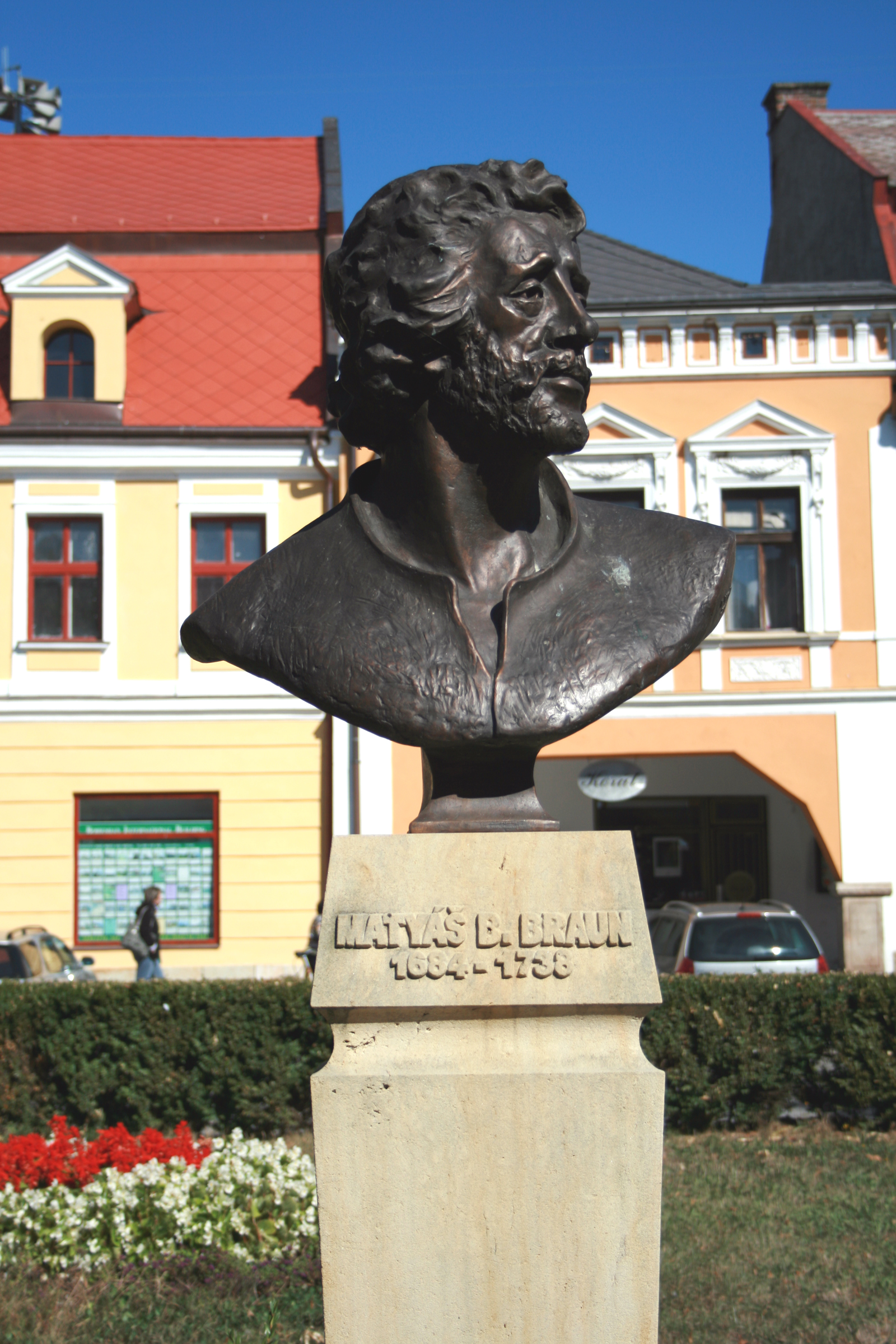
Скульптор Матяш Бернард Браун
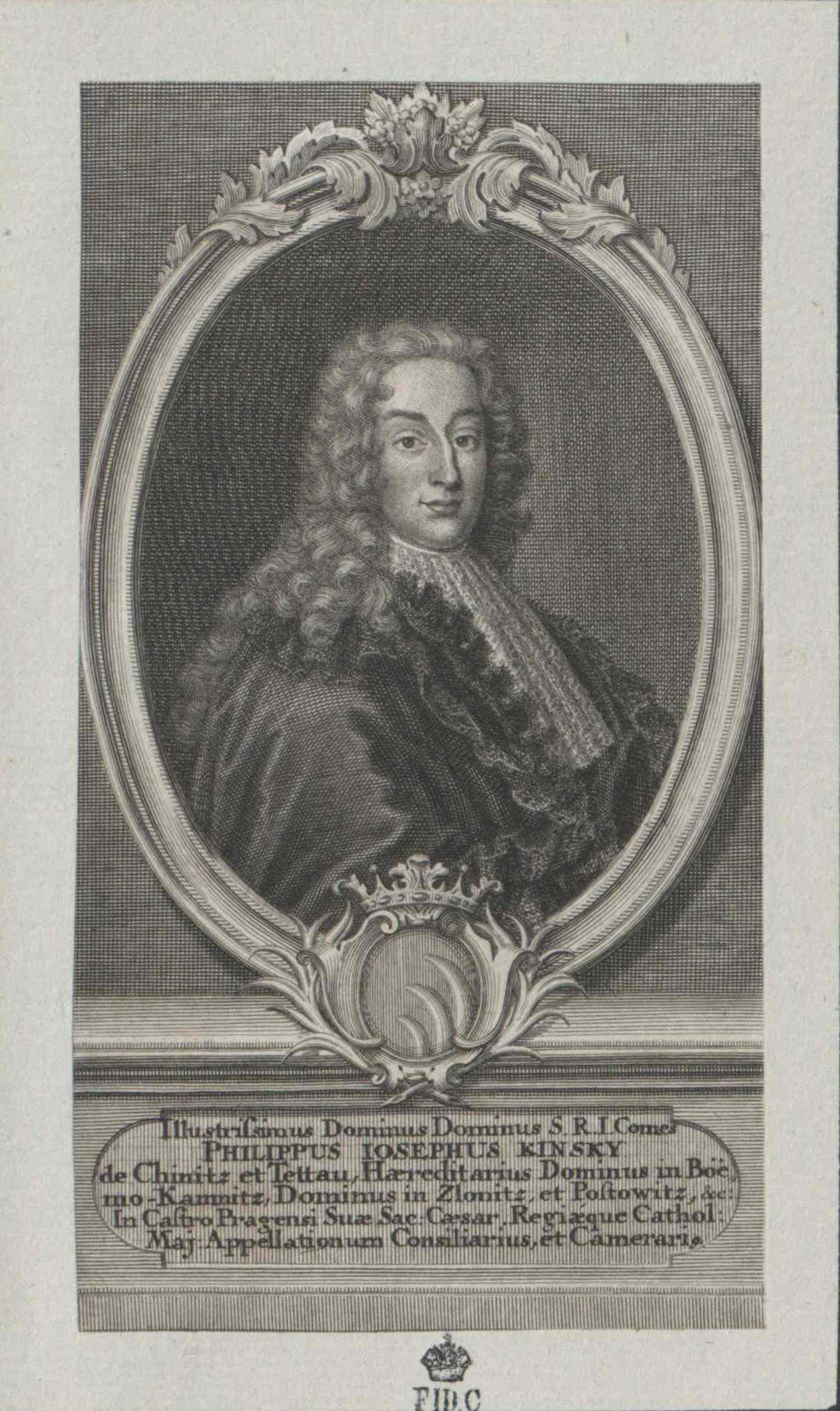
Граф Філіп Йозеф Кінський, дипломат і державний діяч
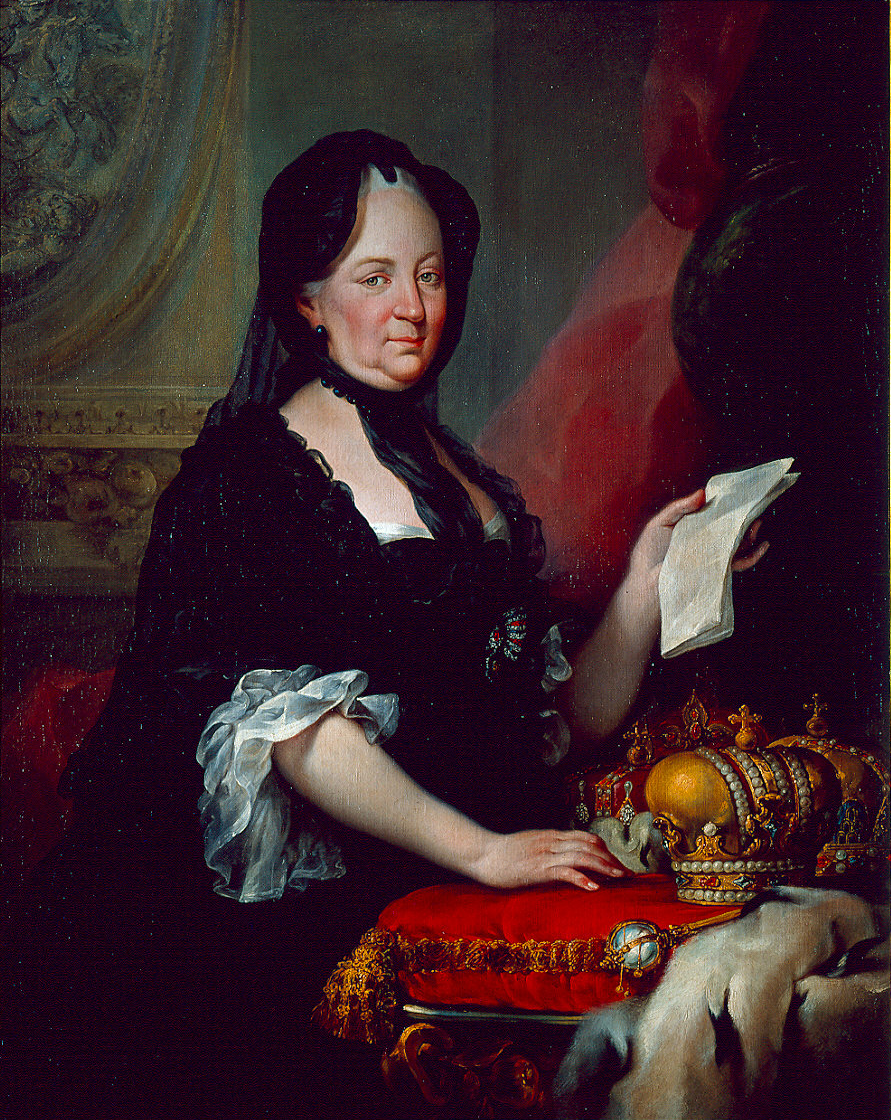
Імператриця і королева Марія-Тереза (1740—1780) запровадили обов'язкове шкільне навчання
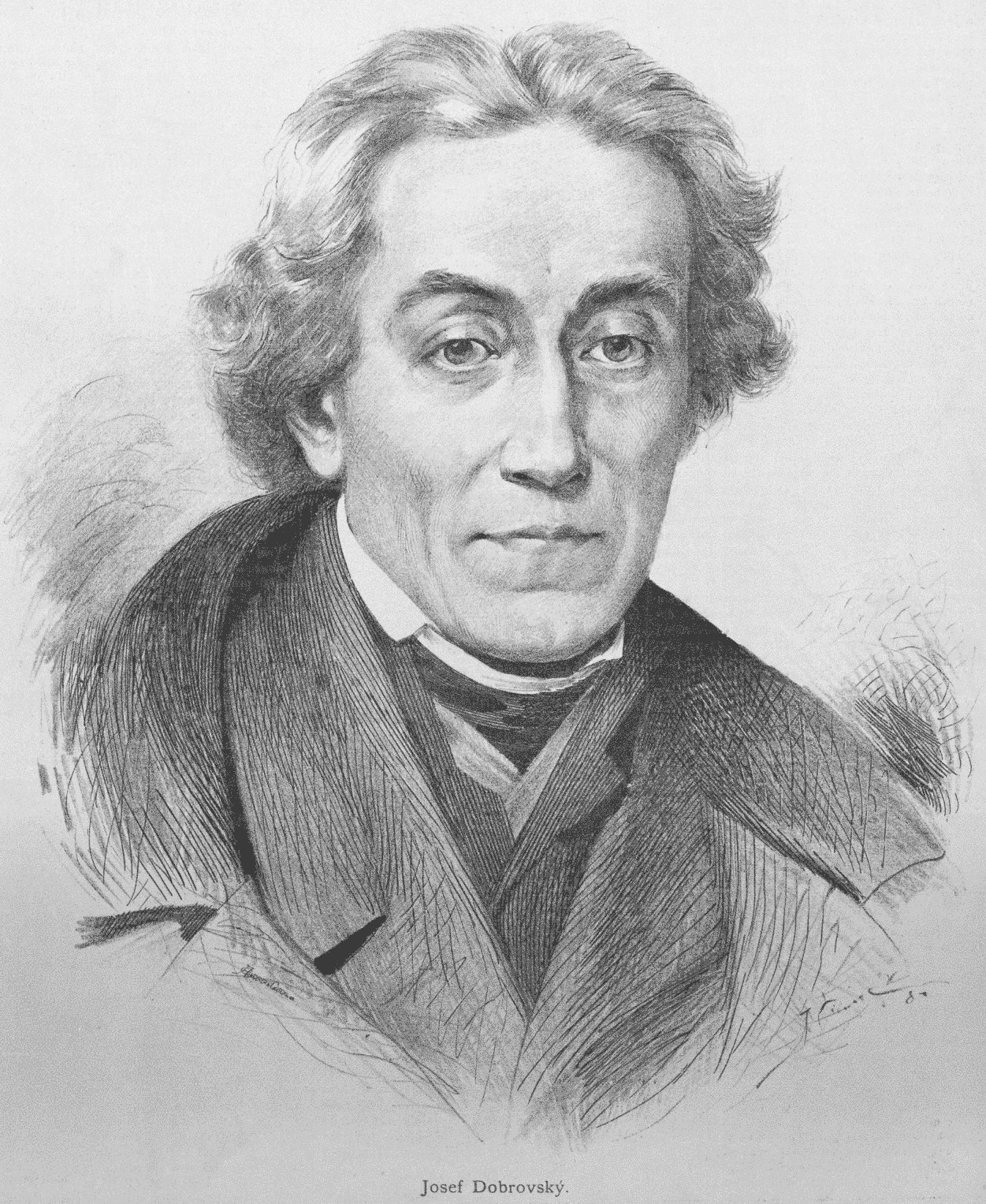
Йозеф Добровський, лінгвіст, історик
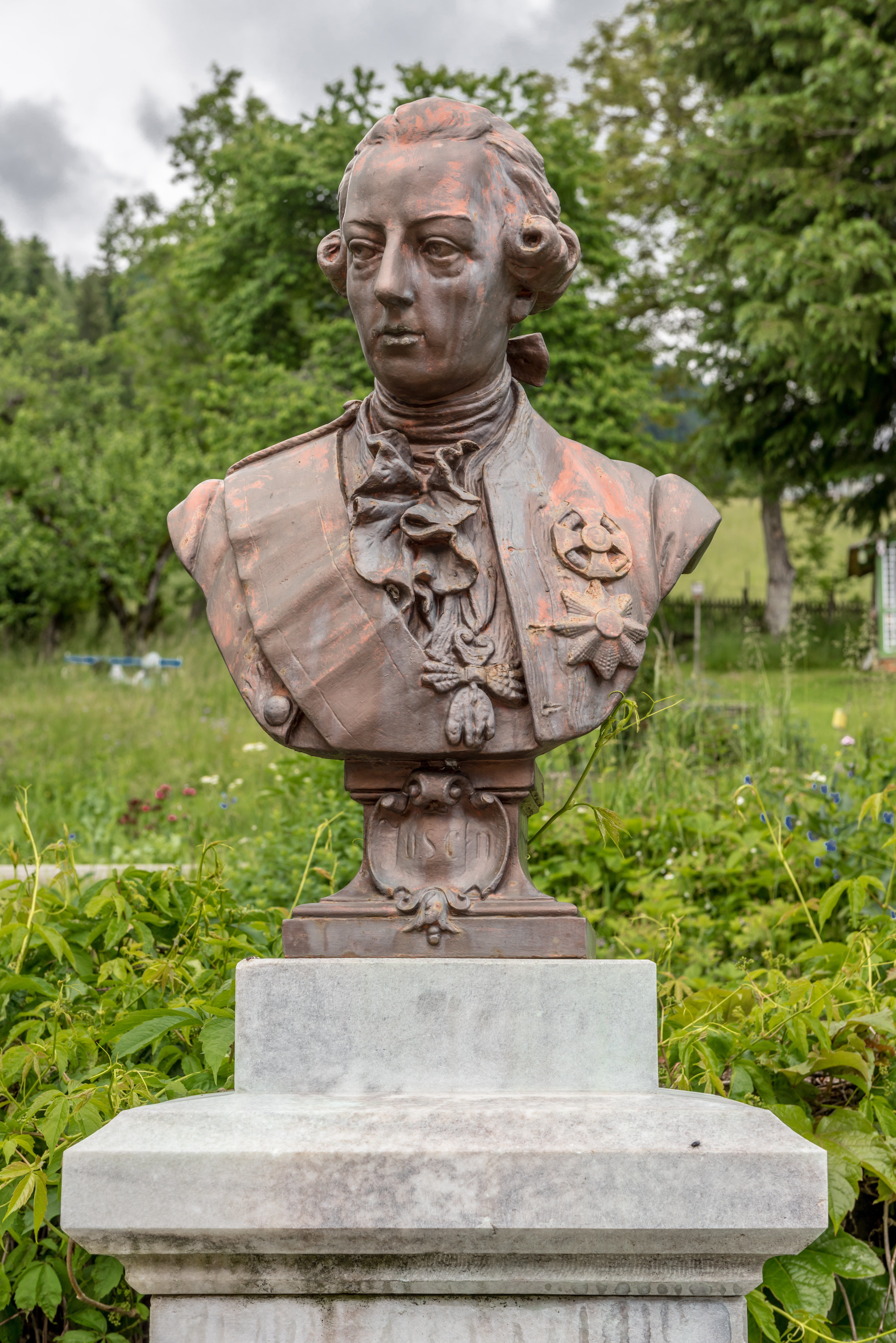
Імператор і король Йосип II, реформатор
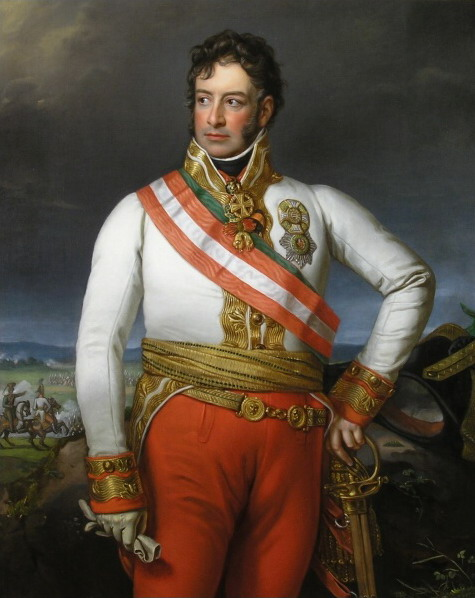
Воєначальник і дипломат Карел Філіп Шварценберг, переможець Наполеона
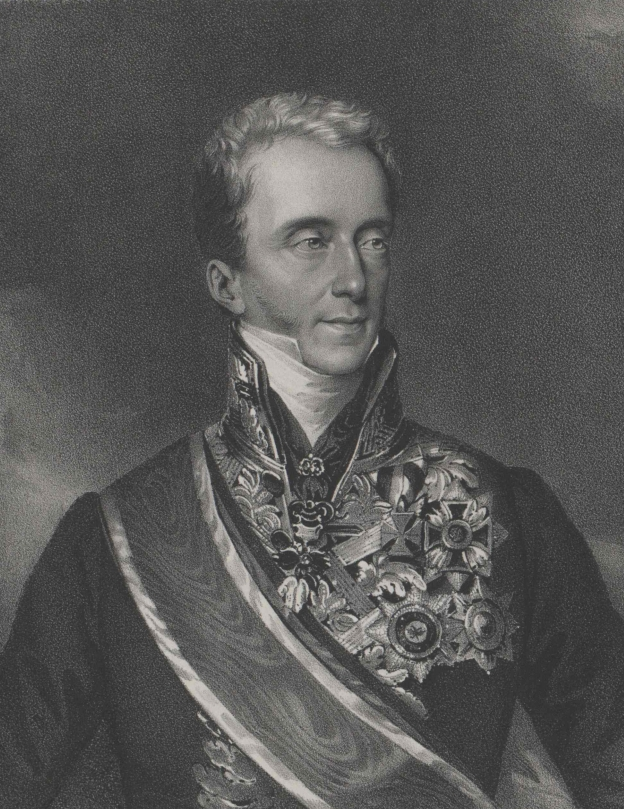
Франтішек Антонін граф Коллорат, політичний і державний діяч
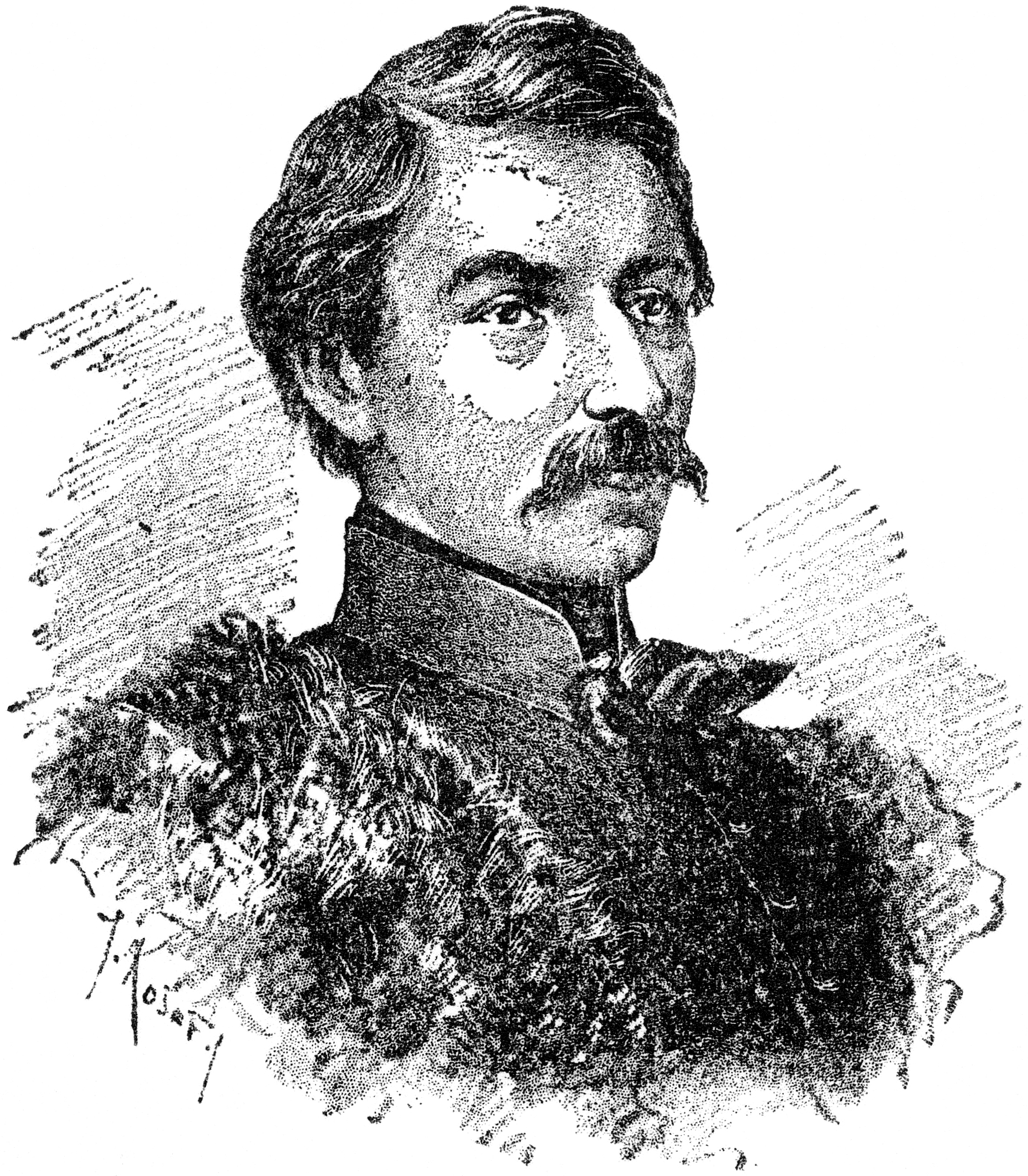
Письменник і журналіст Карел Гавлічек Боровський
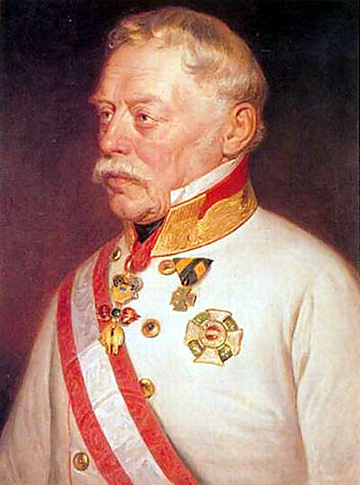
Йозеф Вацлав Радецький із Радче, полководець
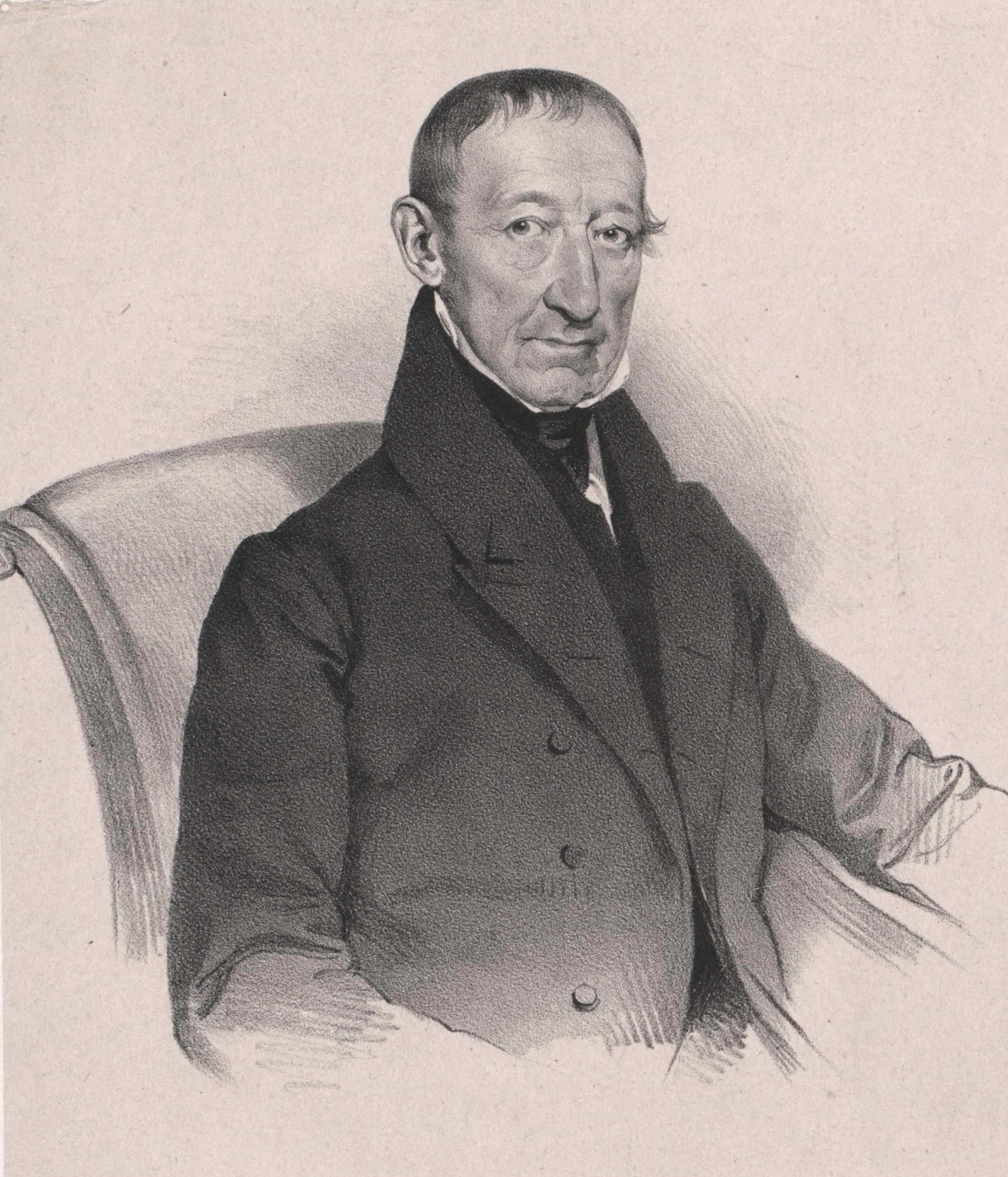
Вчений Каспар Марія граф Штернберг
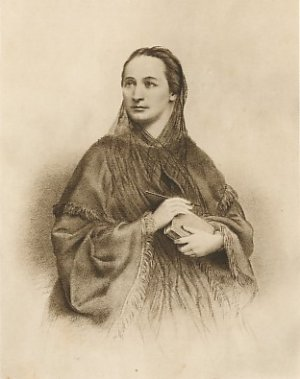
Письменниця Божена Немцова
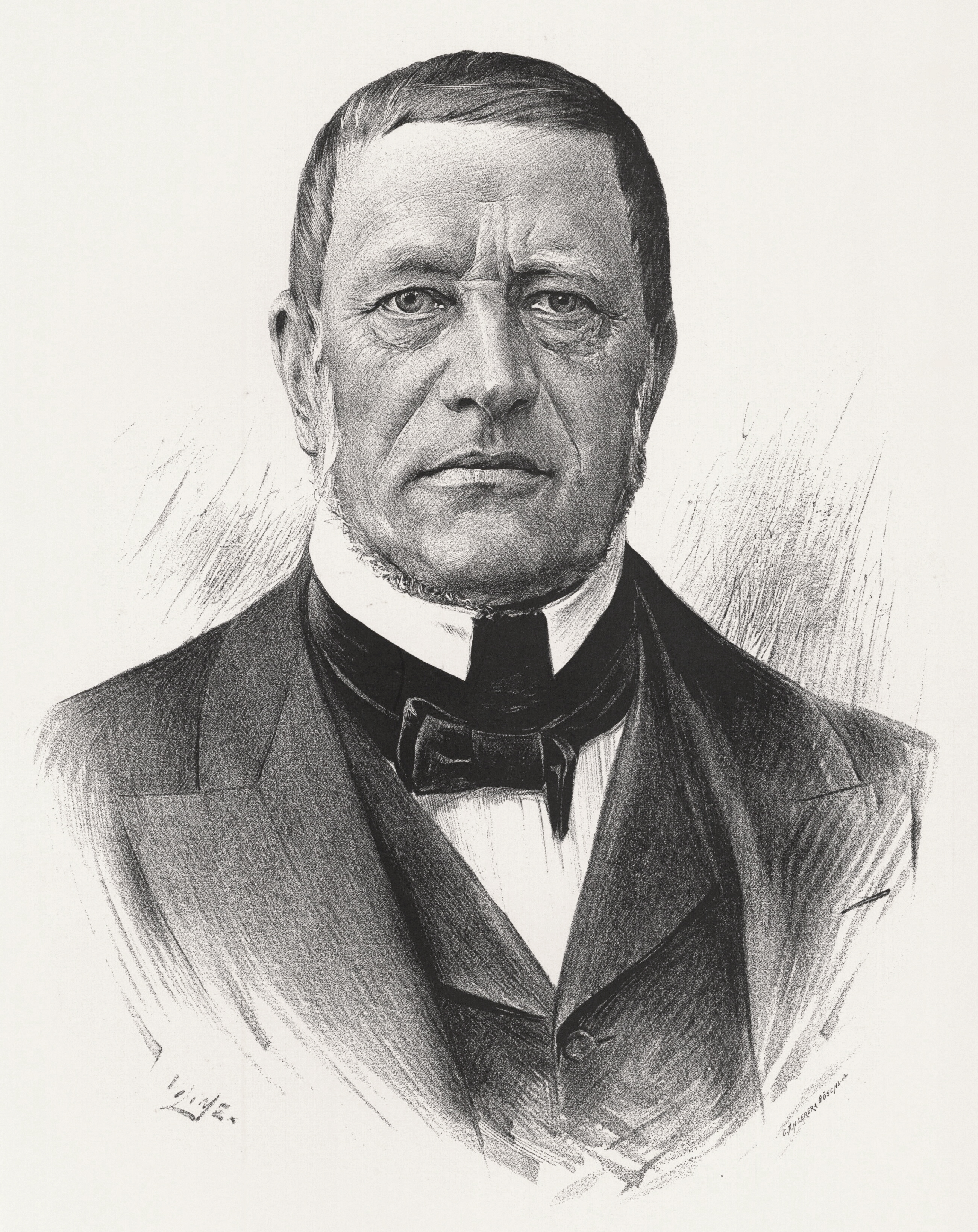
Франтішек Палацький, історик і політик
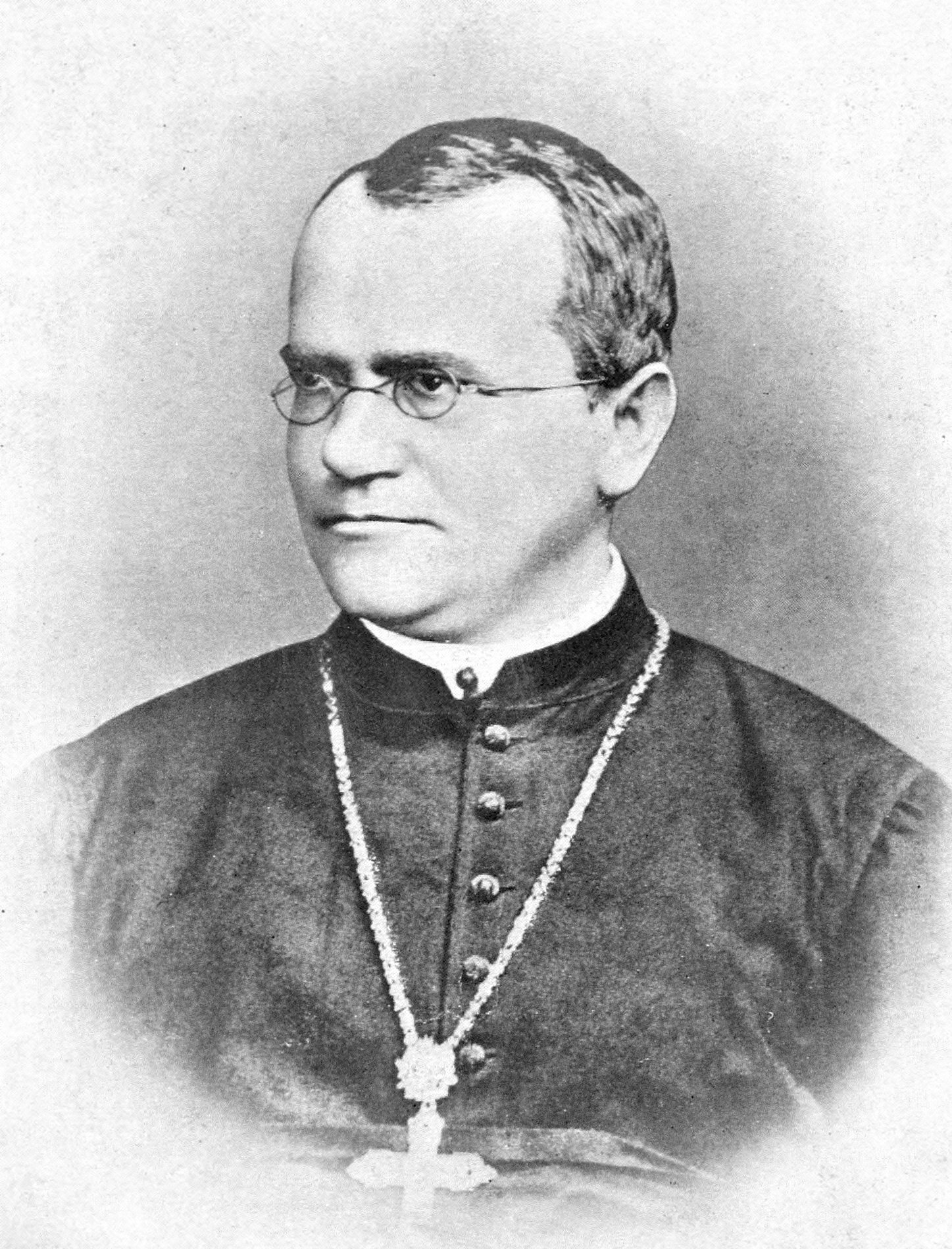
Грегор Мендель, засновник генетики
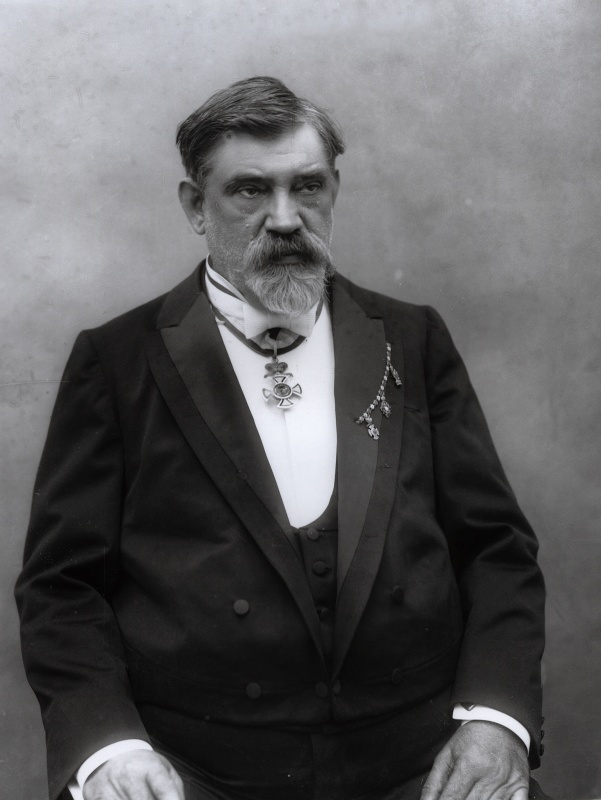
Винахідник Франтішек Кржижік
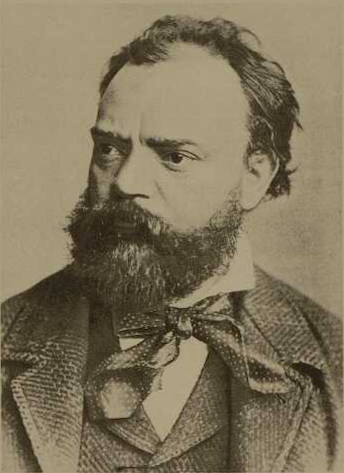
Композитор Антонін Дворжак
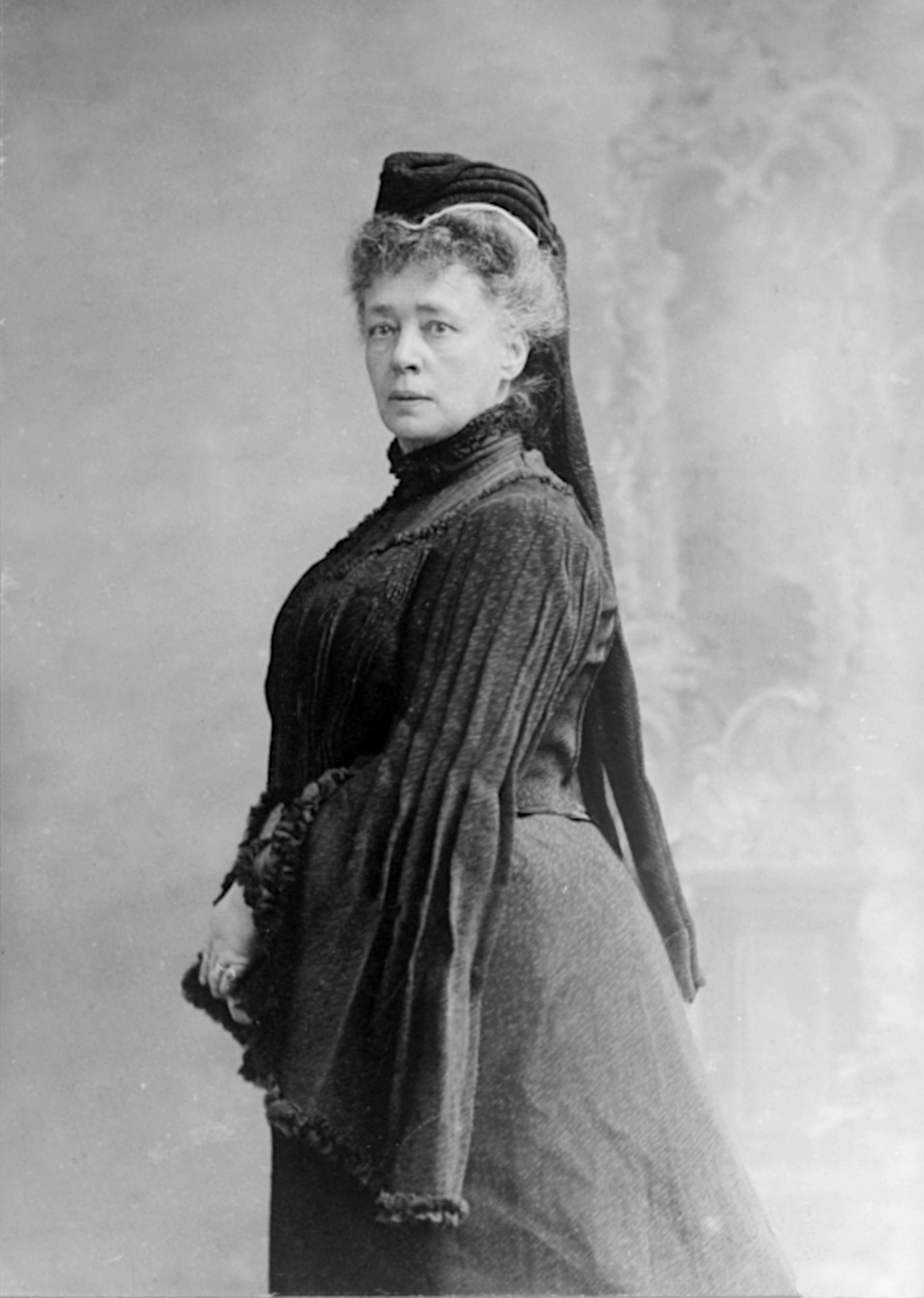
Берта фон Зутнер, лауреат Нобелівської премії миру
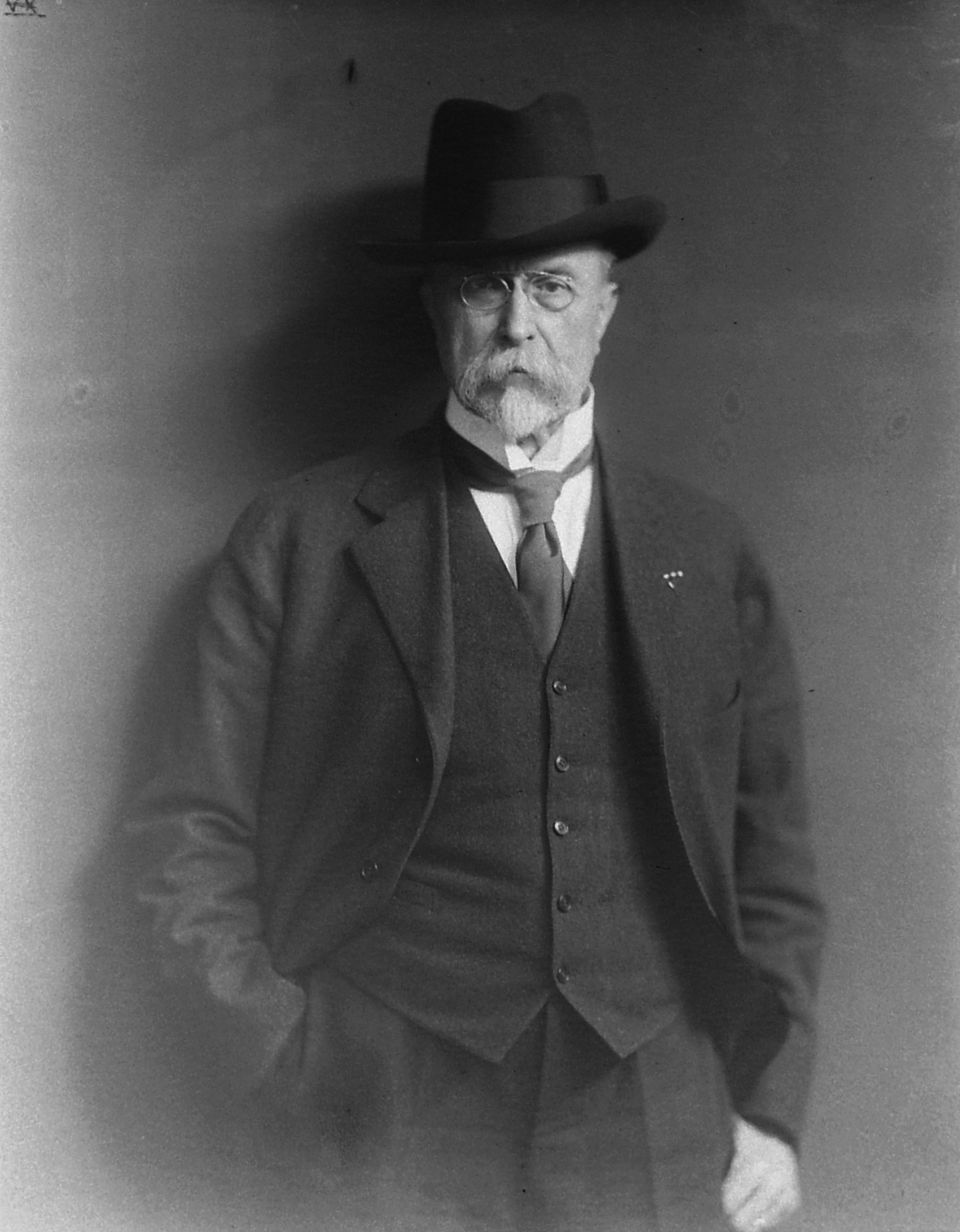
Філософ і політик, президент Томаш Гарріг Масарик (1918—1935)
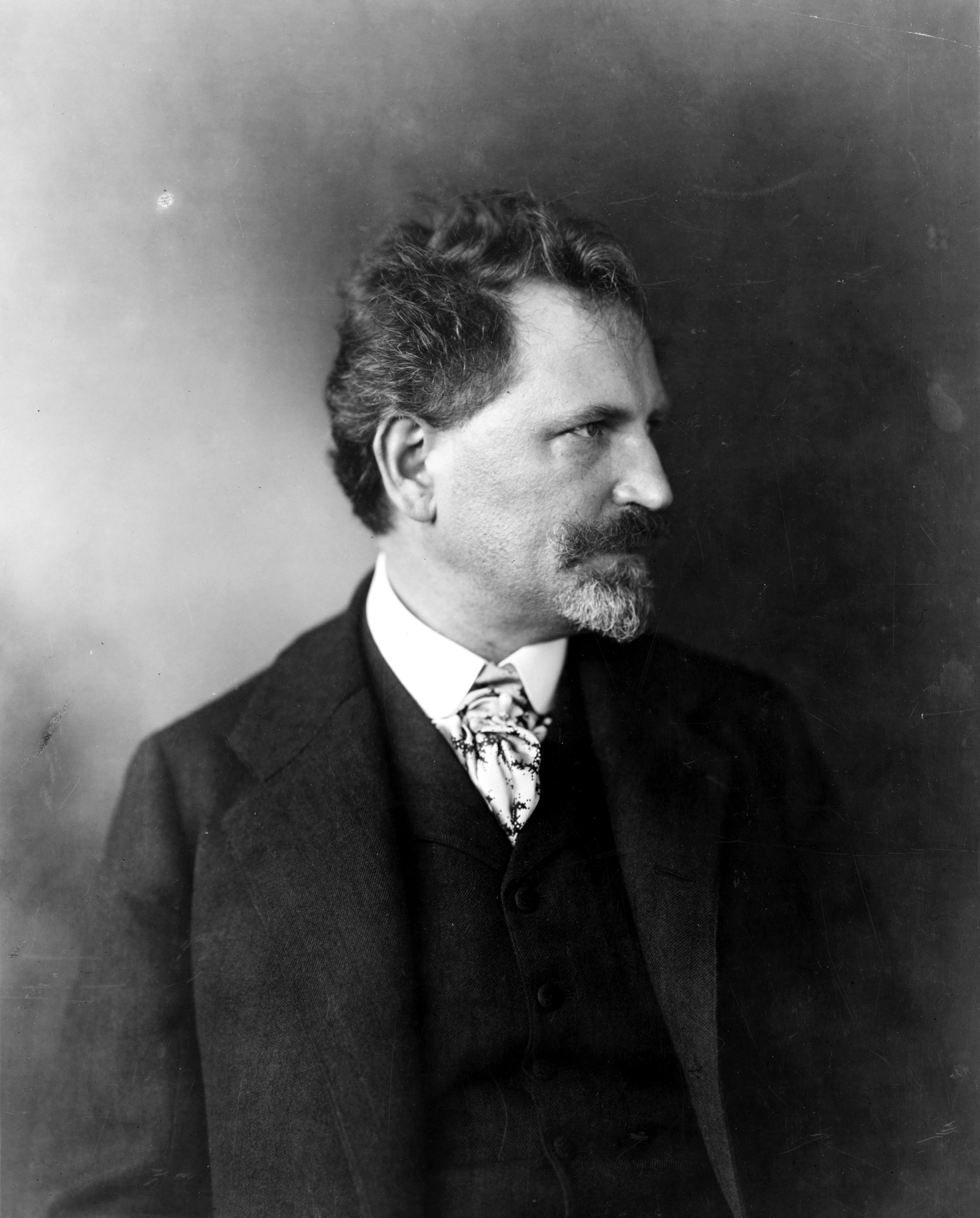
Художник у стилі модерн Альфонс Муха
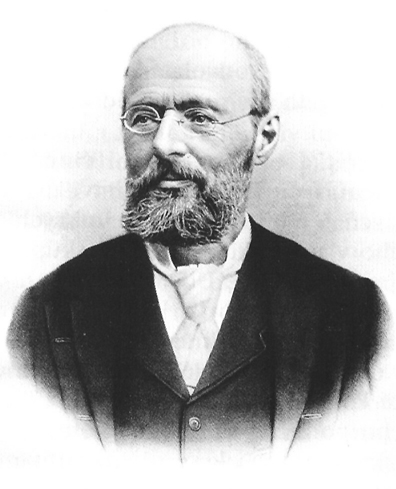
Підприємець Еміль Шкода, засновник сьогоднішньої компанії Škoda Transportation
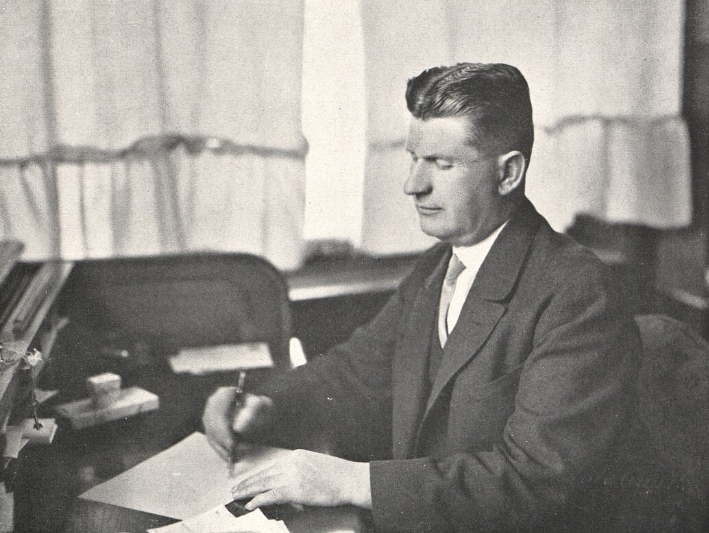
Підприємець Томаш Батя, засновник світової взуттєвої компанії
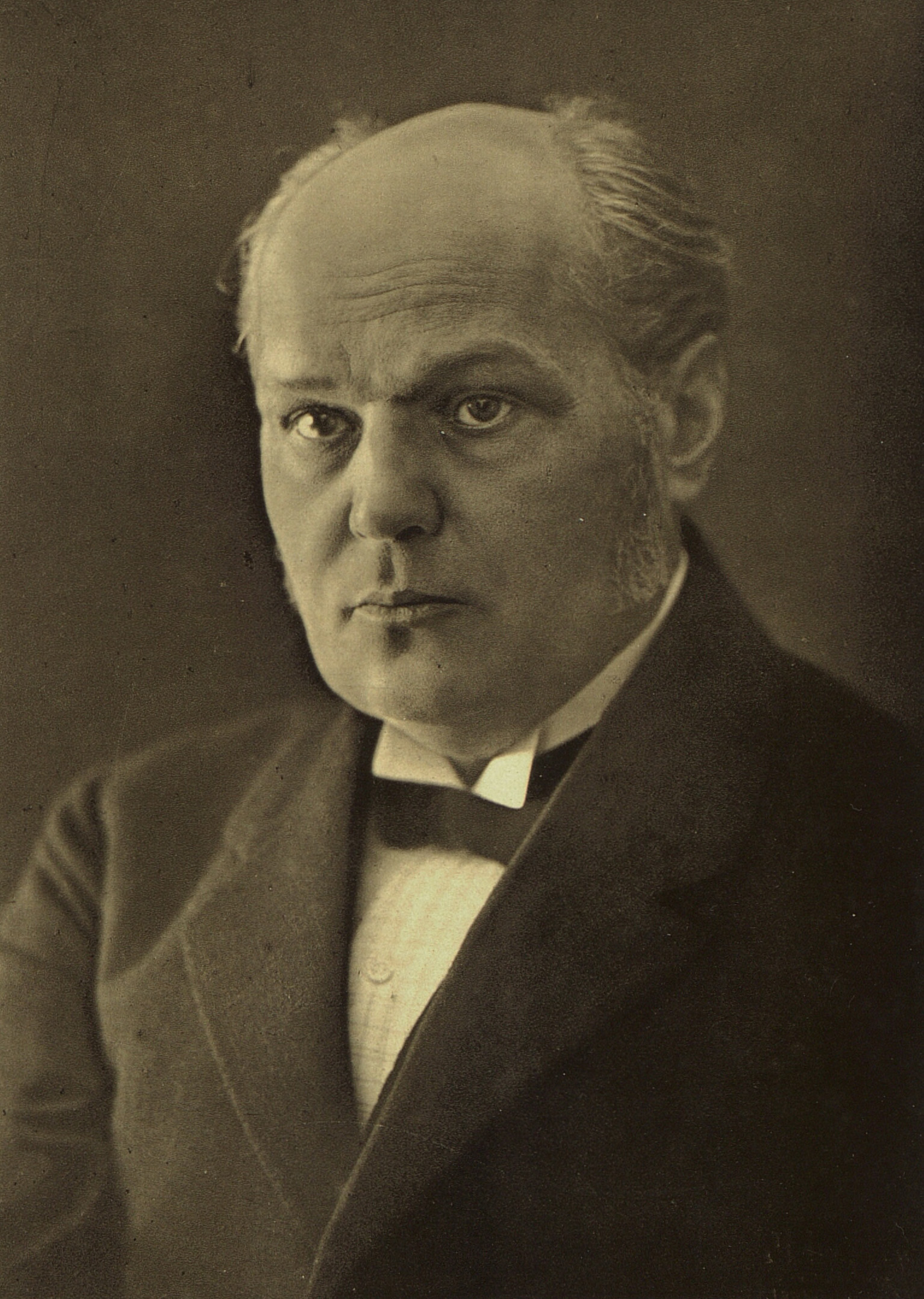
Перший республіканський політик і прем'єр-міністр Антонін Швегла
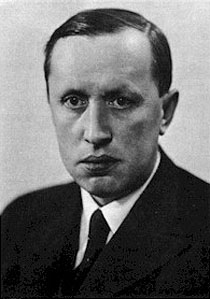
Письменник і драматург Карел Чапек
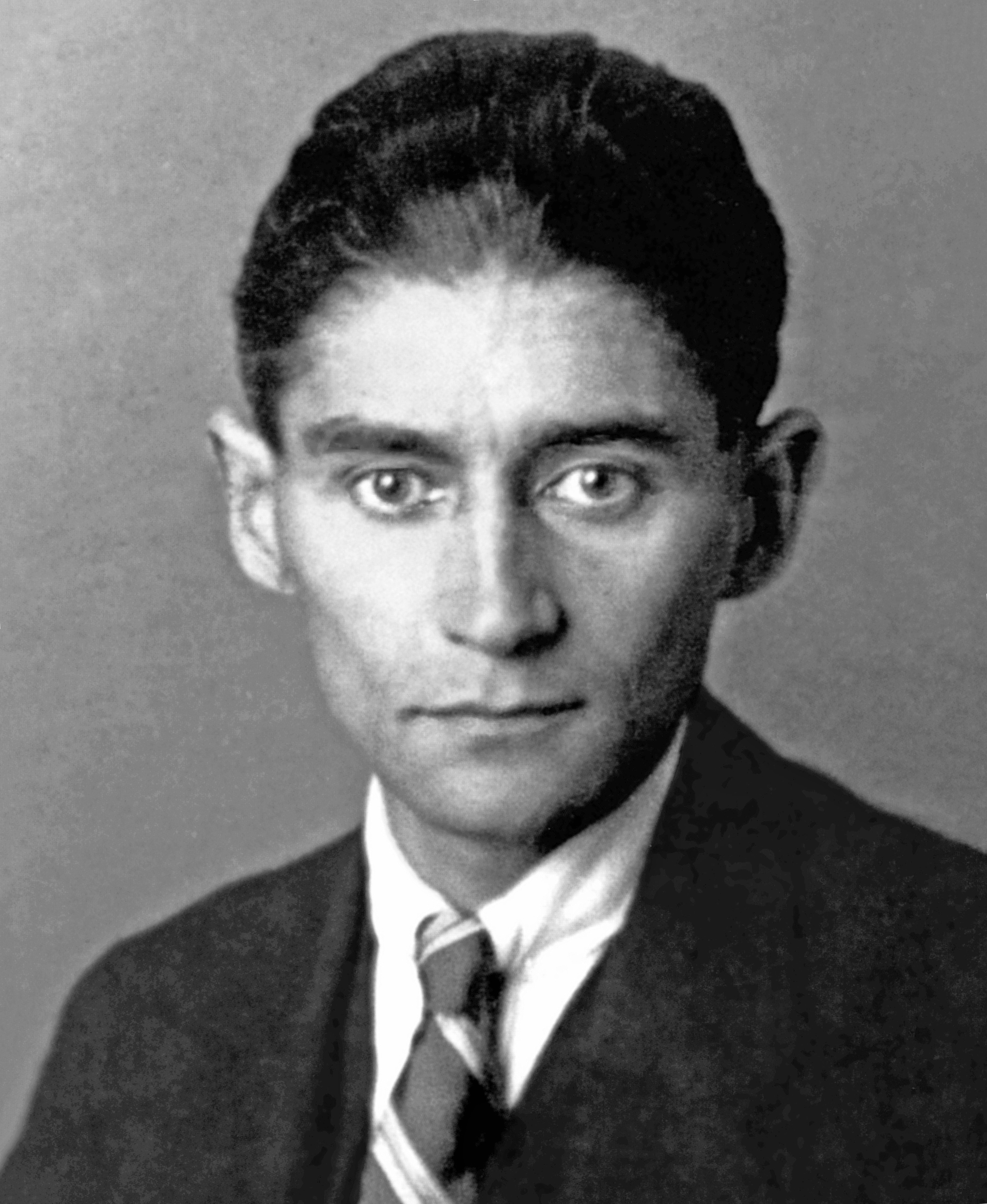
Письменник Франц Кафка
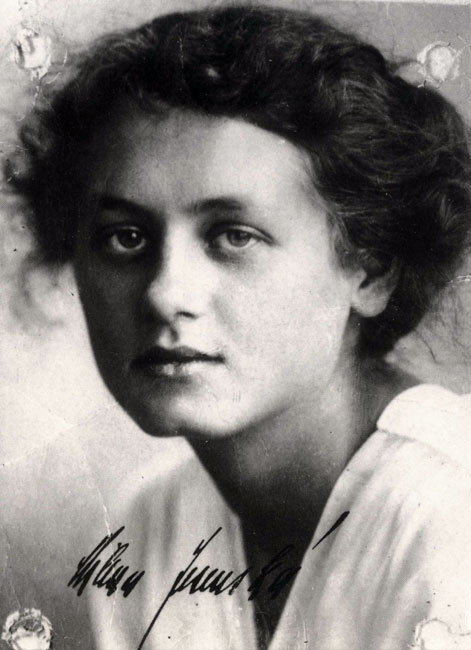
Мілена Єсенська, журналіст і письменниця, борець антинацистського опору
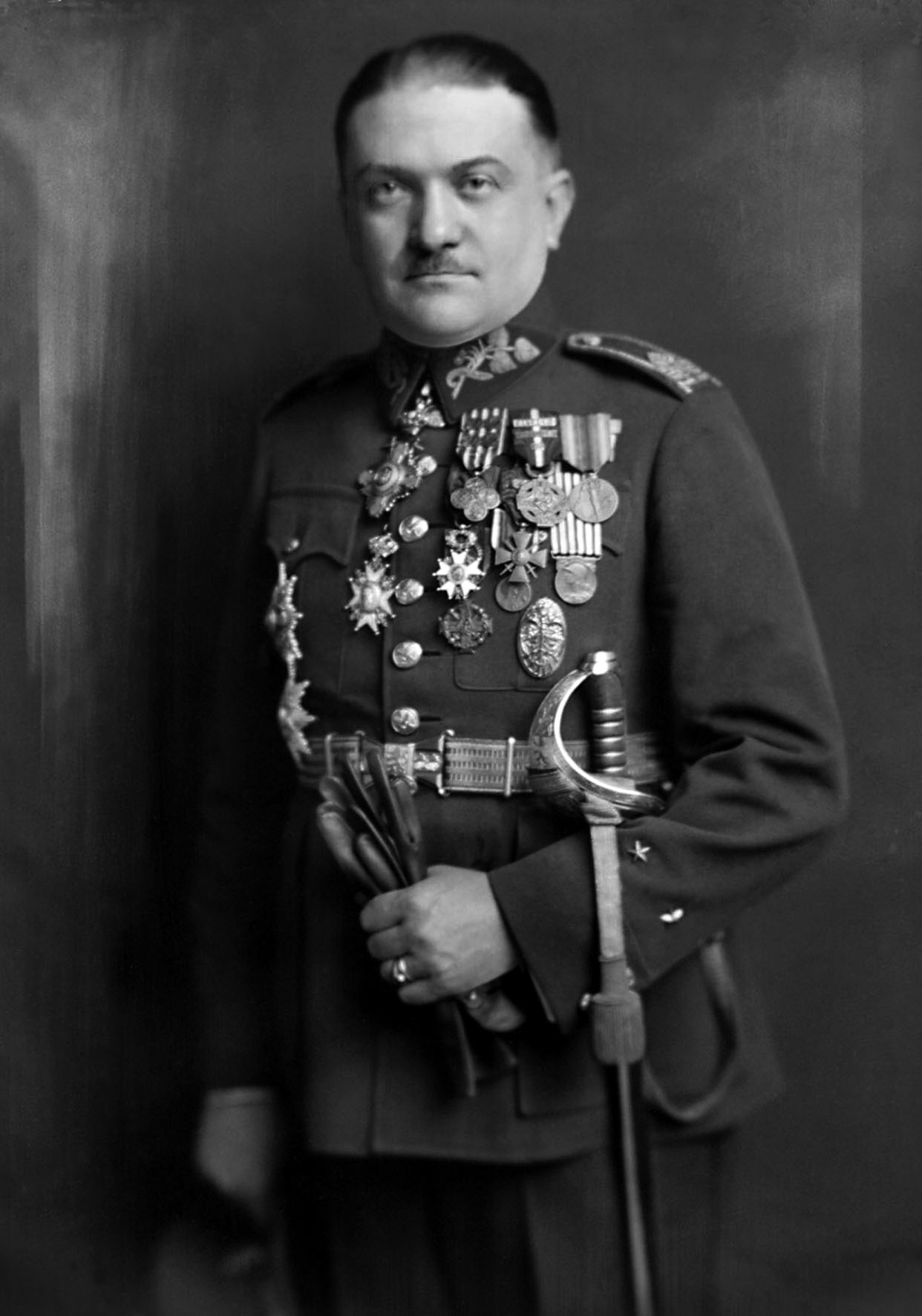
Генерал і борець антинацистського опору Алоїс Еліас
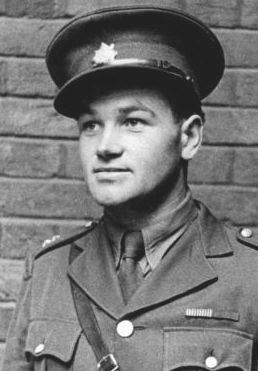
Ян Кубіш здійснив успішне вбивство другої людини нацистської Німеччини Гейдриха
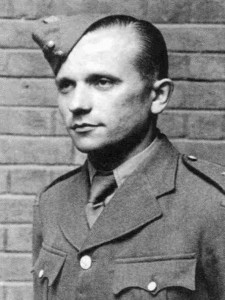
Йозеф Габчик здійснив успішне вбивство другої людини нацистської Німеччини Гейдриха
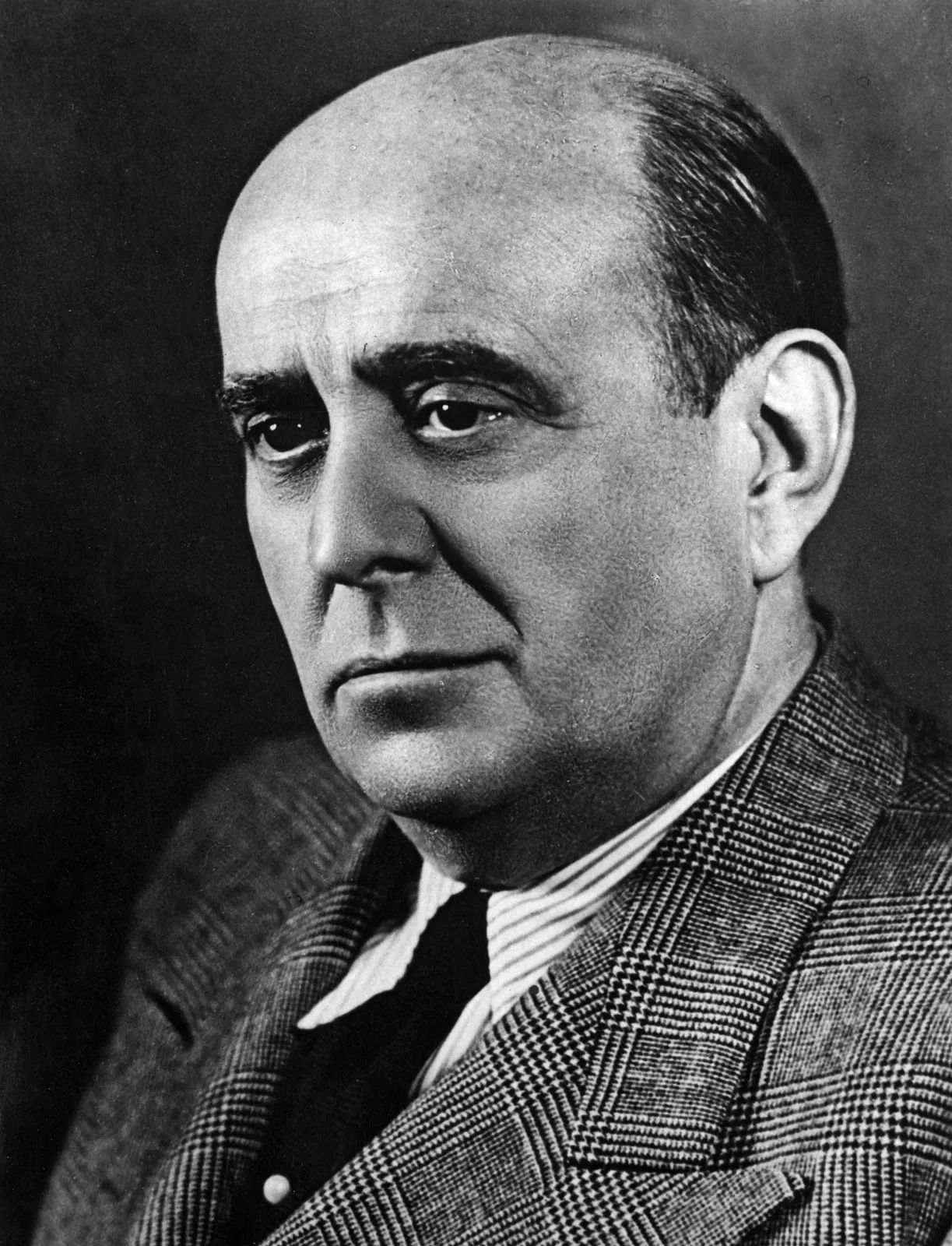
Ян Масарик, дипломат, колишній міністр закордонних справ
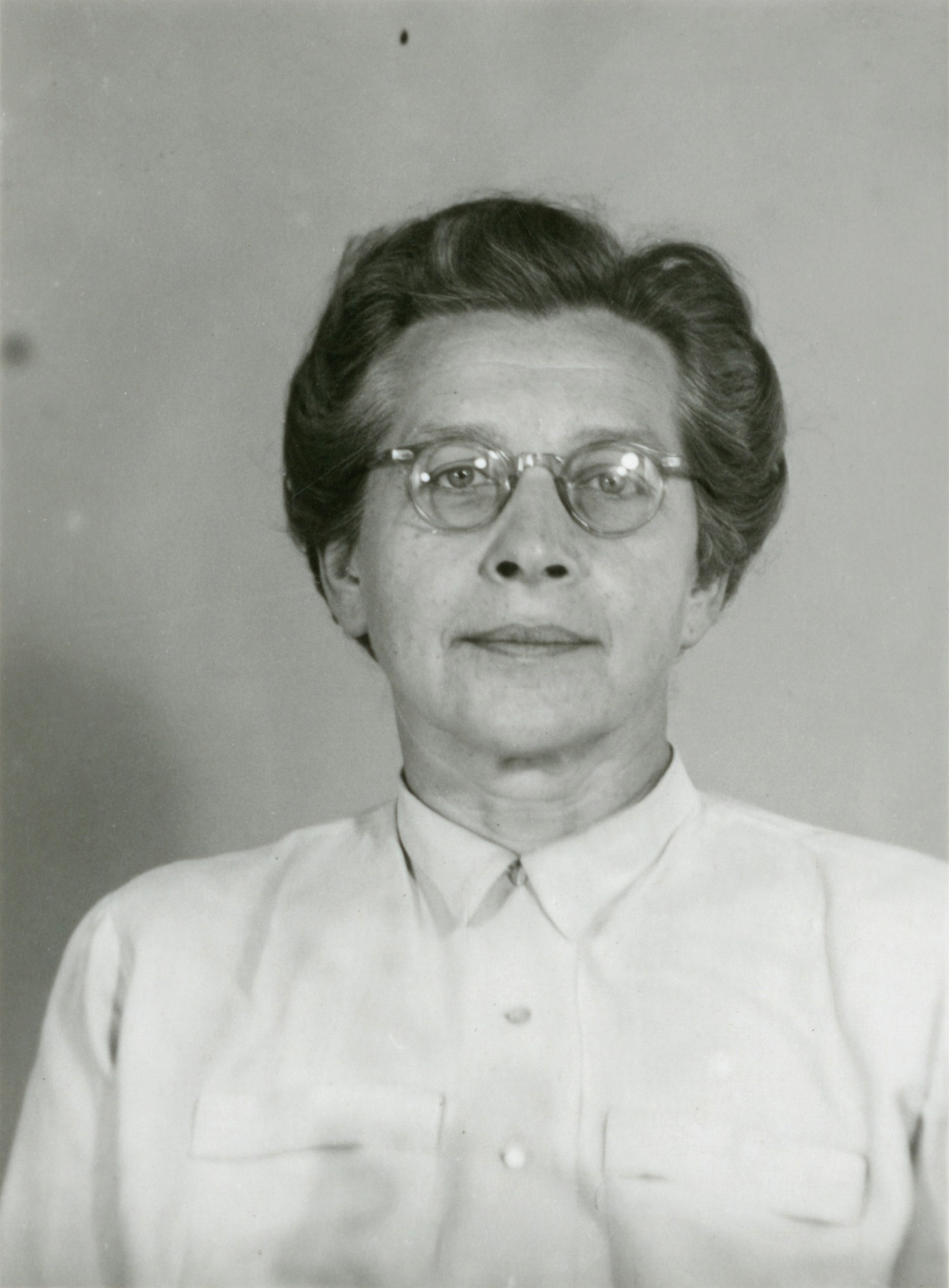
Мілада Горакова, політик, страчена комуністами
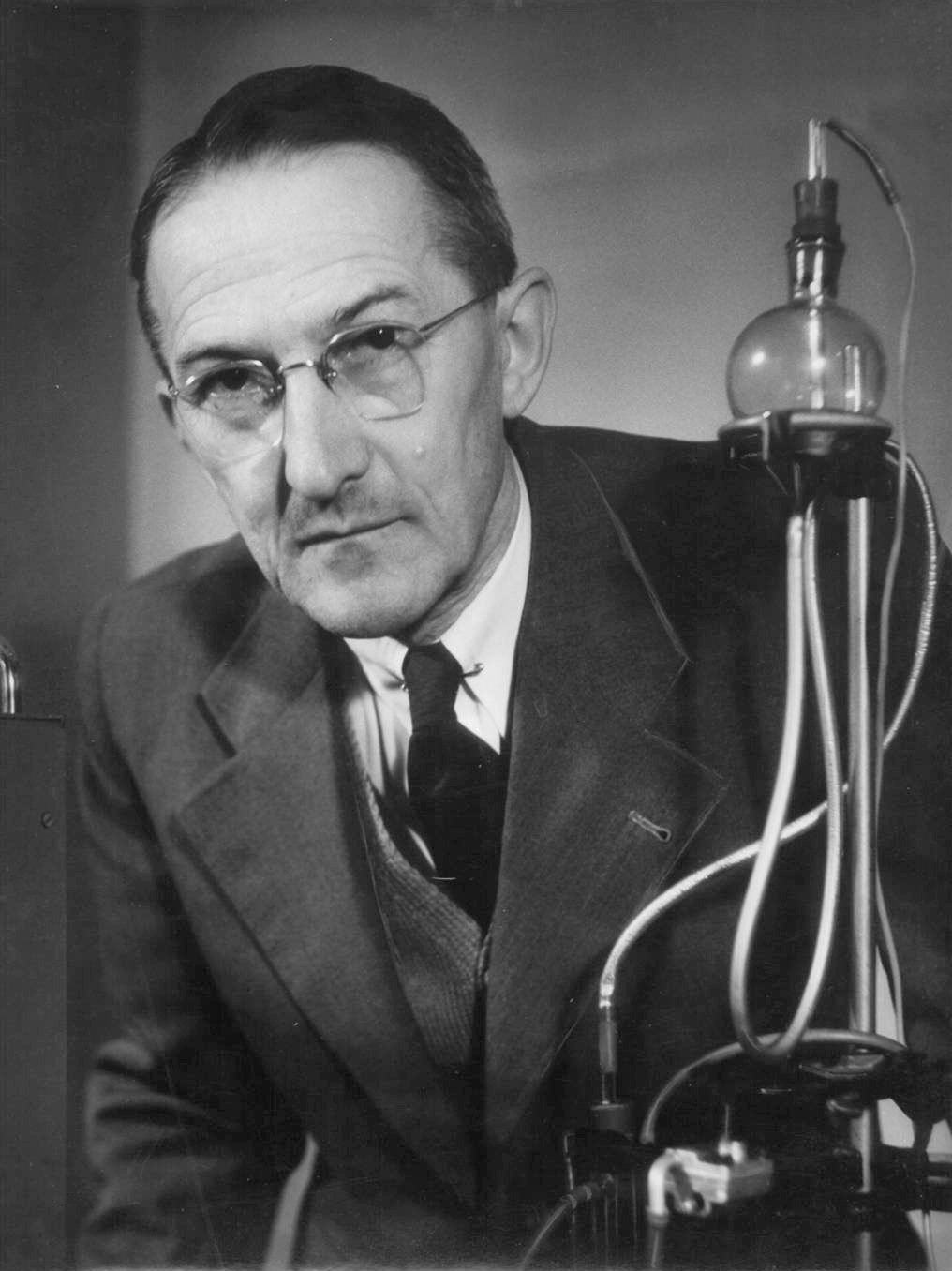
Ярослав Гейровський, лауреат Нобелівської премії з хімії
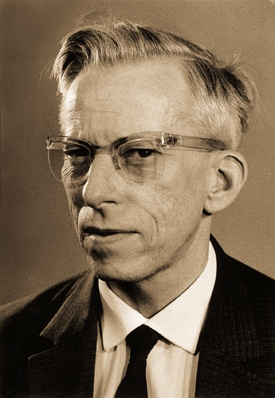
Отто Віхтерле, першовідкривач контактних лінз
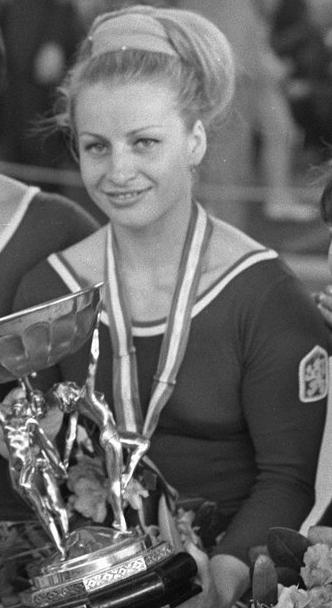
Гімнастка Вера Чаславська
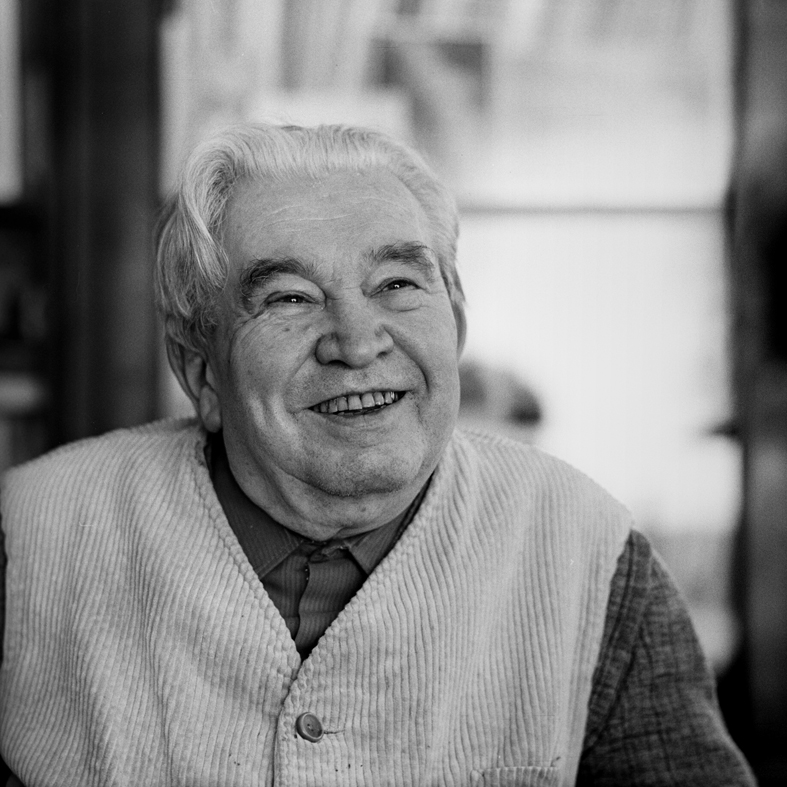
Поет Ярослав Зайферт, лауреат Нобелівської премії з літератури
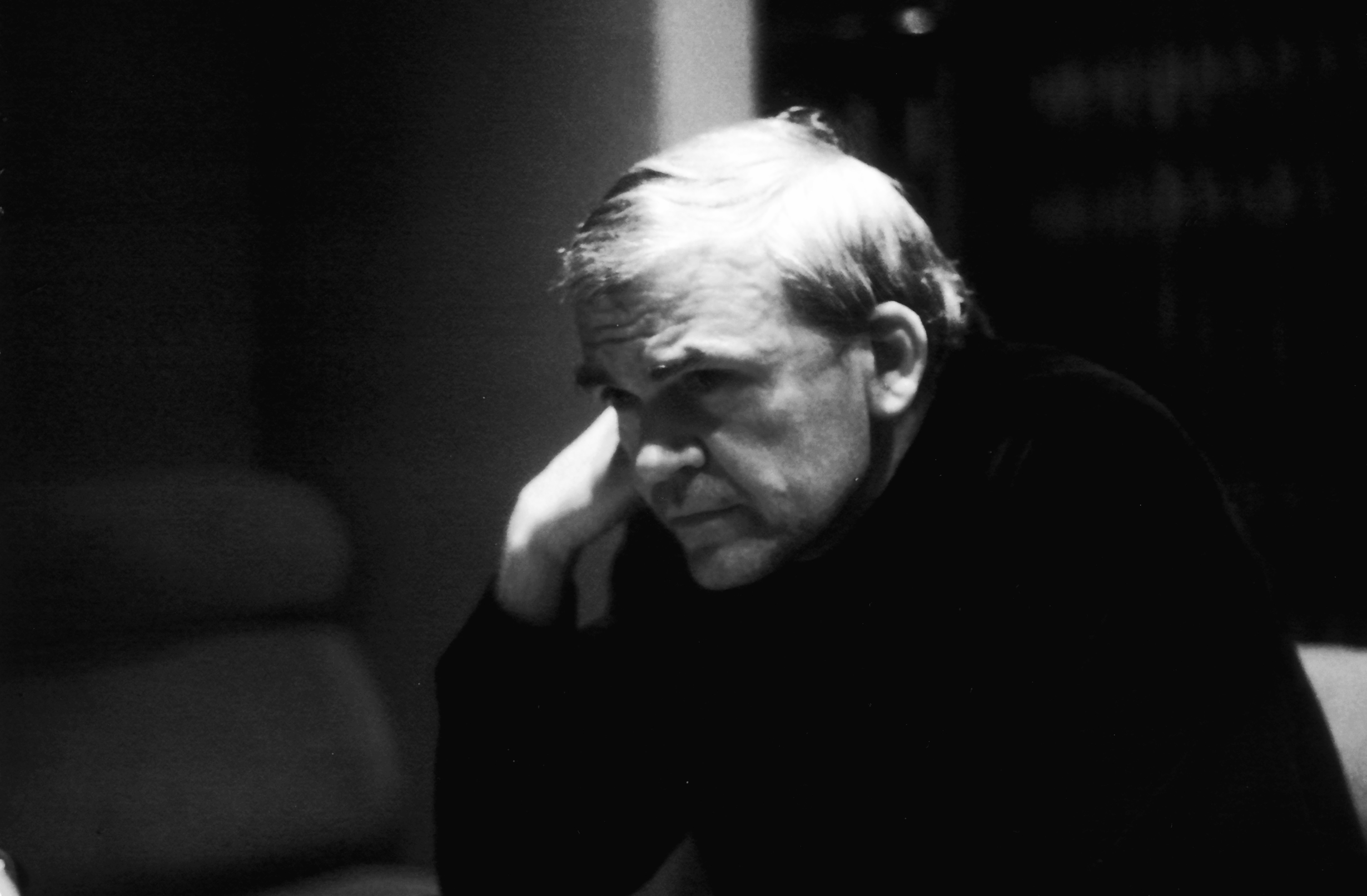
Письменник Мілан Кундера
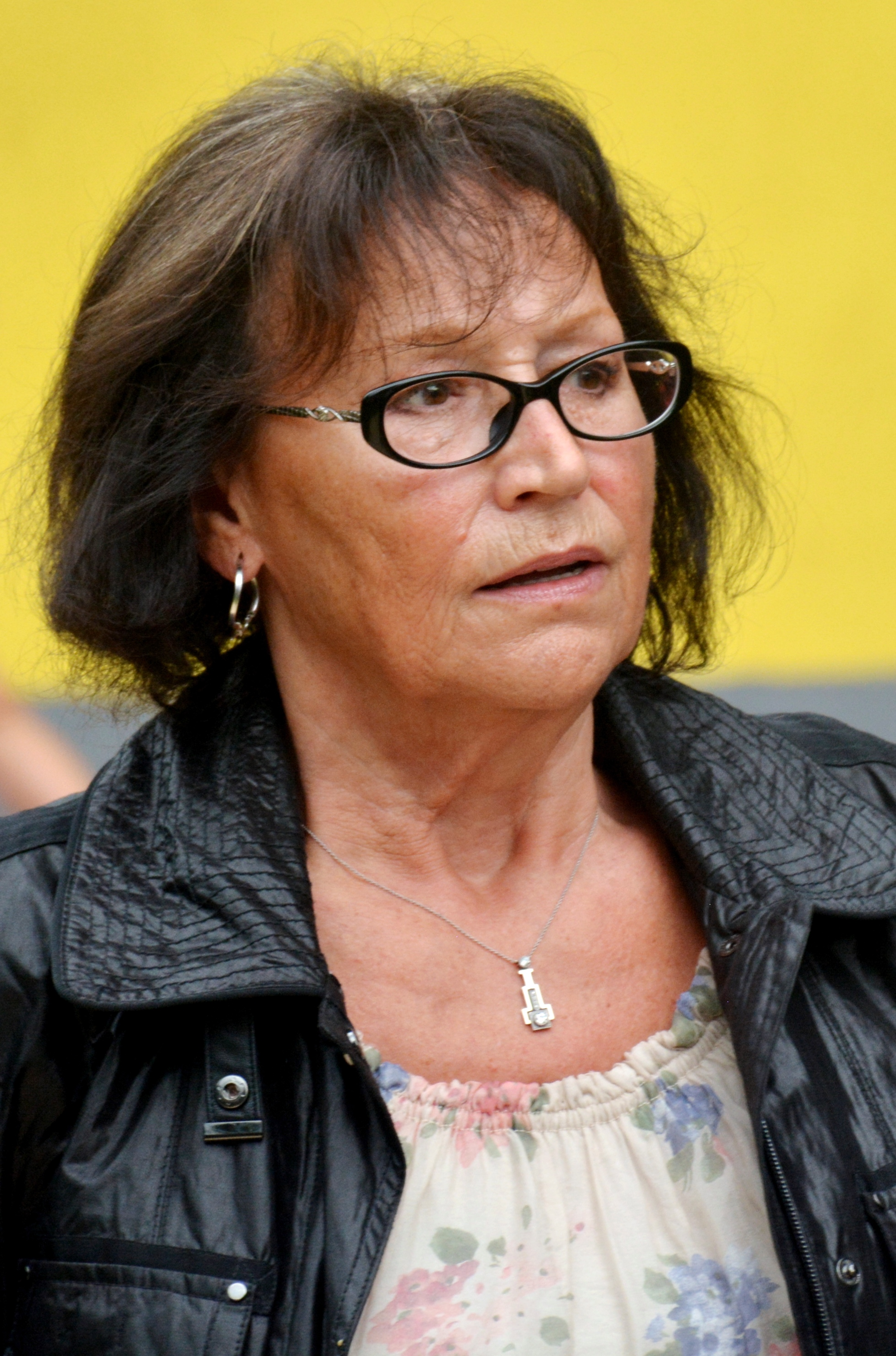
Співачка і дисидентка Марта Кубішова
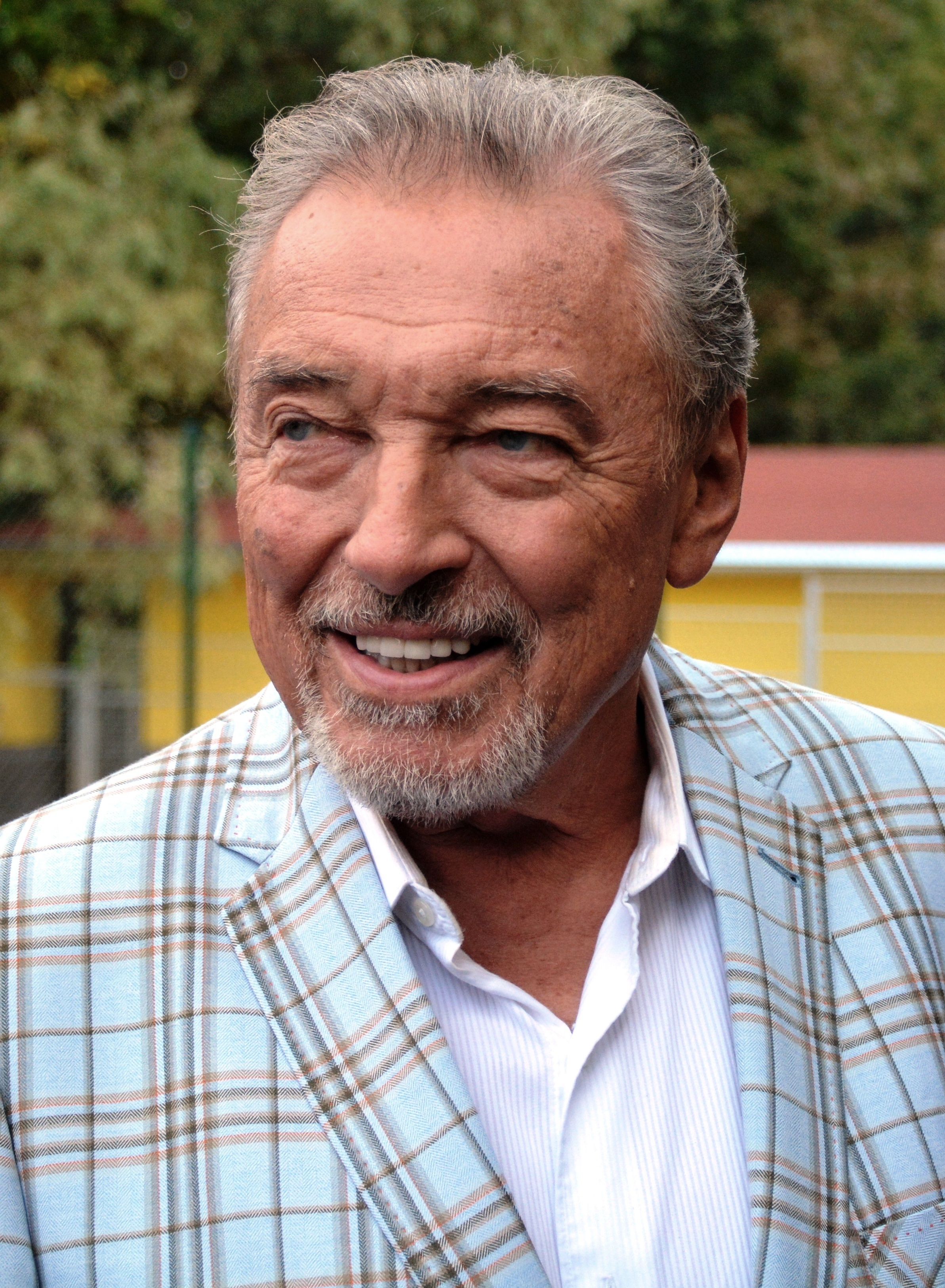
Співак Карел Готт
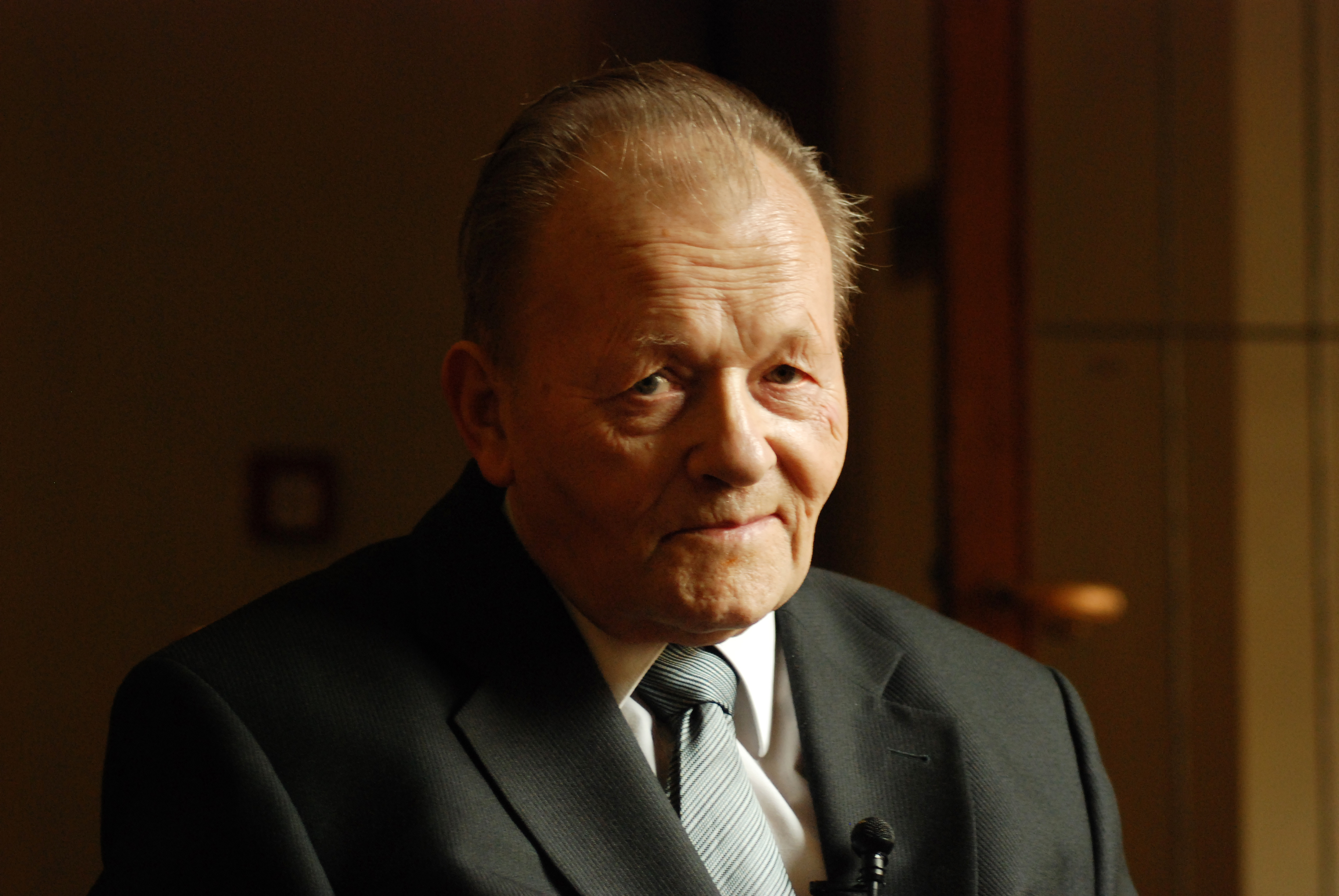
Вчений Антонін Голі
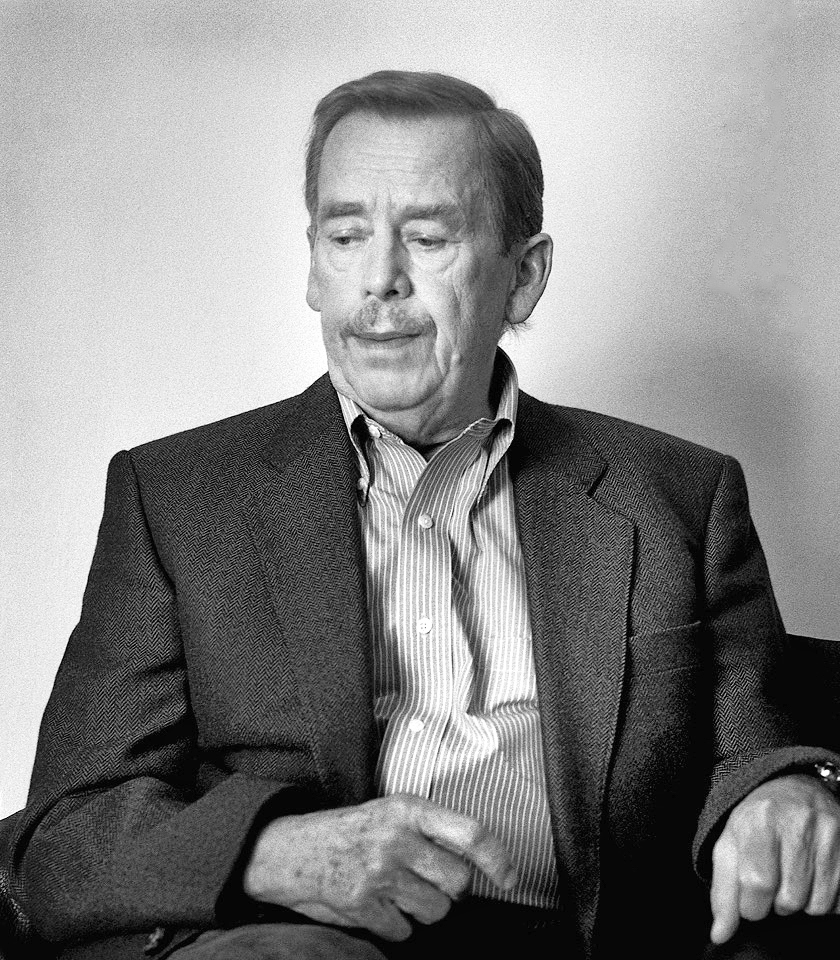
Дисидент, драматург і президент Вацлав Гавел
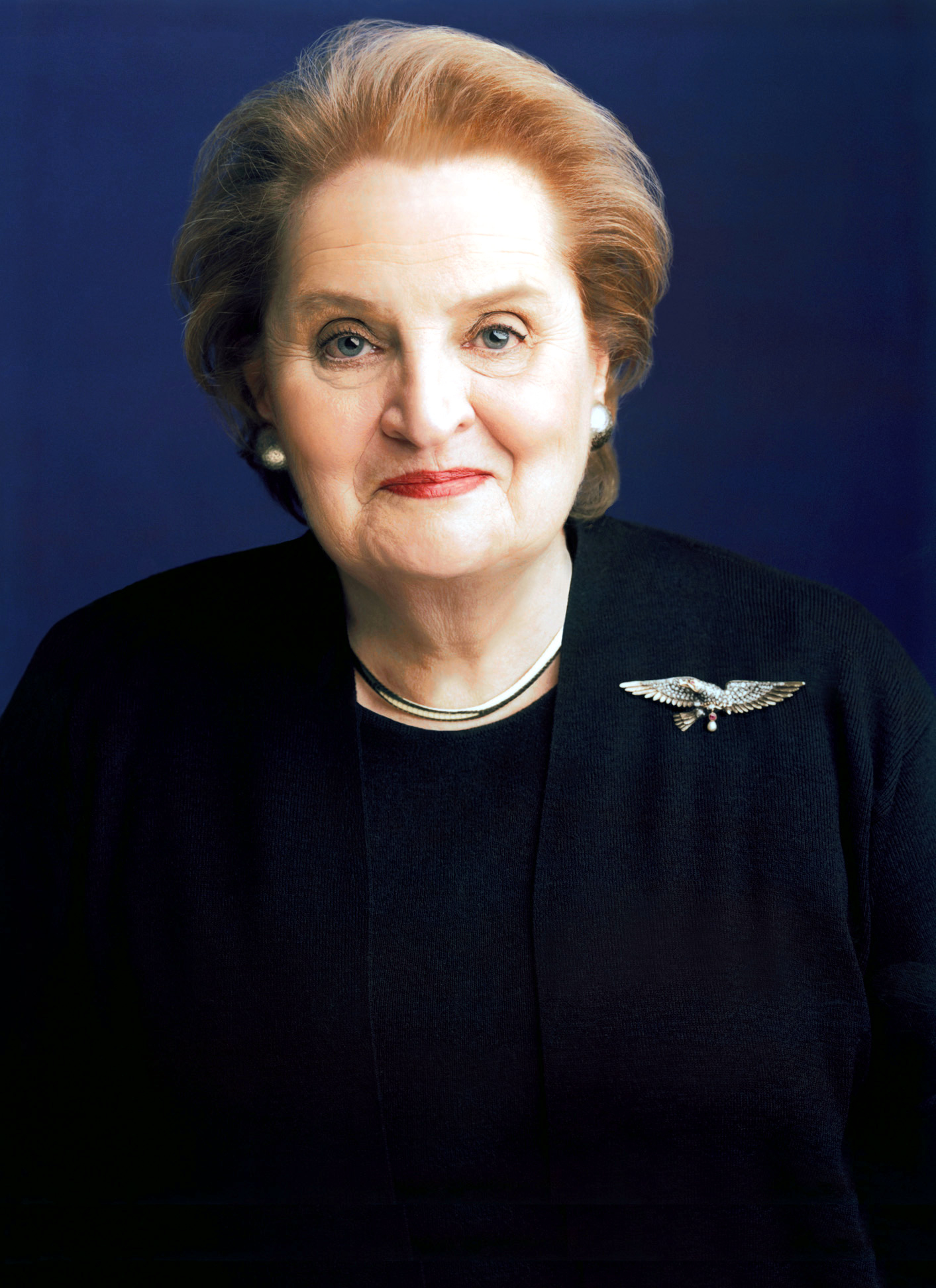
Мадлен Олбрайт (Марі Корбелова), держсекретар США в 1997—2001 рр., чеська біженка від комуністів
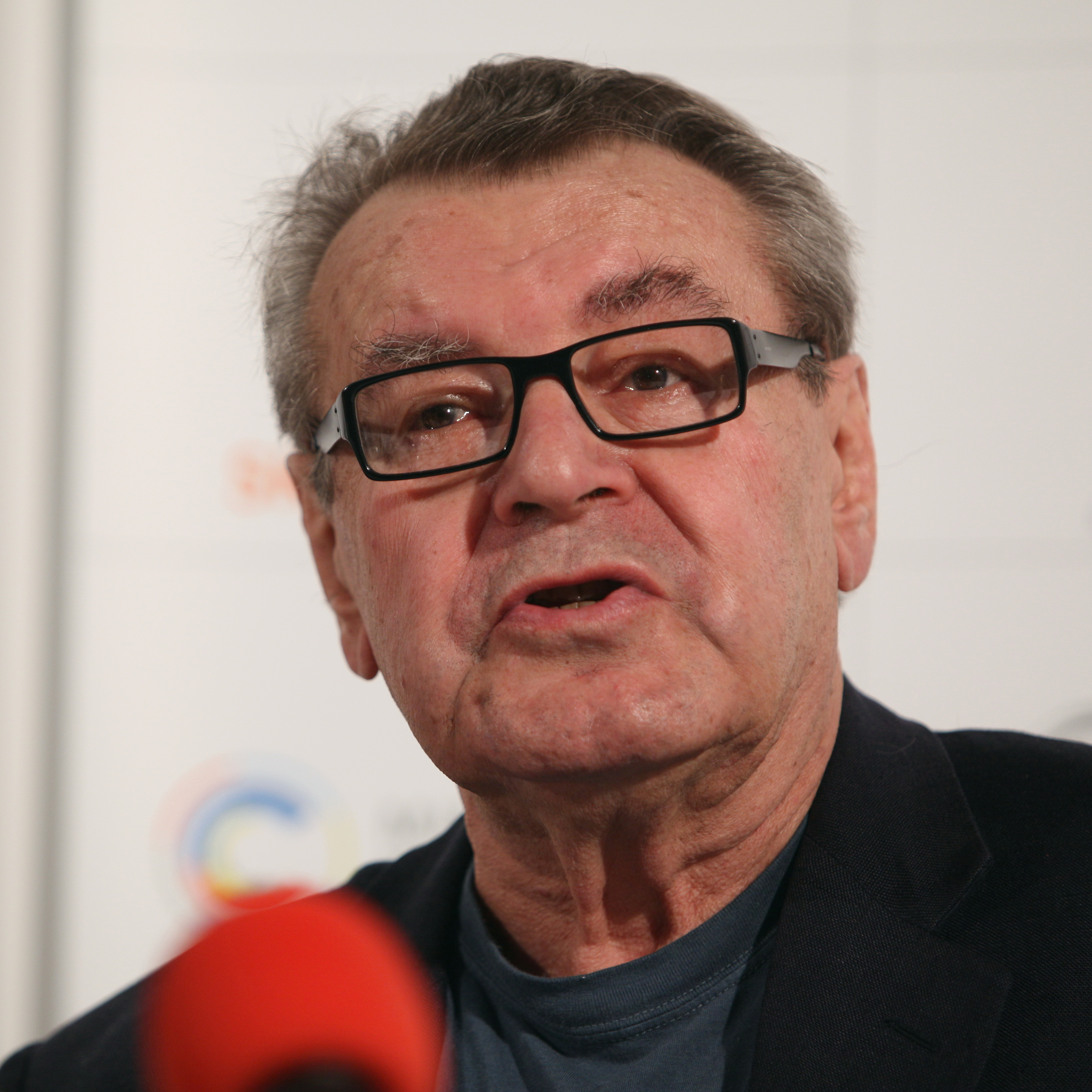
Оскароносний режисер Мілош Форман
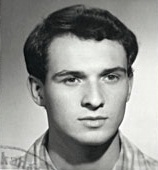
Ян Палах, студент, який спалив себе на знак протесту проти радянського вторгнення
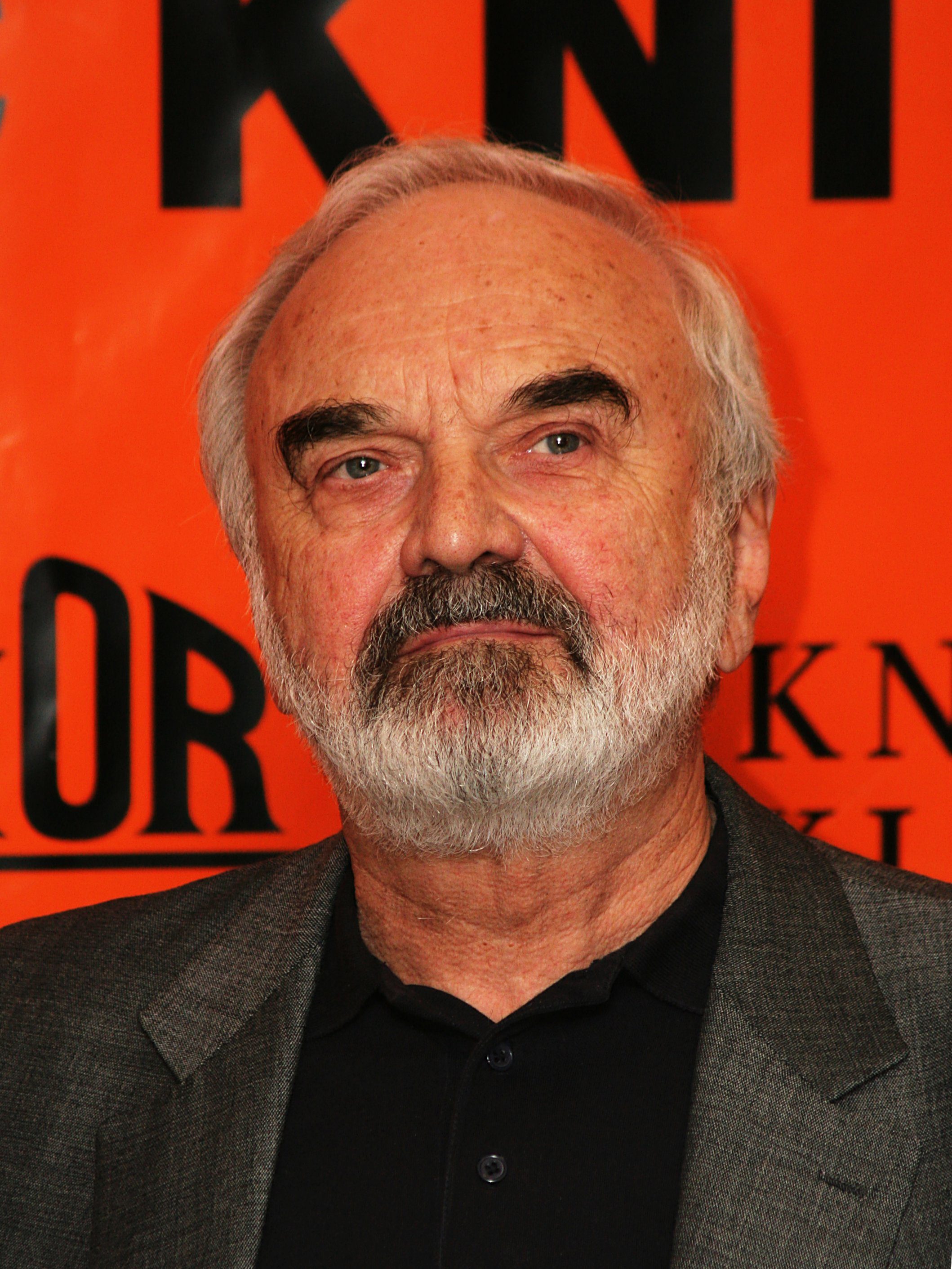
Зденек Свєрак, сценарист, письменник і актор
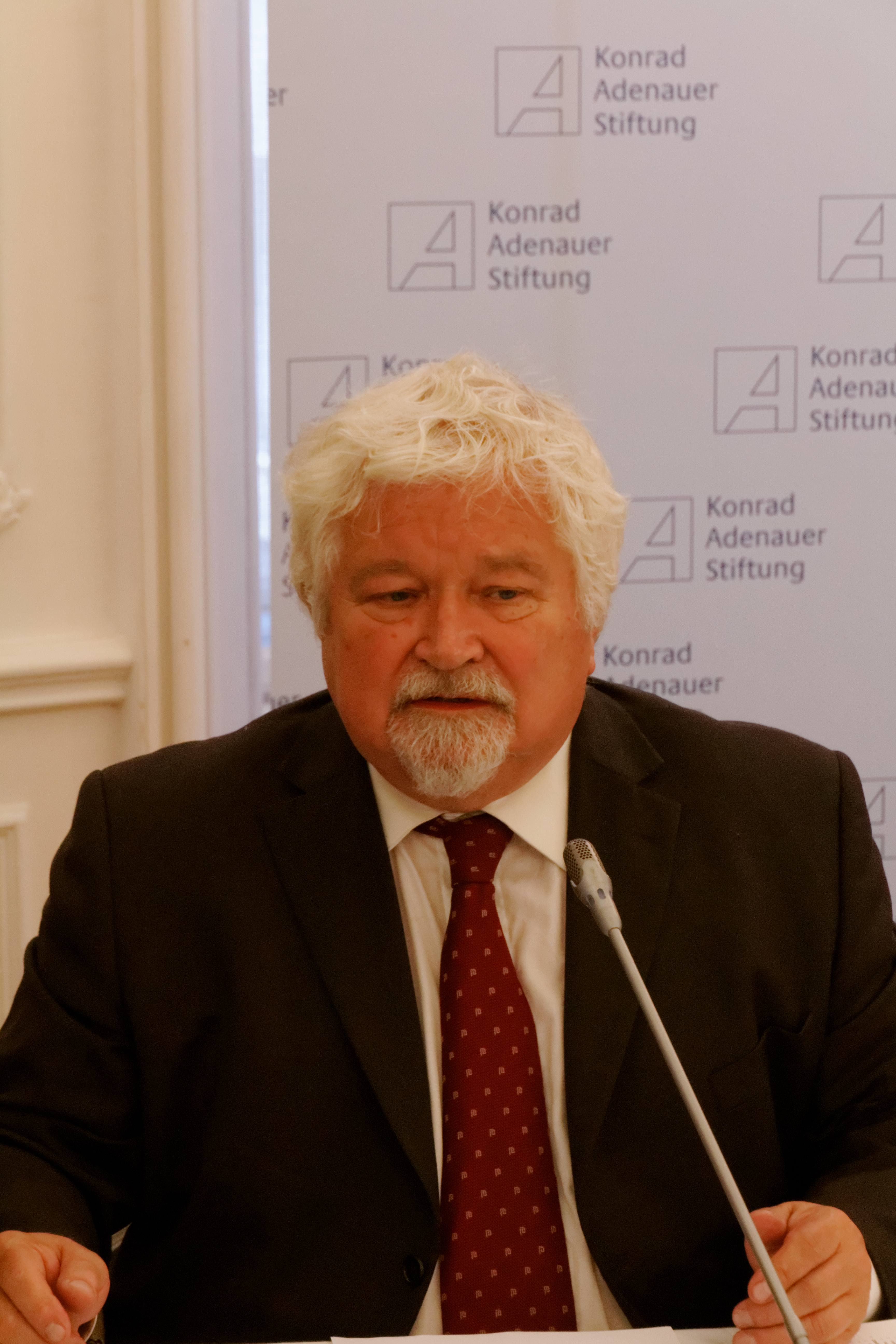
Петр Пітхарт, політик, історик, колишній прем'єр-міністр і Сенат
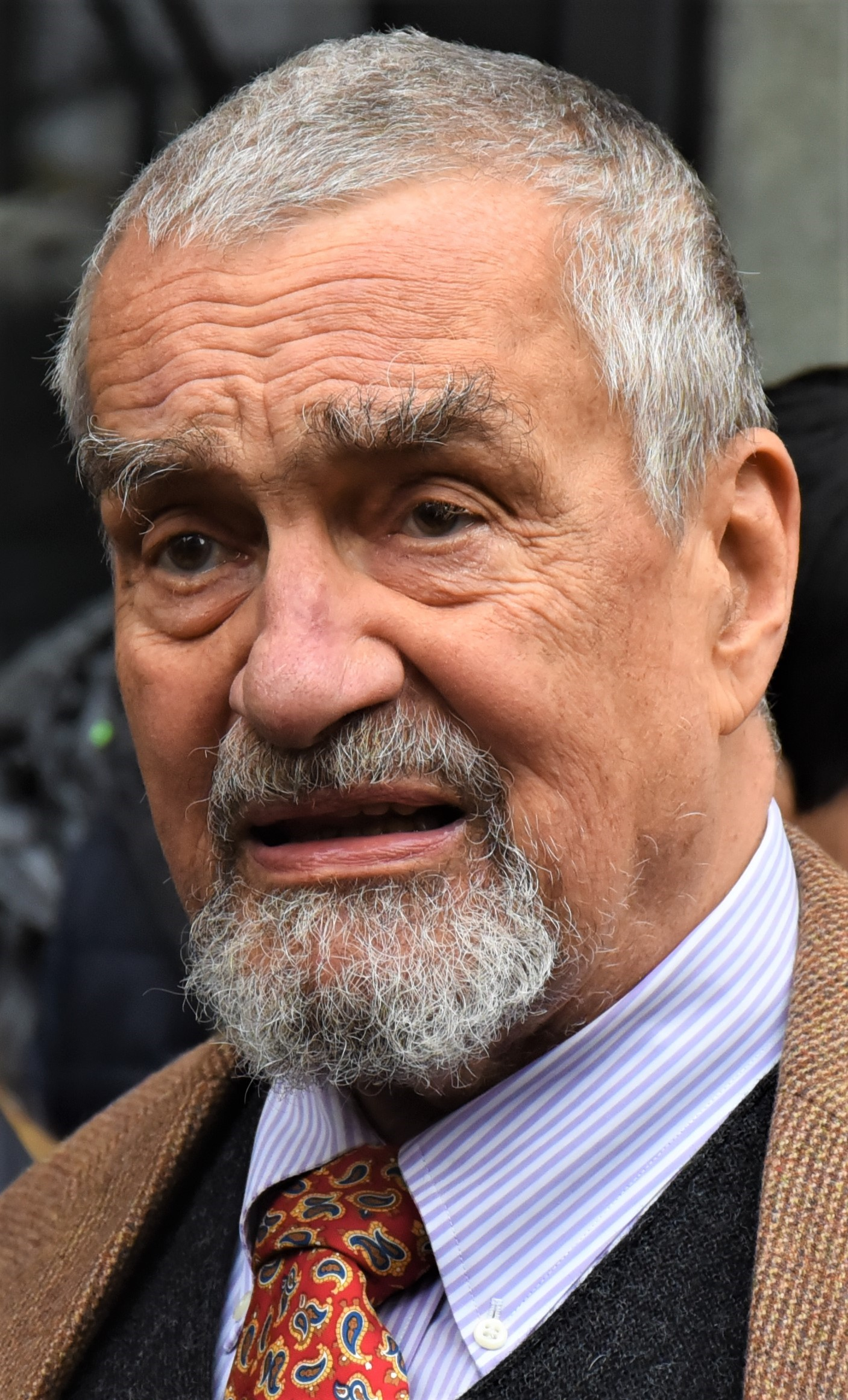
політик Карел Принц Шварценберг, голова Міжнародного Гельсінського комітету з прав людини та міністр закордонних справ Чехії
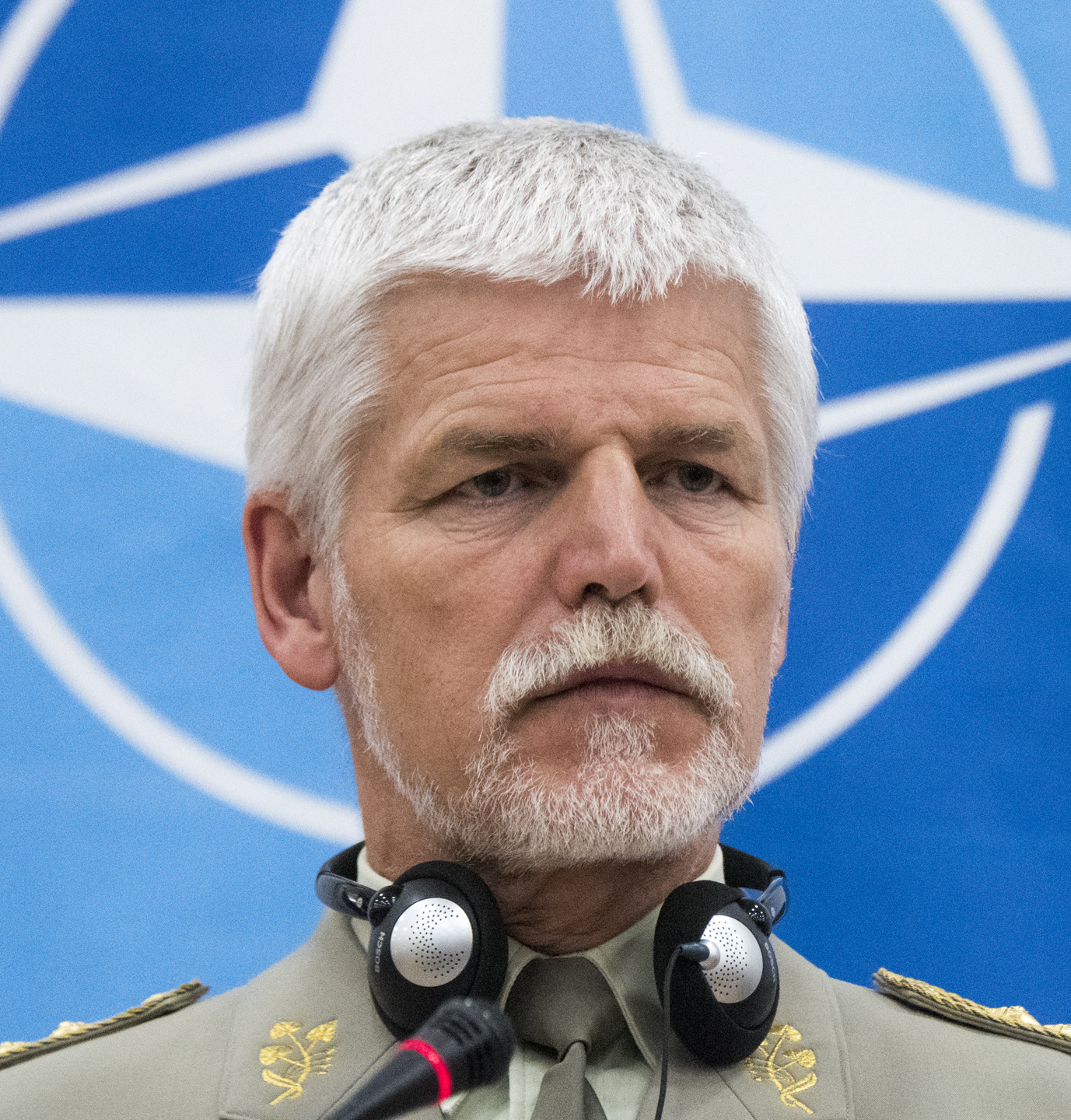
Генерал Петр Павел, колишній голова Військового комітету НАТО (2015—2018)
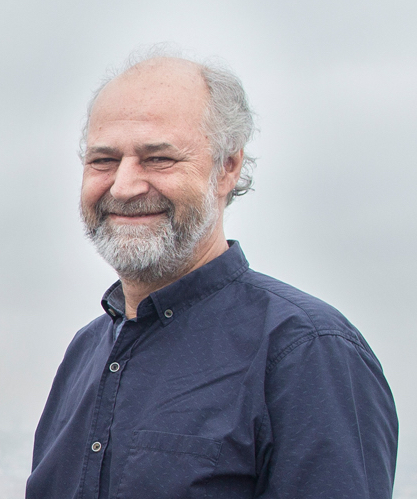
Павло Баудіш, співзасновник антивірусної компанії Avast
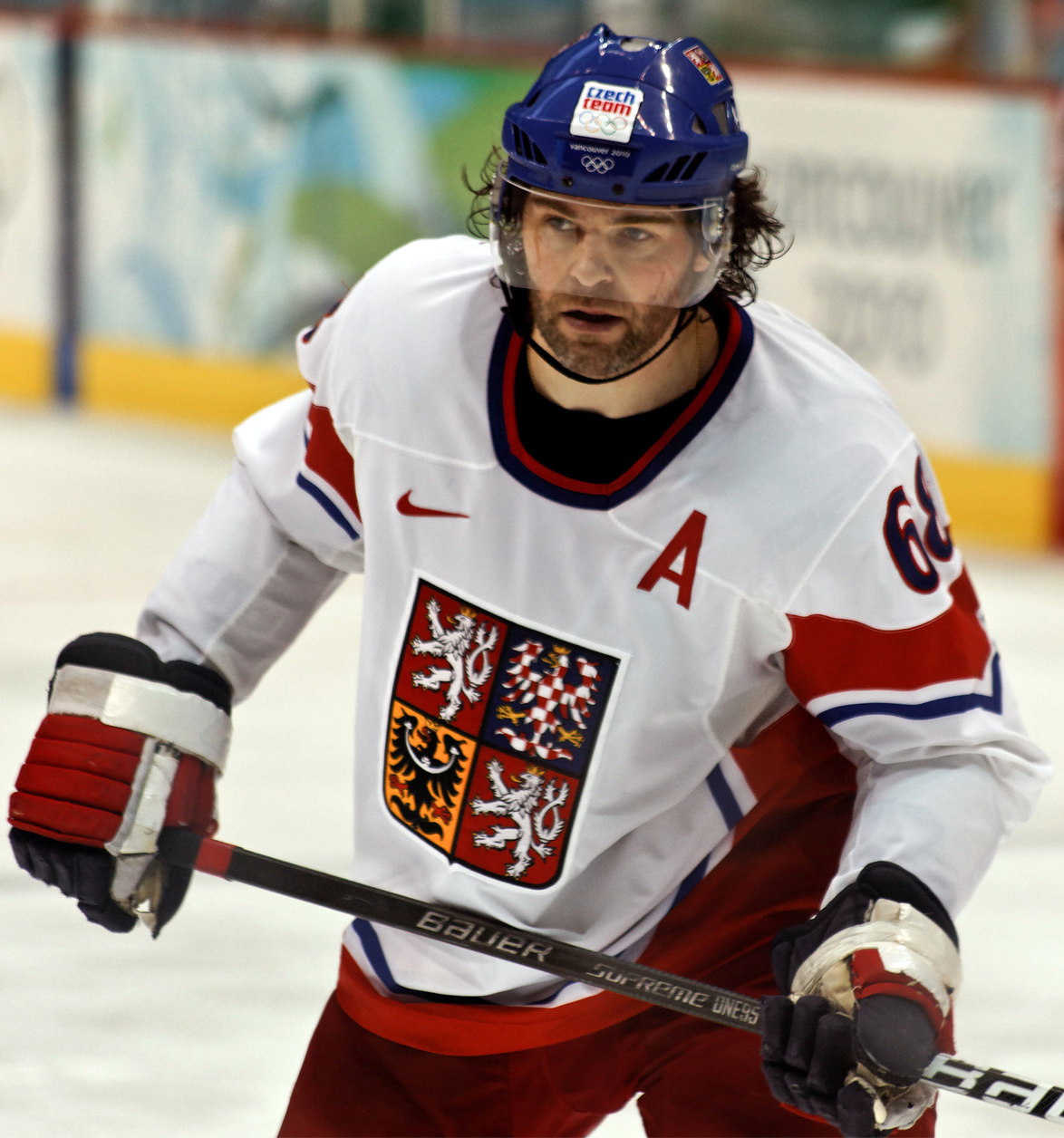
Хокеїст Яромір Ягр
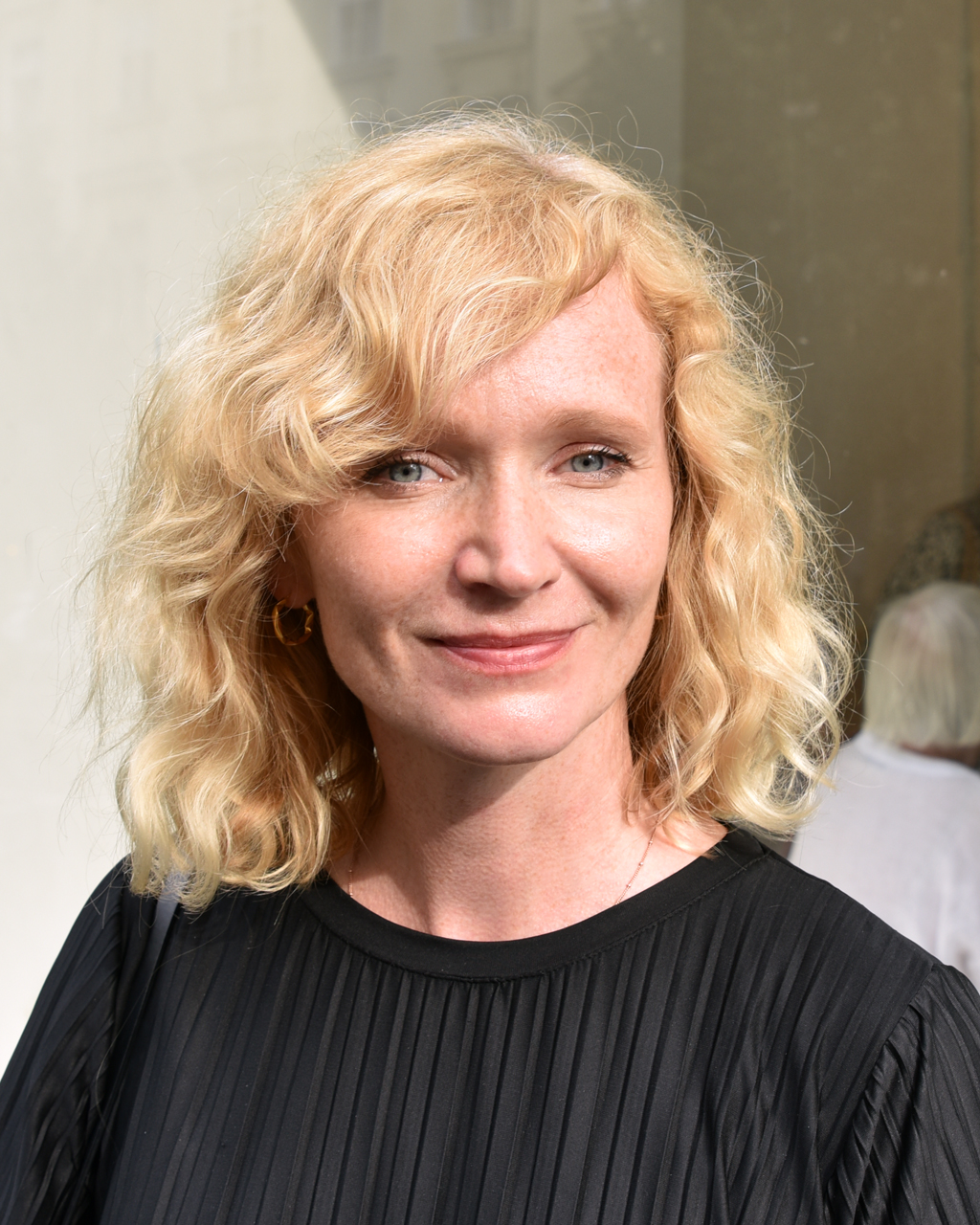
Актриса Анна Гайслер
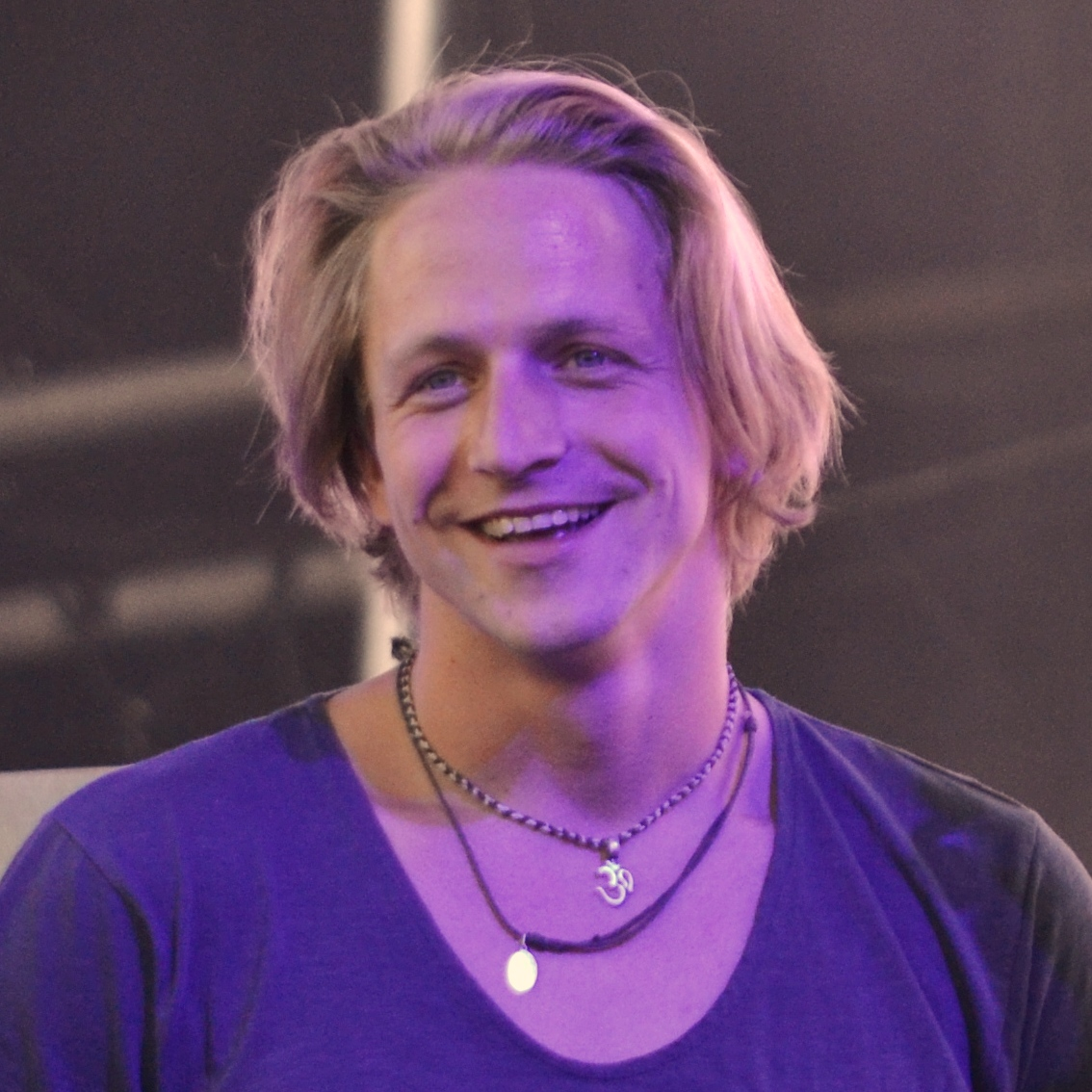
Автор пісень Томаш Клус